# Niemcy
Niemcy; Republika Federalna Niemiec, RFN (niem. Deutschland; Bundesrepublik Deutschland, BRD, [ˈbʊndəsʁepuˌbliːk ˈdɔʏt͡ʃlant], wymowaⓘ) – państwo federacyjne położone w zachodniej i środkowej Europie. Składa się z 16 krajów związkowych (landów), spośród których jeden to jego stolica i zarazem największe miasto – Berlin. Państwo ma powierzchnię 357 578 km² i panuje w nim klimat umiarkowany. Z ponad 84 milionami mieszkańców jest najludniejszym państwem Unii Europejskiej. Stanowi czołowe pod względem gospodarczym i politycznym państwo Europy. Stanowi część strefy Schengen i strefy euro, jest członkiem ONZ, OECD, G7, G20. Po Stanach Zjednoczonych Niemcy są drugim krajem docelowym migracji na świecie. Niemiecka gospodarka stanowi jedną z największych na świecie. Niemcy mają także bogatą historię i dziedzictwo kulturowe.
W starożytności tereny obecnych Niemiec zamieszkiwały plemiona Celtów. Germanie (w obecnym rozumieniu tej nazwy) zamieszkiwali południowo-zachodnią Skandynawię i Jutlandię. Zanim zostali po raz pierwszy wzmiankowani w źródle historycznym, zaczęli migrować wzdłuż wybrzeży Bałtyku i na południe. Na terenie współczesnych Niemiec skolonizowali oni przede wszystkim ziemie nad Łabą i na wschód od niej. We wczesnym średniowieczu istniało osadnictwo słowiańskie na terenie dzisiejszej Bawarii (Bavaria Slavica). W późniejszych wiekach Słowianie ulegli germanizacji.
Począwszy od X wieku terytoria niemieckie stały się trzonem Świętego Cesarstwa Rzymskiego, którego władza centralna z czasem osłabła, wskutek czego w XVI wieku północne, wschodnie i centralne Niemcy stały się centrum reformacji protestanckiej, podczas gdy części południowe i zachodnie pozostały katolickie. Wojna trzydziestoletnia i kończący ją pokój westfalski, narzucony cesarstwu przez Francję i Szwecję, położyły kres próbom przywrócenia realnej władzy centralnej cesarza, zaś samo cesarstwo ostatecznie upadło w 1806 r. w następstwie wojen napoleońskich. Hegemonia francuska w utworzonym marionetkowym Związku Reńskim doprowadziła do rozwoju pangermanizmu, z kolei niechęć do tej idei po kongresie wiedeńskim ze strony wielonarodowej cesarskiej Austrii i blokowanie przez nią działań zjednoczeniowych w zdominowanym przez siebie Związku Niemieckim wzmocniło postulaty budowy tzw. Małych Niemiec, nieobejmujących monarchii Habsburgów, czego pierwszym odbiciem stał się powołany bez niej Niemiecki Związek Celny.
Współczesna państwowość niemiecka korzeniami sięga utworzonego z inicjatywy Prus w 1866 r. Związku Północnoniemieckiego, który wskutek zjednoczenia Niemiec stał się w 1871 roku Cesarstwem Niemieckim. Pod jego przewodnictwem zawiązany został sojusz państw centralnych, pokonany w I wojnie światowej przez porozumienie państw ententy, zaś poniesiona klęska wojenna wywołała w Niemczech w latach 1918–1919 rewolucję, wskutek której ukształtował się nowy ustrój państwa znany jako Republika Weimarska. W wyniku traktatu wersalskiego utraciła ona na rzecz odrodzonej Polski większość dawnego zaboru pruskiego, a także straciła większość innych ziem zdobytych po styczniu 1871 r., niemniej cieszyła się początkowo w latach 20. XX wieku okresem względnej stabilności i swobody gospodarczej, politycznej i kulturalnej (Goldene Zwanziger), trwającym aż do nadejścia wielkiego kryzysu, który zdestabilizował państwo, ułatwiając ustanowienie w 1933 roku totalitarnego ustroju III Rzeszy, zdominowanego przez ideologię narodowego socjalizmu. Pod jej wpływem doszło do szeregu agresji zbrojnych Niemiec oraz sprzymierzonych z nim państw Osi na inne kraje, co wywołało II wojnę światową, w trakcie której Niemcy dopuścili się ludobójstwa Żydów i Romów oraz zbrodni wojennych na masową skalę. Po kapitulacji w 1945 roku Niemcy zostały podzielone przez zwycięskich w wojnie aliantów, w wyniku czego na ich obszarze powstały dwa organizmy państwowe o ograniczonej suwerenności, tj. Niemiecka Republika Demokratyczna i Republika Federalna Niemiec. Ta ostatnia stała się w roku 1957 jednym z członków założycieli wspólnot europejskich przekształconych później w Unię Europejską, ale normalizacja stosunków tego państwa z krajami Europy Środkowej i Wschodniej nastąpiła dopiero w latach 70. XX wieku (Ostpolitik). Zjednoczenie obydwu państw niemieckich nastąpiło w 1990 roku, a w roku następnym zjednoczone Niemcy odzyskały pełną suwerenność.

## Etymologia i pole semantyczne
Etnonim „Niemiec” pochodzi od psł. *němьcь („niezdolny do mówienia”, „mamroczący”, „mówiący niezrozumiale”) z psł. *němъ („niemy”) i sufiksu -ьcь, co podkreśla barierę językową a wręcz ideologiczną między językami germańskimi („cudzymi”) a słowiańskimi („naszymi”, „słownymi”) od psł. *slověninъ.
Ta dychotomia swój-obcy jest homologiczna do gr. βάρβαρος (bárbaros, „obcy”, „dziwny”, „bełkoczący”, stąd barbarzyńca), a także arab. ‏عجم‎ (ajam, „niemy”), które do dzisiaj stosuje się do osoby niewładającej arabskim od urodzenia i które po arabskim podboju Persji rozszerzyło swoje znaczenie na pejoratywne określenie podbitych ludów.
Słowo „Niemiec” odnaleźć można we wszystkich językach słowiańskich, a nawet w węgierskim zapożyczeniu német. Termin „Niemcy” występuje na przykład w Żywocie św. Metodego z IX w. oraz w mowie księcia wielkomorawskiego Rościsława do bizantyńskiego cesarza Michała III:
 Oto z łaski bożej zdrowi jesteśmy; i przybyli do nas liczni nauczyciele chrześcijańscy z Włoch, i z Grecji, i z Niemiec. 
Z tego samego rdzenia *němъ pochodzi niemowlę (do XVI wieku: niemowię, niemowiątko).
Według starszych nielingwistycznych teorii z lat 1970 Stanisława Rosponda, nazwa ta mogła nawiązywać do plemienia Nemeti wzmiankowanego przez Tacyta i Cezara.

## Symbole państwowe
Niemiecka flaga jest złożona z trzech pasów: czarnego u góry, czerwonego w środku i złotego u dołu. Została ona po raz pierwszy użyta w roku 1848, kiedy rozbite niemieckie państwa dążyły do zjednoczenia. Jej kolory zaczerpnięto z mundurów żołnierzy, którzy walczyli w okresie wojen Napoleońskich. Kiedy doszło do unifikacji, kolorami narodowymi stały się jednak czarny, czerwony i biały. W 1919 r., podczas tworzenia republiki, ponownie przyjęto barwy z 1848 r. W latach 30. XX wieku flagą państwową stała się flaga partii nazistowskiej, a po II wojnie światowej w obu nowych państwach niemieckich przyjęto flagę sprzed okresu nazizmu, lecz w Niemczech Wschodnich dodano do niej godło kraju. W wyniku kolejnego zjednoczenia Niemiec ponownie uznano flagę dawnych Niemiec Zachodnich.
Godłem Niemiec jest czarny orzeł z czerwonym dziobem i pazurami na złotym tle. W starożytności orzeł był symbolem rzymskich cesarzy. W średniowieczu Karol Wielki przejął od nich symbol swojej władzy. Po podziale imperium Karola symbolem Świętego Cesarstwa Rzymskiego stał się dwugłowy orzeł na złotym tle. Mimo zniesienia cesarstwa w 1804 r., orzeł przetrwał jako herb monarchii austriackiej. Z tego też powodu nie mógł on zostać przywrócony po zjednoczeniu Niemiec i powstaniu Cesarstwa Rzymskiego, więc jako godło przyjęto orła jednogłowego. Był on także symbolem Republiki Weimarskiej oraz Republiki Federalnej Niemiec od 1948 r.
Autorem tekstu niemieckiego hymnu jest August Heinrich Hoffmann von Fallersleben, muzykę zapożyczono z hymnu Cesarstwa Austriackiego, skomponowanego przez Josepha Haydna. Tekst został napisany 26 sierpnia 1841 r. i wzywa do zjednoczenia państwa. 11 sierpnia 1922 utwór stał się hymnem Republiki Weimarskiej. W okresie nazizmu tekst jego pierwszej strofy został wykorzystany przez propagandę w celu uprawomocnienia działań zbrojnych, prowadzonych wtedy przez Trzecią Rzeszę. Po II wojnie światowej nieoficjalnym hymnem Niemiec stała się trzecia zwrotka pieśni von Fallerslebena, co zatwierdzone zostało w 1991 r.

## Historia

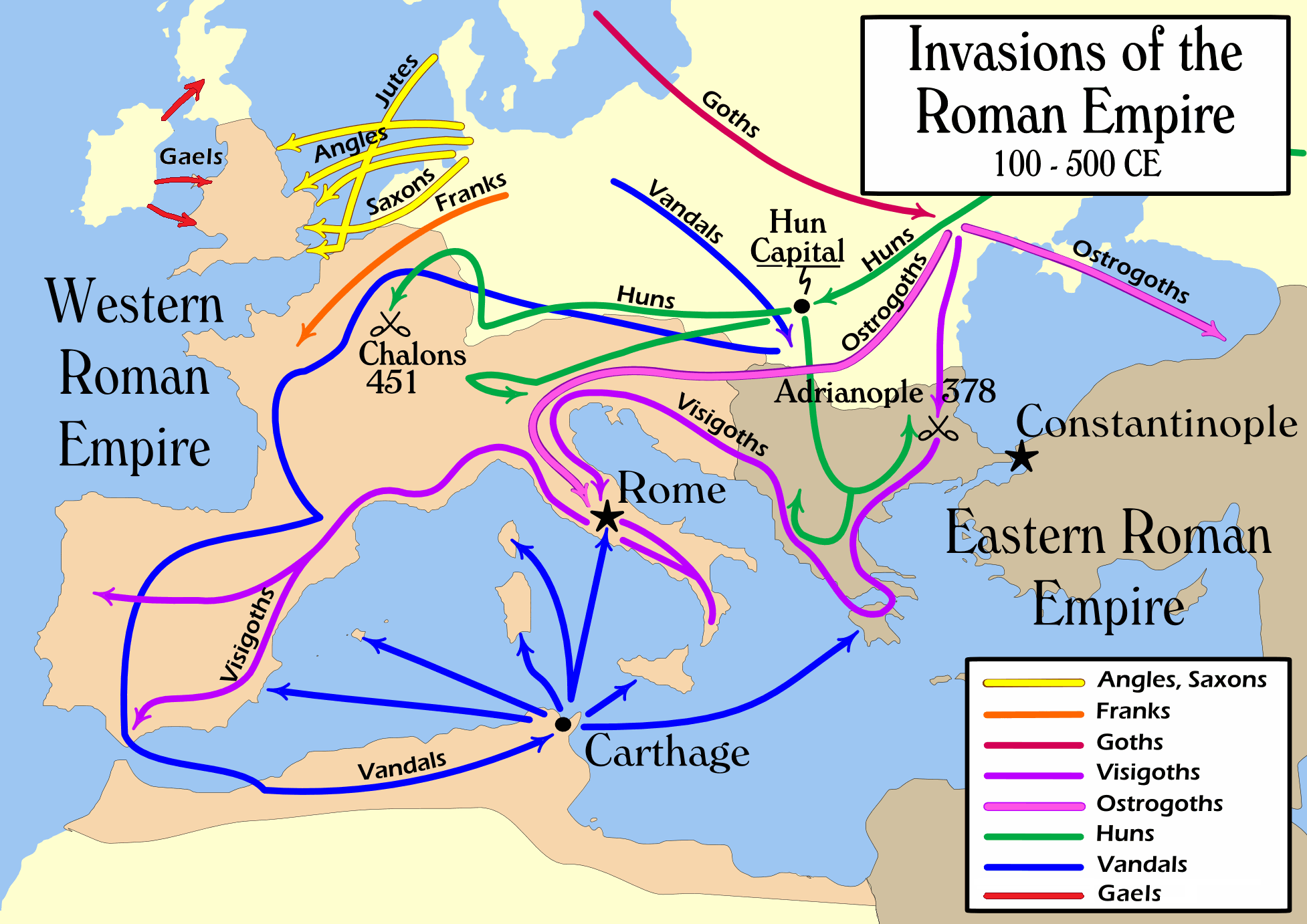
Migracje w pierwszych pięciu wiekach naszej ery

### Prehistoria i starożytność
Plemiona germańskie wyodrębniły się prawdopodobnie w epoce brązu (Kultura nordyjska). Z południowej Skandynawii i północnych Niemiec od I wieku p.n.e. wędrowali na południe, wschód i zachód, stykając się z plemionami celtyckimi żyjącymi na terenie Galii i południowych Niemiec, a także ludami irańskimi, Bałtami oraz Słowianami w Środkowej i Wschodniej Europie. Za sprawą Oktawiana Augusta rzymski dowódca Warus rozpoczął podbój Germanii. W 9 r. n.e., trzy rzymskie legiony zostały pokonane podczas bitwy w Lesie Teutoburskim przez Cherusków pod wodzą Arminiusa. Na lewym brzegu Renu, Rzymianie utworzyli dwie prowincje Germania Inferior i Germania Superior. Do roku 100, kiedy Tacyt napisał Germanię, plemiona germańskie osiedliły się wzdłuż Renu i Dunaju (Limes Górnogermańsko-Retycki), zajmując większość terenu dzisiejszych Niemiec. Austria, południowa Bawaria oraz zachodnia Nadrenia nadal były jednak rzymskimi prowincjami.
W trzecim wieku pojawiły się kolejne duże plemiona germańskie: Alamanowie, Frankowie, Chattowie, Sasi, Fryzowie oraz Turyngowie. Około roku 260 Germanie wkroczyli na tereny kontrolowane przez Cesarstwo Rzymskie. Na terytorium Germanii właściwej nastąpiła konsolidacja germańskich plemion, w wyniku czego ukształtował się potężny związek plemienny Alamanów. Rozległe obszary zajmowali Frankowie, a tereny północne należały do Sasów. Po inwazji Hunów w 375 r. oraz wraz ze schyłkiem Rzymu od 395 r. plemiona germańskie dalej migrowały na południowy wschód. W bitwie pod Tolbiacum (Zülpich) w 496 Alamanowie zostali pokonani przez Franków, a ich powstanie w 506 krwawo stłumił Chlodwig I.

### Dawne niemieckie formy państwowości

#### Królestwo Wschodnich Franków i Święte Cesarstwo Rzymskie

Królestwo Wschodnich Franków powstało w 843 r. w wyniku podziału Cesarstwa Karola Wielkiego na podstawie traktatu w Verdun

Odtąd Alemania wchodziła w skład państwa frankijskiego jako marchia. 25 grudnia 800 r., król Franków Karol Wielki został ukoronowany cesarzem i stworzył Imperium Karolińskie, które w 843 r. zostało podzielone na podstawie traktatu w Verdun, w wyniku czego powstało Królestwo Wschodnich Franków. Jego terytorium rozciągało się od rzeki Eider na północy do wybrzeży Morza Śródziemnego na południu. Podczas panowania władców z dynastii Ludolfingów w latach 919–1024, kilka ważniejszych księstw zostało połączonych, a król niemiecki został ukoronowany na cesarza rzymskiego w 962 r., zaś jego królestwo stało się trzonem Świętego Cesarstwa Rzymskiego. Podczas rządów dynastii salickiej (1024–1125) wchłonęło ono północną Italię i Burgundię, lecz podczas sporu o inwestyturę cesarze utracili znaczną część swojej potęgi.
     Księstwo Saksonii
     Księstwo Dolnej Lotaryngii
     Księstwo Górnej Lotaryngii
     Księstwo Frankonii
     Księstwo Szwabii
     Księstwo Bawarii

Mapa Świętego Cesarstwa Rzymskiego około 1000 r. z Niemcami, Włochami, Czechami i Burgundią
Niemieckie księstwa:
Księstwo Saksonii
Księstwo Dolnej Lotaryngii
Księstwo Górnej Lotaryngii
Księstwo Frankonii
Księstwo Szwabii
Księstwo Bawarii

W okresie panowania Hohenstaufów (1138–1254) niemieccy książęta rozszerzyli swoje wpływy dalej na wschód i południe, na ziemie należące do Słowian, rozpoczynając osadnictwo na tych i leżących jeszcze dalej na wschód terenach. Północne miasta niemieckie rozwijały się jako członkowie Hanzy. W późniejszym okresie liczba ludności kraju zdecydowanie zmniejszyła się z powodu „wielkiego głodu” w latach 1315–1317, a następnie „czarnej śmierci” w latach 1348–1350. Złota Bulla z 1356 r. wprowadziła podstawową konstytucję kraju i wprowadziła w cesarstwie elekcję króla przez siedmiu elektorów.
Marcin Luter opublikował 95 tez w 1517 r. w Wittenberdze, rzucając tym samym wyzwanie Kościołowi katolickiemu i rozpoczynając reformację. Kościół luterański stał się oficjalnym wyznaniem w wielu księstwach niemieckich do roku 1530. Spór religijny doprowadził do wojny trzydziestoletniej (1618–1648), w ciągu której populacja regionu spadła o 30%. Pokój westfalski w 1648 r. zakończył wojny religijne w Niemczech, jednak kraj pozostał podzielony na wiele małych państw. W XVIII wieku Święte Cesarstwo Rzymskie składało się z około 1800 takich terytoriów.
Od 1740 r. spory pomiędzy austriacką monarchią Habsburgów oraz Prusami zdominowały niemiecką historię. W latach 1772, 1793 i 1795 Prusy i monarchia Habsburska wraz z Cesarstwem Rosyjskim dokonały rozbiorów Polski.

#### Upadek Świętego Cesarstwa Rzymskiego oraz Związek Reński

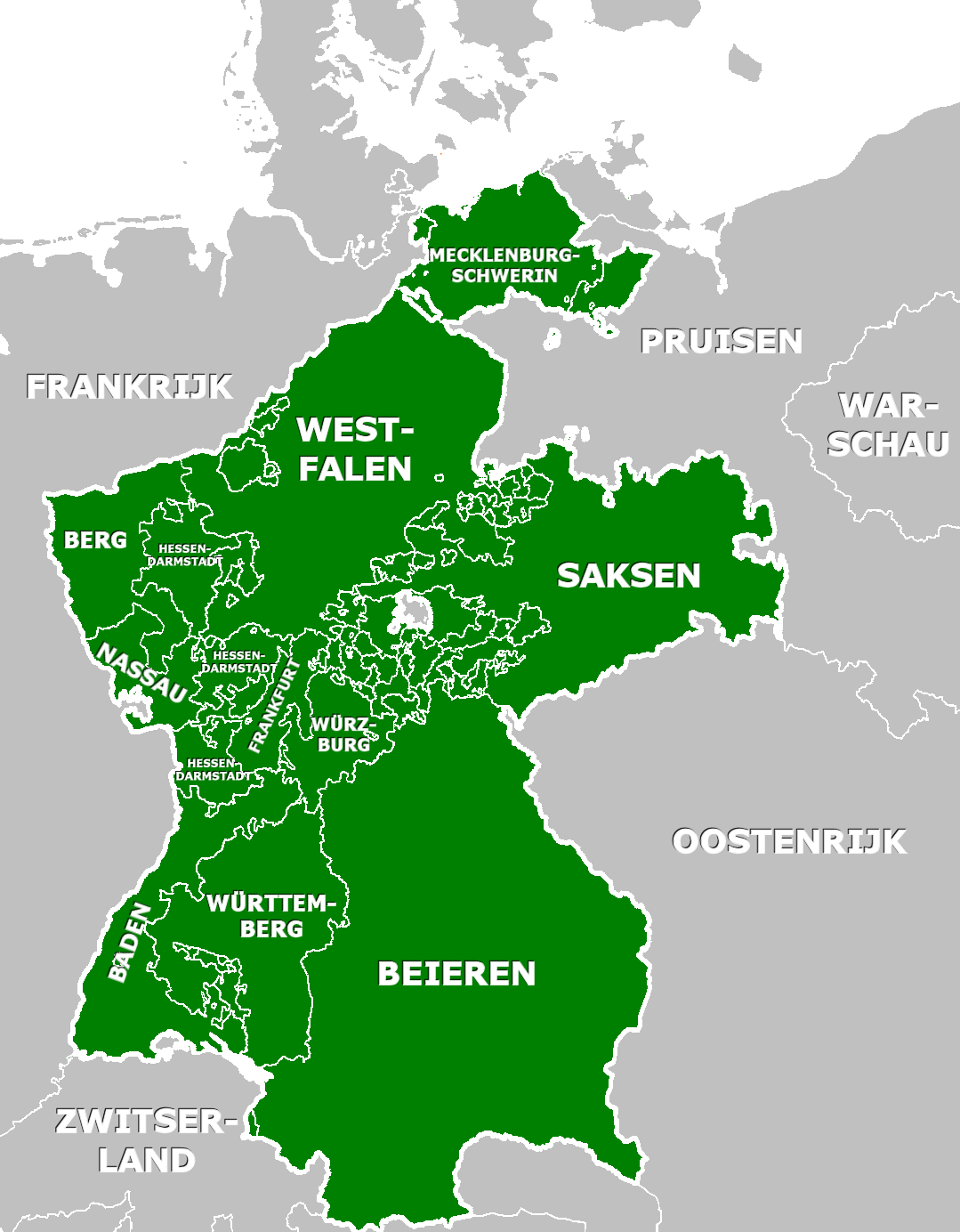
Związek Reński w 1812 roku

W 1806 r. Święte Cesarstwo Rzymskie zostało rozwiązane w rezultacie wojen napoleońskich i zastąpione przez utworzony w ich miejsce Związek Reński podporządkowany Francji. Nacjonalizm i liberalne idee rewolucji francuskiej zdobyły rosnące poparcie Niemców, głównie młodych, co w połączeniu z niechęcią do hegemonii francuskiej doprowadziło do rozwoju pangermanizmu.

#### Związek Niemiecki

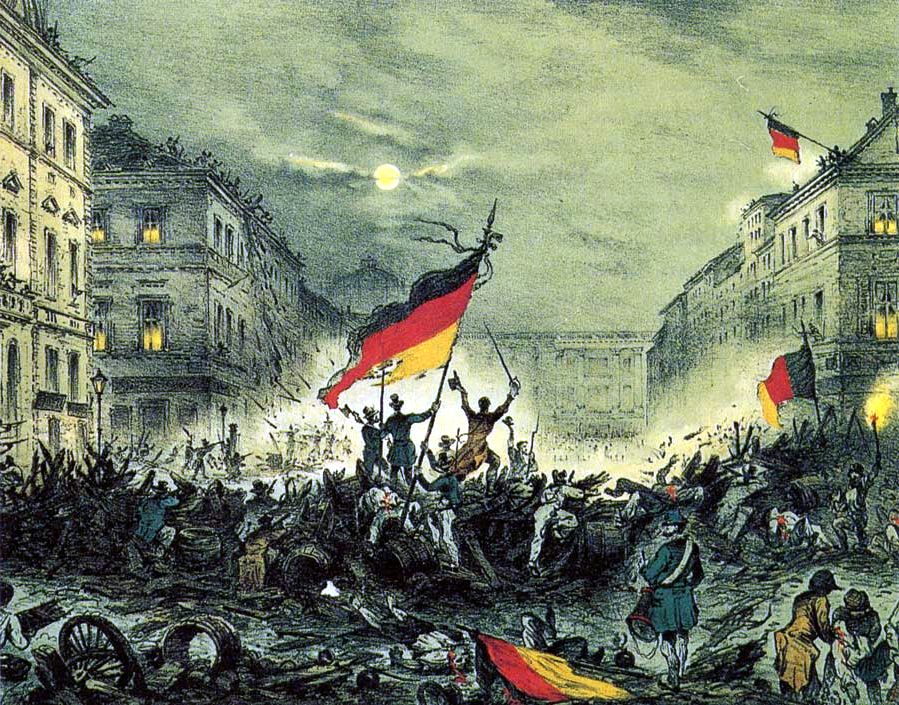
Świętujący rewolucjoniści po wygranej w marcu 1848

Podczas upadku władzy Napoleona kongres wiedeński w 1814 r. stworzył Związek Niemiecki (Deutscher Bund), luźną ligę 39 krajów. Niezgoda z europejską restauracją monarchów spowodowała zwiększenie ruchów liberalnych, skutkując wprowadzeniem nowych represji przez austriackiego kanclerza Klemensa von Metternicha, co wzmocniło postulaty budowy tzw. Małych Niemiec, nieobejmujących Austrii. W 1834 r. powstał Niemiecki Związek Celny, unia celna zainicjowana przez Prusy, lecz nieobejmująca Austrii, która podtrzymywała gospodarcze powiązania państw niemieckich.
Na fali Wiosny Ludów, która zdestabilizowała francuską republikę, intelektualiści i inni obywatele rozpoczęli rewolucję. Król Prus, Fryderyk Wilhelm IV, otrzymał od Frankfurckiego Zgromadzenia Narodowego ofertę korony cesarskiej, ale z ograniczoną władzą, co sprawiło, że z niej nie skorzystał, doprowadzając do czasowego niepowodzenia ruchu nacjonalistycznego i utrzymania nominalnego przywództwa Austrii w Związku Niemieckim. Król zaproponował natomiast wprowadzenie konstytucji Prus. W 1862 r., w związku z reformami wojskowymi, wybuchł konflikt pomiędzy królem Prus Wilhelmem I Hohenzollernem i coraz bardziej liberalnym Landtagiem Prus, w wyniku czego król mianował nowego kanclerza, Ottona von Bismarcka. Doprowadził on do wojny z Danią w 1864 r.

### Historia współczesnego państwa niemieckiego

#### Związek Północnoniemiecki
Pruskie zwycięstwo w wojnie z Austrią w 1866 r. położyło kres istnieniu Związku Niemieckiego oraz umożliwiło utworzenie bez udziału Austrii, dotąd jednego z państw niemieckich, Związku Północnoniemieckiego (Norddeutscher Bund), stanowiącego najwcześniejszy podmiot prawa międzynarodowego, z którym współczesne Niemcy zachowują ciągłość prawną. Zarazem po raz pierwszy Prusy weszły wówczas w skład niemieckiego państwa narodowego jako całość, a zatem włączając w to również Prusy Wschodnie oraz zabór pruski podzielonej Polski, w wyniku czego nasiliła się germanizacja tych terenów, wzbudzając opór Polaków.

#### Cesarstwo Niemieckie

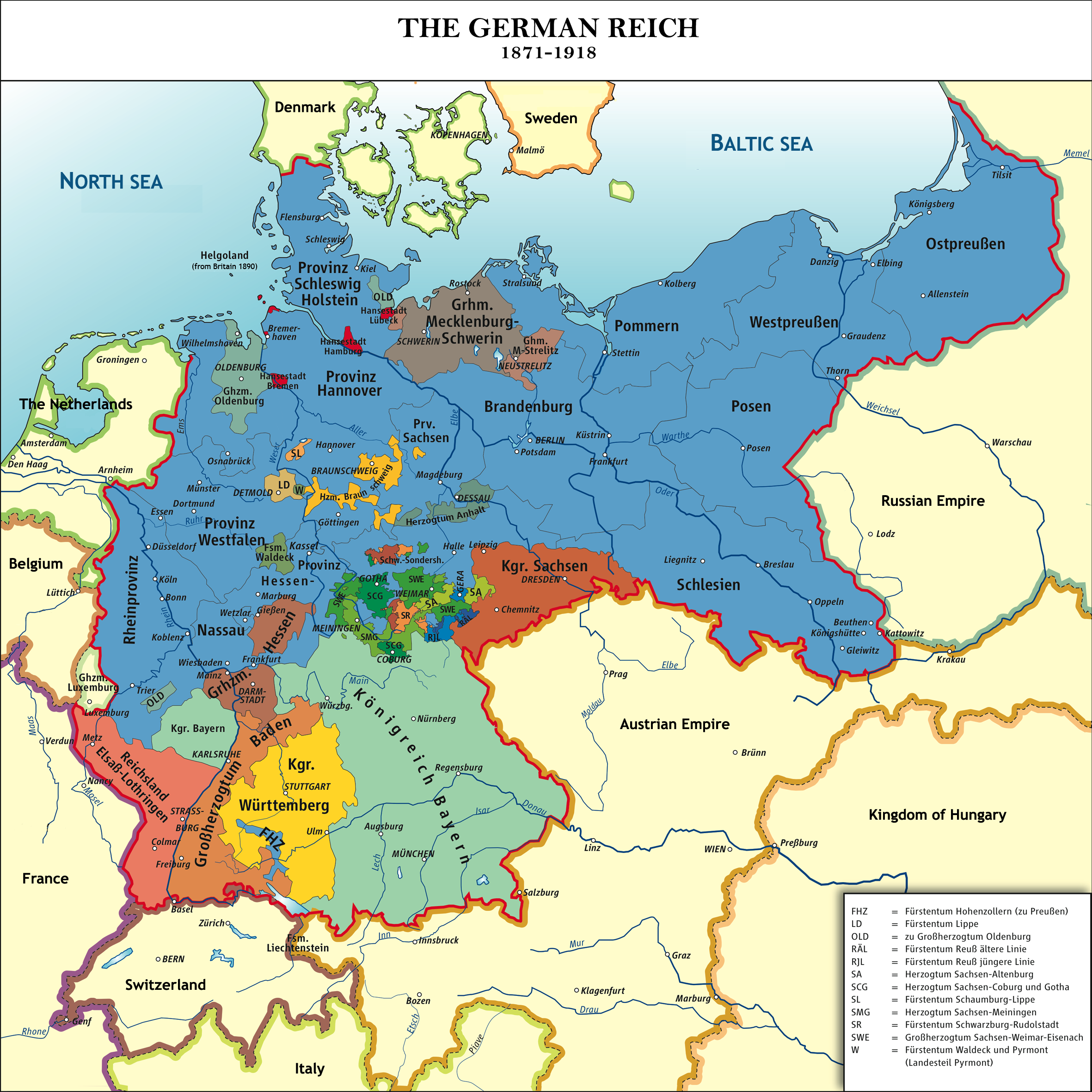
Mapa Cesarstwa Niemieckiego (1871–1918)

Po pokonaniu przez Związek Północnoniemiecki Francji podczas wojny w 1870 r., 18 stycznia 1871 r. w okupowanym Wersalu proklamowano w Galerii Zwierciadlanej pałacu wersalskiego Cesarstwo Niemieckie, które połączyło wszystkie państewka niemieckie poza Austrią, Luksemburgiem, Liechtensteinem oraz kantonami szwajcarskiej Alemanii. Prusy, które zajmowały ok. 2/3 powierzchni nowego państwa, zdominowały je. Pruscy królowie z dynastii Hohenzollernów przybrali tytuł cesarski, a Berlin stał się jego stolicą. W kolejnych latach dzięki polityce zagranicznej Bismarck jako kanclerz Niemiec pod rozkazami cesarza zapewnił państwu silną pozycję na arenie międzynarodowej poprzez luźne trzymanie się przymierzy, odosabnianie Francji w sprawach dyplomatycznych i unikanie wojen.
Za panowania Wilhelma II Hohenzollerna Niemcy zaczęły stawać się państwem imperialistycznym, co prowadziło do konfliktów z sąsiednimi państwami. W rezultacie konferencji berlińskiej w 1884 r. Niemcy zażądały przyznania wielu kolonii, np. Niemieckiej Afryki Wschodniej, Niemieckiej Afryki Południowo-Zachodniej, Togo oraz Kamerunu. Pomiędzy 1904-1907, wojska Cesarstwa Niemieckiego brutalne stłumiły powstania afrykańskich ludów Herero i Namaqua, to wydarzenie jest uznawane za pierwsze ludobójstwo XX wieku.
Wzrost znaczenia Niemiec oraz schyłek Imperium Osmańskiego skutkujący narastaniem na Bałkanach rywalizacji pomiędzy Austro-Węgrami a Rosją, doprowadziły do znacznego przegrupowania sojuszy europejskich. Po rozpadzie Sojuszu Trzech Cesarzy polityka Niemiec początkowo była niejednoznaczna, jako że weszły one z Austro-Węgrami w Dwuprzymierze, ale zarazem zawarły sprzeczny z nim traktat reasekuracyjny z Rosją, jednak ostatecznie zdecydowały się drugi z tych traktatów zakończyć. Następnie do Dwuprzymierza pomimo długiej tradycji konfliktów z Austrią przystąpiło również Królestwo Włoch, czyniąc z niego Trójprzymierze. W odpowiedzi Rosja i Francja utworzyły pomimo różnic ustrojowych i ideologicznych sojusz francusko-rosyjski, z kolei zagrożona rozbudowującą się niemiecką marynarką wojenną Wielka Brytania zdecydowała się zawrzeć entente cordiale z będącą jej historycznym rywalem Francją, zaś ostatecznie formowanie się skierowanego przeciw Trójprzymierzu Trójporozumienia dopełnione zostało poprzez porozumienie rosyjsko-angielskie.
Zamach w Sarajewie na Franciszka Ferdynanda Habsburga 28 czerwca 1914 r. był bezpośrednią przyczyną wybuchu I wojny światowej. Niemcy, jako jedno z bloku państw centralnych, ucierpiały wskutek porażki z ententą podczas jednego z najkrwawszych konfliktów w historii, który pochłonął około 2 milionów niemieckich żołnierzy. W listopadzie 1918 r. wybuchła rewolucja listopadowa, skutkująca abdykacją Wilhelma II (zarówno jako cesarza, jak i króla Prus) w imieniu swoim oraz kronprinza, a także monarchów panujących w pozostałych krajach związkowych. Działania zbrojne w I wojnie światowej zakończył 11 listopada Rozejm w Compiègne.

#### Republika Weimarska

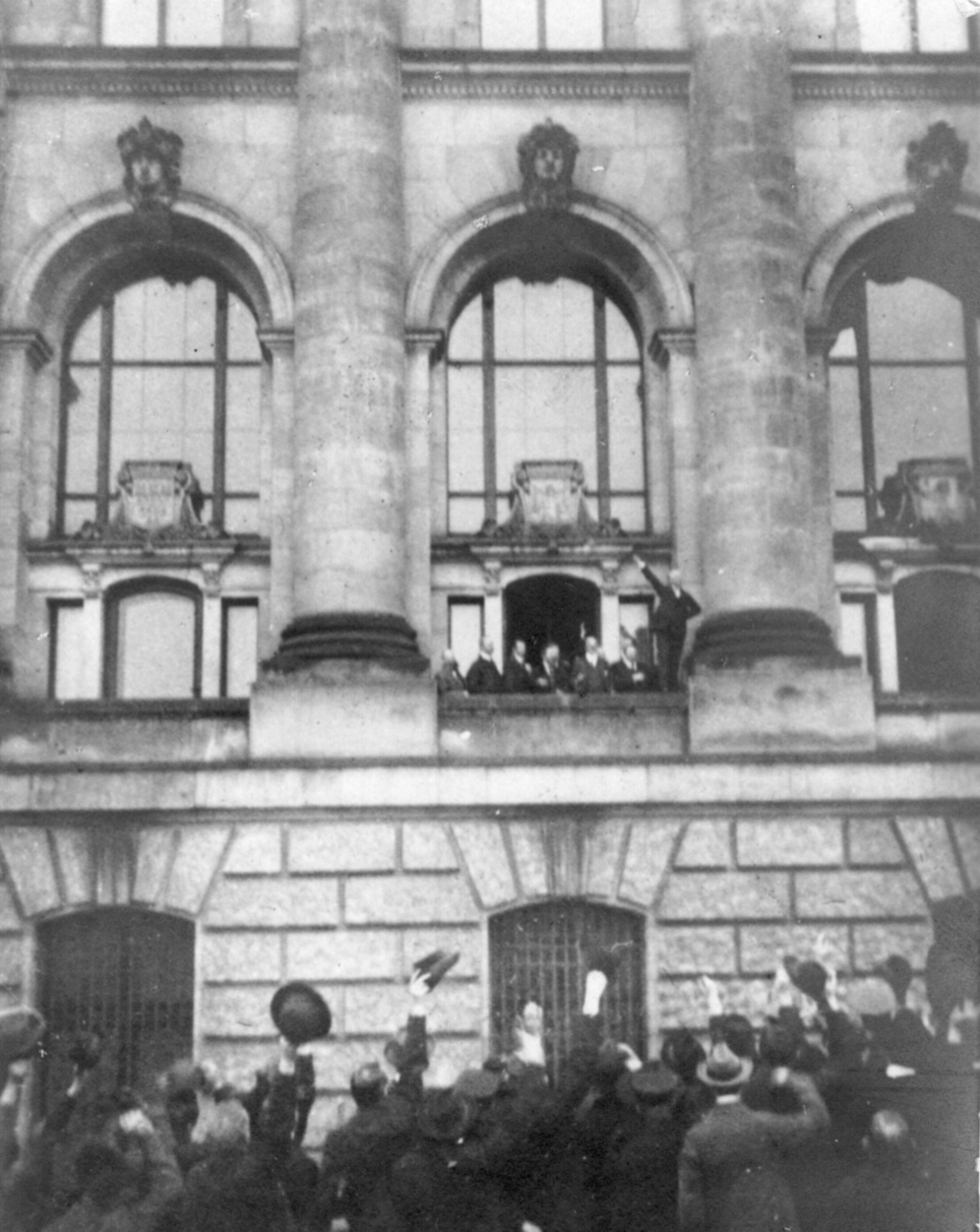
Philip Scheidemann proklamuje republikę z okna gabinetu kanclerskiego

Mapa Niemiec w latach 1919–1937

Na początku niemieckiej rewolucji w listopadzie 1918 r. Niemcy stały się republiką, a następnie zostały zmuszone do podpisania traktatu wersalskiego w czerwcu 1919 r., w wyniku którego utraciły na rzecz odrodzonej Polski większość dawnego zaboru pruskiego, a ponadto straciły większość innych ziem zdobytych po styczniu 1871 r. Walka o władzę toczyła się jednak dalej, z radykalnie lewicowymi komunistami, którzy przejęli władzę w Bawarii. Rewolucja chyliła się ku końcowi 11 sierpnia 1919 r., kiedy demokratyczna konstytucja weimarska została zatwierdzona przez prezydenta Friedricha Eberta. Nastąpił wtedy okres swobody oraz rozwoju kulturalnego, gospodarczego i politycznego, nazywany „złotymi latami dwudziestymi”, czyli Goldene Zwanziger. W 1929 r. nastąpił jednak wielki kryzys, który zaostrzył trudności gospodarcze związane z obciążeniami nałożonymi przez traktat wersalski, skutkując przedłużającym się okresem niestabilnych rządów. Naród niemiecki coraz słabiej utożsamiał się z rządem, co stworzyło podatny grunt dla legendy o ciosie w plecy, czyli teorii spiskowej głoszącej, iż winę za przegranie I wojny światowej miały rzekomo ponosić określone grupy polityczne i narodowościowe w ramach społeczeństwa Niemiec poprzez niewystarczające wspieranie wojska, w tym ich członkowie wchodzący w skład pierwszych cywilnych rządów republiki, posądzani o zdradę państwa poprzez podpisanie traktatu wersalskiego. Do 1932 r. skrajne stronnictwa (Komunistyczna Partia Niemiec oraz Narodowosocjalistyczna Niemiecka Partia Robotników) przejęły kontrolę nad większością parlamentu, podsycając niezadowolenie z rządu.

#### III Rzesza

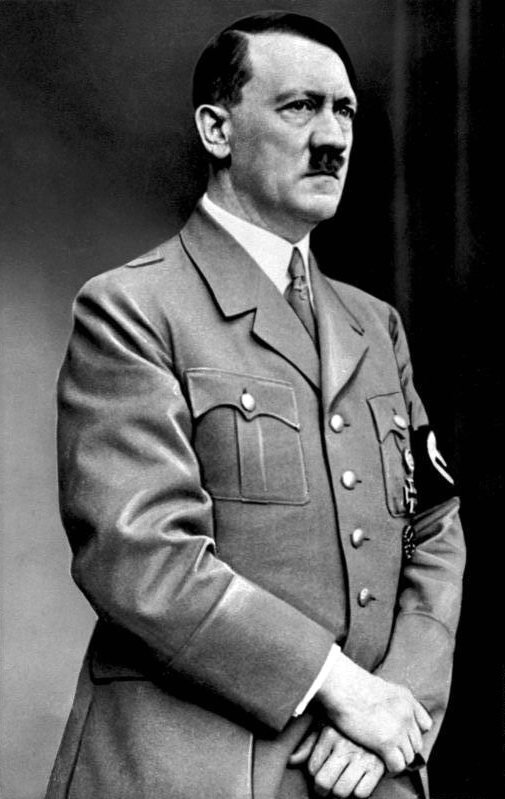
Adolf Hitler

Po serii nieudanych prób utworzenia rządu, 30 stycznia 1933 r. prezydent Paul von Hindenburg mianował kanclerzem Niemiec Adolfa Hitlera. 27 lutego 1933 doszło do pożaru Reichstagu, co doprowadziło do zniesienia wielu praw obywatelskich, a w przypadku Żydów niemieckich, do całkowitego pozbawienia ich statusu obywateli Rzeszy. Stało się to możliwe po tym, gdy rząd został upoważniony do wydawania niezgodnych z konstytucją dekretów z mocą ustawy, w wyniku tzw. ustawy o pełnomocnictwach, którą uchwalono dzięki poparciu katolickiej Partii Centrum, podczas gdy Socjaldemokratyczna Partia Niemiec głosowała jako jedyna przeciwko, zaś posłowie Komunistycznej Partii Niemiec byli wówczas już uwięzieni. Po przeprowadzeniu w marcu i kwietniu 1933 r. Gleichschaltung Niemiec, ich kraje związkowe straciły realne kompetencje i stały się jednostkami o znaczeniu głównie ceremonialnym, a wszystkie spośród ich rządów niezdominowanych jeszcze przez NSDAP zostały wymienione na lojalne wobec nazistów, zaś rzeczywistego znaczenia nabrał odtąd wprowadzony de facto nowy podział administracyjny Rzeszy, oparty na pozbawionych autonomii jednostkach terytorialnych zwanych Gaue. Po śmierci von Hindenburga w roku następnym, Hitler połączył urzędy prezydenta i kanclerza w pojedynczą funkcję Führera, obejmując w kraju pełną i nieograniczoną władzę dyktatorską, której używał w celu zniszczenia jakiegokolwiek, realnego lub domniemanego oporu, Hitler stworzył scentralizowane państwo totalitarne w ciągu niewielu miesięcy. Gospodarka rosła, napędzana głównie przez państwowe inwestycje w infrastrukturę transportową (budowa sieci Reichsautobahnen) oraz zbrojenie militarne.
W 1935 r. III Rzesza odzyskała kontrolę nad Terytorium Saary i tamtejszym Zagłębiem Saary, a w 1936 zremilitaryzowała Nadrenię; były to dwie prowincje niemieckie, które na mocy traktatu wersalskiego (1919) znajdowały się pod częściową kontrolą państw ententy. Wraz z hiszpańską wojną domową rozpoczęła się współpraca wojskowa Niemiec i Włoch, poszerzona następnie o Japonię i sformalizowana 27 września 1940 roku w Berlinie zawarciem paktu trzech, której wynikiem było utworzenie przez te państwa bloku wojskowego państw Osi. W 1938 r. nastąpił tzw. Anschluss Austrii oraz wymuszone na Litwie przejęcie Kraju Kłajpedzkiego, a po zawarciu układu monachijskiego (1939) doszło do aneksji czechosłowackiego Kraju Sudeckiego. Wbrew oświadczeniu Niemiec zawartemu w układzie monachijskim, jakoby wraz z jego przyjęciem wszystkie roszczenia Rzeszy zostały zaspokojone, krótko potem pod niemiecką kontrolą znalazła się cała Czechosłowacja. Zarazem adresatem kolejnych niemieckich roszczeń terytorialnych stały się, począwszy od stycznia 1939 r., także II Rzeczpospolita oraz zależne od niej autonomiczne Wolne Miasto Gdańsk, jednak rząd polski żądania te stanowczo odrzucił, wsparty brytyjskimi gwarancjami wojskowymi udzielonymi 6 kwietnia 1939 r. W ich efekcie polsko-niemiecka deklaracja o nieagresji z 26 stycznia 1934 r. została jednostronnie i bezpodstawnie (a w świetle jej postanowień także nieskutecznie w sensie prawnym) uznana przez Hitlera podczas przemówienia 28 kwietnia w Reichstagu za rzekomo zerwaną przez Polskę, podobnie jak brytyjsko-niemiecki traktat o ograniczeniu zbrojeń na morzu z 18 czerwca 1935 r. został zarazem uznany przez Hitlera za rzekomo zerwany przez Wielką Brytanię. 19 maja został z kolei podpisany w Paryżu aneks do sojuszu polsko-francuskiego z 1921 r., który zawierał protokół o współpracy wojskowej i ustanawiał gwarancje pomocy wojskowej.
Po zawarciu paktu Ribbentrop-Mołotow, niemiecki Wehrmacht po przeprowadzeniu tzw. operacji Himmler rozpoczął 1 września 1939 roku atak zbrojny (tzw. Blitzkrieg) na Polskę, która szybko została zajęta przez III Rzeszę i sowiecką Armię Czerwoną w trakcie kampanii wrześniowej, zaś Wielka Brytania i Francja wypowiedziały w odpowiedzi Niemcom wojnę, co było oznaką rozpoczynającej się II wojny światowej. W trakcie rozwoju konfliktu Niemcy i ich sprzymierzeńcy szybko zdobyli kontrolę w większości Europy Kontynentalnej i Północnej Afryce, podjęto także zakończoną niepowodzeniem próbę opanowania Wielkiej Brytanii. Ponadto planowano inwazję na Szwajcarię i Liechtenstein, zaś pozostające w Europie inne nieliczne państwa neutralne oprócz Irlandii (Szwecja, Hiszpania, Portugalia, Turcja, a nominalnie także Francja Vichy) prowadziły politykę znacznych ustępstw wobec Niemiec. 22 czerwca 1941 r. Niemcy złamały pakt Ribbentrop-Mołotow i zaatakowały Związek Radziecki. Po zaatakowaniu Pearl Harbor przez Japonię, sprzymierzone z nią Niemcy, nie będąc zobligowanymi traktatowo ani przymuszonymi jednoznaczną koniecznością strategiczną, pomimo to zdecydowały się 11 grudnia 1941 r. również wypowiedzieć wojnę Stanom Zjednoczonym.

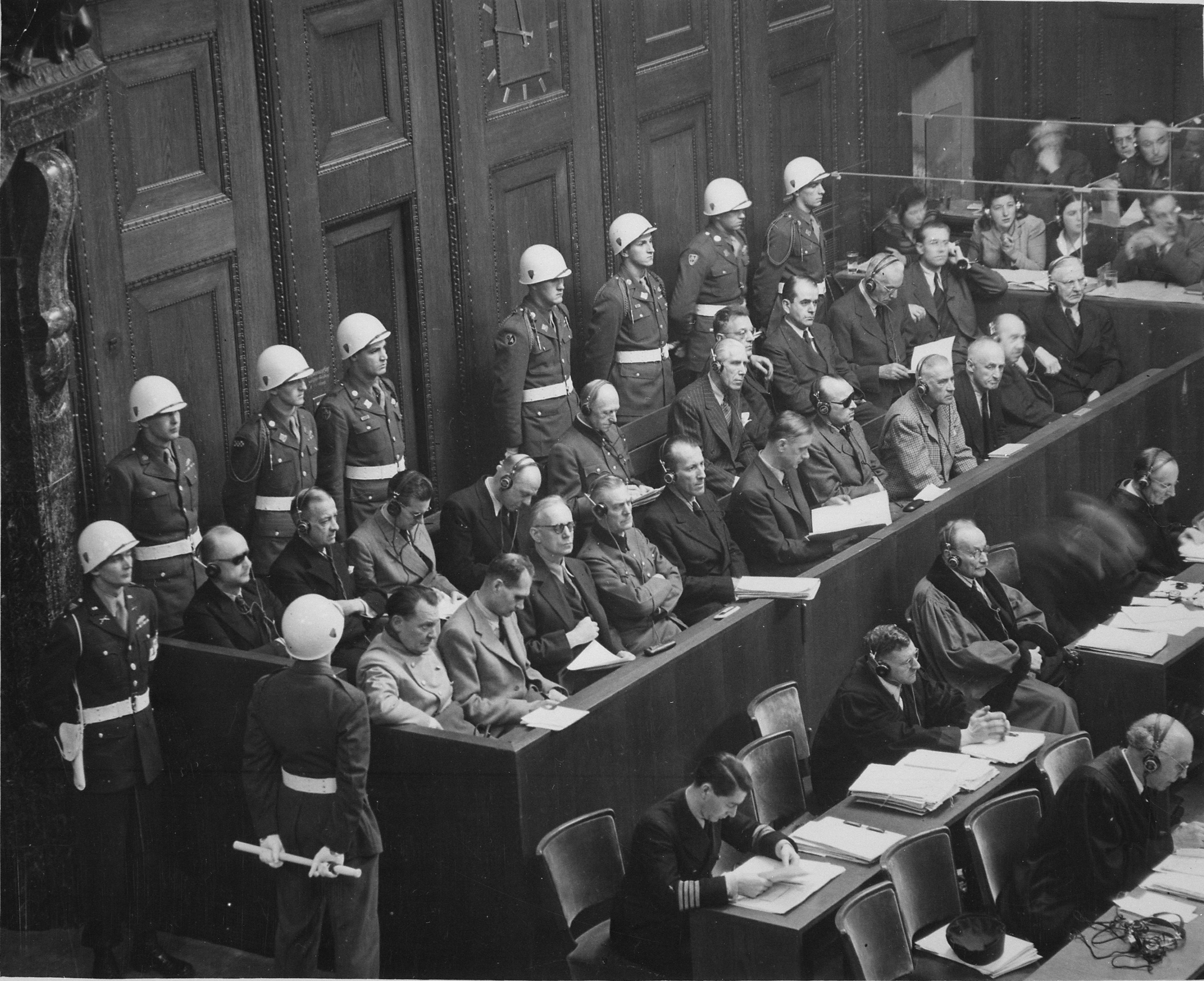
Międzynarodowy Trybunał w Norymberdze został powołany przez zwycięskich Aliantów w celu osądzenia głównych zbrodniarzy wojennych III Rzeszy Niemieckiej z okresu II wojny światowej, 1945

Porażki i straty poniesione w bitwach: moskiewskiej, stalingradzkiej oraz na łuku kurskim, zmusiły Niemcy i ich sojuszników do odwrotu na froncie wschodnim. Po inwazji aliantów na Sycylię oraz wywołanego nią obaleniu w lipcu 1943 r. rządu Benito Mussoliniego, Włochy, dotychczasowy sprzymierzeniec III Rzeszy, poddały się dwa miesiące później aliantom i przyłączyły do nich, przez co niemieckie oddziały musiały bronić dodatkowego frontu we Włoszech, a desanty w Normandii oraz Prowansji otworzyły kolejny front zachodni. W kolejnych miesiącach siły aliantów wdarły się w głąb niemieckiego terytorium, a Führer popełnił samobójstwo, w następstwie czego władze państwa ewakuowały się do Flensburga, zaś siły zbrojne III Rzeszy po zdobyciu przez Armię Czerwoną Berlina poddały się bezwarunkowo 8 maja 1945 r.
III Rzesza prowadziła politykę ludobójczą na nieznaną wcześniej skalę. Z powodów ideologicznych (rasizm) głównie w latach 1942–1945 wymordowano prawie 6 milionów Żydów i kilkaset tysięcy Romów. Polityce wykluczenia i nieludzkiego traktowania, a w skrajnej sytuacji masowym mordom, byli poddawani Słowianie z podbitych i przeznaczonych do germanizacji terenów, głównie Polacy, Białorusini i Rosjanie. Ze społeczeństwa niemieckiego wykluczeni byli niepełnosprawni, Świadkowie Jehowy, homoseksualiści, a także członkowie opozycji. W czasie wojny III Rzesza straciła szacunkowo 5,3 miliona żołnierzy i miliony cywilów, a także dużą część swego dawnego terytorium.

#### Okupacja aliancka i okres podzielonych Niemiec

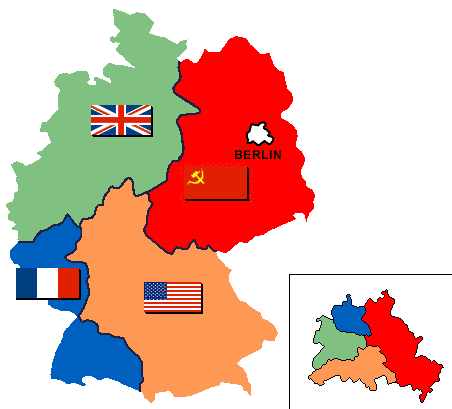
Alianckie strefy okupacyjne Niemiec po II wojnie światowej (w małej ramce – okupacyjne sektory Berlina)

Po złożeniu broni przez Niemcy, w dniu 23 maja 1945 r. aresztowano we Flensburgu prezydenta Karla Dönitza i członków rządu Lutza Schwerina von Krosigka oraz wycofano im uznanie, zaś powstałą kilkudniową próżnię władzy alianci zakończyli 5 czerwca 1945 r. wydając Deklarację Berlińską, na mocy której przejęli w Niemczech bezpośrednio pełnię władzy centralnej, wykonując ją przy pomocy Sojuszniczej Rady Kontroli Niemiec. Terytoria na wschód od Odry i Nysy Łużyckiej zostały na mocy umowy poczdamskiej całkowicie odłączone od Niemiec i przekazane Polsce oraz Związkowi Radzieckiemu, zaś 6,5 miliona Niemców zostało z nich wysiedlonych, z kolei reszta terytoriów niemieckich została przejściowa podzielona pomiędzy aliantów na cztery strefy okupacyjne. Dotyczyło to również Berlina, który został osobno podzielony na 4 sektory okupacyjne, odrębne od stref okupacyjnych. Amerykańską i brytyjską strefę okupacyjną połączono 1 stycznia 1947 r. w tzw. Bizonię. Po ostatecznym poróżnieniu się Związku Radzieckiego z aliantami zachodnimi i sparaliżowaniu Sojuszniczej Rady Kontroli Niemiec począwszy od 20 marca 1948 r. poprzez wycofanie delegata sowieckiego, Bizonia wskutek poszerzenia o strefę francuską stała się 8 kwietnia 1949 r. tzw. Trizonią, na bazie której 7 września 1949 r. powstała Republika Federalna Niemiec (Bundesrepublik Deutschland), natomiast strefa radziecka stała się 7 października 1949 roku osobną Niemiecką Republiką Demokratyczną (Deutsche Demokratische Republik). Powołane de facto  dwa niemieckie organizmy państwowe o ograniczonej suwerenności, zwane nieformalnie odpowiednio Niemcami Zachodnimi i Niemcami Wschodnimi, były de iure przez cały okres ich współistnienia podmiotami zorganizowanymi w celu tymczasowego rządzenia kontrolowanymi przez siebie terytoriami należącymi do wciąż istniejącego teoretycznie państwa niemieckiego jako całości, w którym aż do 15 marca 1991 r. władzą najwyższą (i zarazem do 3 października 1990 r. jedyną) pozostawała nieaktywna w praktyce Sojusznicza Rada Kontroli Niemiec. Niemcy Wschodnie próbowały zignorować odrębny status podzielonego Berlina, wybierając na swoją stolicę niewchodzący formalnie w ich skład wschodni sektor Berlina, natomiast pozostałe trzy sektory miasta weszły w skład terytorium Berlina Zachodniego niewchodzącego formalnie w skład Niemiec Zachodnich, toteż siedzibą rządu zachodnioniemieckiego stało się Bonn. Analogicznie do Terytorium Saary istniejącego w okresie międzywojennym, po II wojnie światowej istniał także zależny od Francji Protektorat Saary, który po referendum w 1955 r. ostatecznie wszedł w 1957 r. w skład Niemiec Zachodnich.
Niemcy Zachodnie, stworzone jako republika federalna ze społeczną gospodarką rynkową, była sprzymierzona ze Stanami Zjednoczonymi, Wielką Brytanią i Francją oraz pozostawała od tych państw formalnie zależna, jako że zachowały one prawo ingerowania w wewnętrzne sprawy republiki, przy czym po 1955 r. państwa te niemal zaprzestały formalnego korzystania z tego prawa. Nastąpił dynamiczny wzrost gospodarczy, który rozpoczął się w latach pięćdziesiątych. W 1955 r. państwo wstąpiło do NATO, a w 1957 r. było jednym z założycieli Wspólnoty Europejskiej. Początkowo polityka tego państwa pozostawała zgodnie z doktryną Hallsteina nieprzyjazna wobec państw Europy Środkowej i Wschodniej, ulegając zmianie dopiero wraz z nadejściem Ostpolitik po 1970 r. Niemcy Wschodnie należały natomiast do Układu Warszawskiego i Rady Wzajemnej Pomocy Gospodarczej, znajdując się pod gospodarczą i militarną kontrolą Związku Radzieckiego. Pomimo nazwy kraju, władza polityczna sprawowana w nim była jedynie przez ważniejszych członków komunistycznej Socjalistycznej Partii Jedności Niemiec mającej monopol władzy, wspomaganej przez Ministerstwo Bezpieczeństwa Państwowego NRD (Stasi) kierujące aparatem wszechwładnej tajnej policji, a także wiele innych organizacji, kontrolujących każdy aspekt życia społecznego. Dzięki poprawie stosunków między RFN i NRD oraz zawarciu tzw. „układu NRD-RFN”, oba państwa niemieckie w 1973 roku przystąpiły do ONZ.

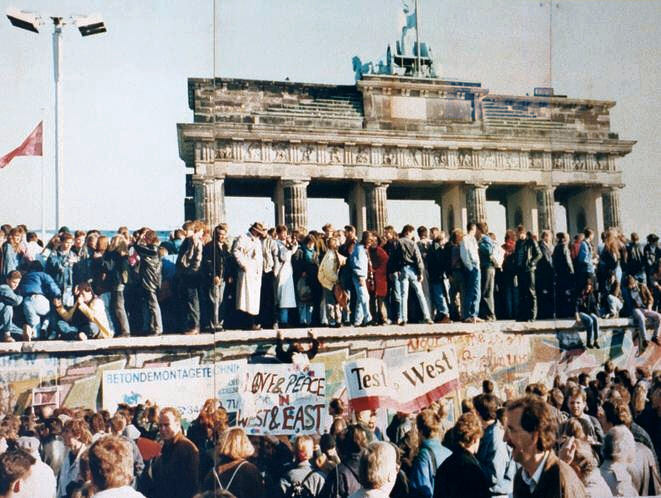
Mur Berliński wraz z Bramą Brandenburską

Pomimo propagandy wschodnioniemieckiej zachwalającej ustrój socjalistyczny oraz podsycającej strach przed ewentualną inwazją z Niemiec Zachodnich, wielu obywateli NRD wyjeżdżało na zachód w celu uzyskania wolności i lepszych perspektyw życiowych. Mur berliński, zbudowany w 1961 r. w celu powstrzymania mieszkańców Wschodnich Niemiec od uciekania na zachód stał się symbolem zimnej wojny, a jego upadek w 1989 r., poprzedzony reformami demokratycznymi w Polsce i na Węgrzech, stał się symbolem upadku komunizmu i ponownego zjednoczenia Niemiec.

#### Przywrócenie integralności i suwerenności Niemiec
Zjednoczenie Niemiec stało się faktem 3 października 1990 roku na mocy traktatu zjednoczeniowego, którego ratyfikacja stała się możliwa wskutek zawarciu 12 września porozumienia podczas moskiewskiej konferencji dwa plus cztery, podobnie jak odzyskanie przez zjednoczone Niemcy w dniu 15 marca 1991 r. pełnej suwerenności, z kolei 9 września 1994 r. terytorium Niemiec opuścili ostatni stacjonujący tam żołnierze wojsk rosyjskich W latach 1994–2000 odbyły się przenosiny naczelnych organów władz państwowych do Berlina, podczas gdy Bonn zachowało status Bundesstadt (miasta federalnego), pozostającego siedzibą kilku ministerstw.
Po zjednoczeniu Niemcy zaczęły odgrywać większą rolę w Unii Europejskiej i NATO. Wysłały m.in. żołnierzy na misję pokojową na Bałkany, w celu utrzymania tam równowagi, a także do Afganistanu. W 2005 r. Angela Merkel została pierwszym kanclerzem-kobietą.

## Geografia
Niemcy znajdują się w Zachodniej Europie. Na północy graniczą z Danią, na wschodzie z Polską i Republiką Czeską, na południu z Austrią oraz Szwajcarią, na południowym zachodzie z Francją i Luksemburgiem, a na północnym zachodzie z Belgią i Holandią. Leżą w przeważającej części pomiędzy równoleżnikami 47° a 55° N (fragment wyspy Sylt znajduje się na północ od równoleżnika 55°) oraz południkami 5° i 16° E. Obszar państwa obejmuje 357 021 km², w tym 349223 km² na lądzie i 7798 km² na wodzie. Jest to siódme pod względem wielkości państwo w Europie i 62 na świecie.
Niemcy rozciągają się od Alp (z najwyższym szczytem kraju – Zugspitze o wysokości 2962 m n.p.m.) na południu po brzegi Morza Północnego (Nordsee) na północnym zachodzie oraz Bałtyku (Ostsee) na północnym wschodzie. Porośnięte lasami wyżyny centralnych Niemiec oraz niziny na północy kraju (z najniższym punktem – Wilstermarsch o wysokości 3,54 m poniżej poziomu morza w miejscowości Neuendorf-Sachsenbande) przecinają liczne rzeki, np. Ren, Dunaj i Łaba. Zanikające lodowce górskie pojawiają się w Alpach. Głównymi surowcami naturalnymi są: rudy żelaza, węgiel brunatny, węgiel kamienny, drewno, potas, uran i miedź, gaz ziemny, sól kamienna i potasowa, nikiel oraz woda. Na terenie Niemiec można wydzielić cztery wielkie regiony geograficzne: Nizinę Północnoniemiecką, Średniogórze Niemieckie, przedgórze Alp (Wyżyna Bawarska) i Alpy.
Niemieckie wybrzeże liczy 2389 km, zaś granice lądowe 3621 km. W tym granice z poszczególnymi państwami: Austrią (784 km), Czechami (646 km), Holandią (577 km), Polską (456 km), Francją (451 km), Szwajcarią (334 km), Belgią (167 km), Luksemburgiem (138 km), Danią (68 km).

### Ukształtowanie powierzchni

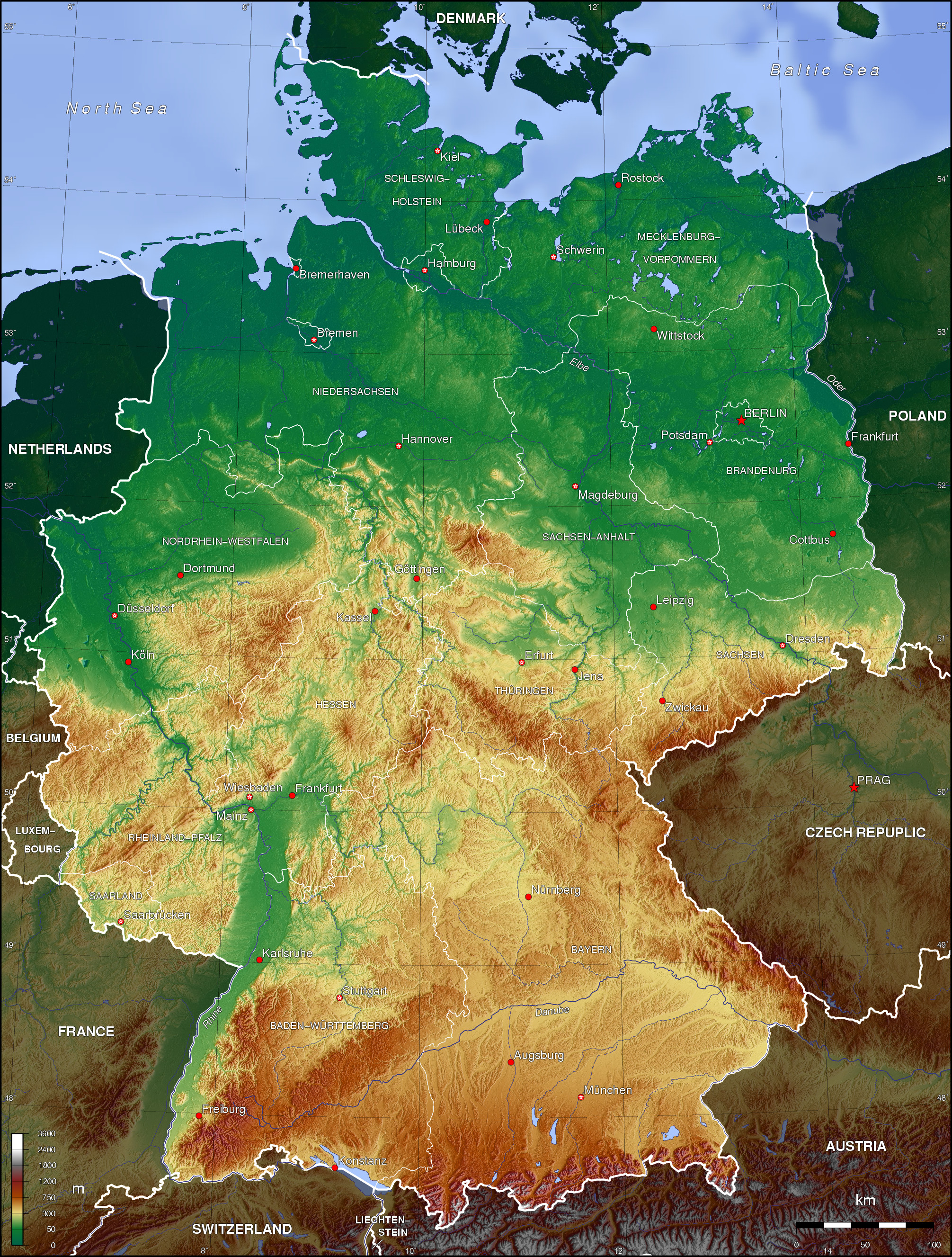
Mapa hipsometryczna Niemiec

Wybrzeże Morza Bałtyckiego ma charakter wybrzeża wydmowego, na wyspie Rugia występuje także klifowe. Urozmaicone jest ono licznymi zatokami (np. Zatoka Pomorska, Zatoka Meklemburska) oraz wyspami, z których największe to Rugia oraz – na granicy z Polską – Uznam. Wybrzeże Morza Północnego jest nizinne, piaszczyste, częściowo zabagnione, również występują tu zatoki, a wzdłuż brzegu ciągną się Wyspy Fryzyjskie.
Na północy Niemiec przeważa Niż Środkowoeuropejski. Największą krainą geograficzną jest tutaj Nizina Północnoniemiecka. Na jej północnym wschodzie, na pojezierzach: Szlezwicko-Holsztyńskim oraz Meklemburskim, które zostały objęte zlodowaceniem bałtyckim, występuje rzeźba młodoglacjalna. Charakterystyczne dla tych terenów są jeziora polodowcowe, wzniesienia moren czołowych, równiny sandrowe, a także pradoliny: Toruńsko-Eberswaldzka i Warszawsko-Berlińska. Część zachodnia i południowa niziny jest w znacznym stopniu zabagniona, o charakterze staroglacjalnym, z wydmami, wysoczyznami morenowymi, a także pradoliną Wrocławsko-Magdeburską.
Centralną część Niemiec obejmuje Średniogórze Niemieckie, posiadające rzeźbę wyżynno-górzystą. Najdalej na północ wysunięty jest masyw górski Harz z najwyższym szczytem Brocken o wysokości 1142 m n.p.m. Na zachodzie ciągną się Reńskie Góry Łupkowe, w skład których wchodzą liczne pasma górskie: Taunus, Westerwald czy Eifel, przecięte rzeką Ren. Dalej na wschód znajduje się pasmo Rothaargebirge, a także Rhön, Las Turyński i Las Frankoński. Na granicy z Czechami wznoszą się góry Rudawy.
Na południu Niemiec rozciąga się rozległa Wyżyna Bawarska, ograniczona od północy Wyżyną Frankońską, od północnego zachodu Jurą Szwabską, a od północnego wschodu Lasem Bawarskim i Lasem Czeskim. Dalej na zachód wznoszą się góry Schwarzwald z najwyższym szczytem Feldberg o wysokości 1493 m n.p.m. Na południu natomiast znajdują się Alpy Bawarsko-Tyrolskie oraz Alpy Salzburskie. W tych pierwszych wznosi się najwyższy szczyt Niemiec – Zugspitze (2962 m n.p.m.)

### Klimat

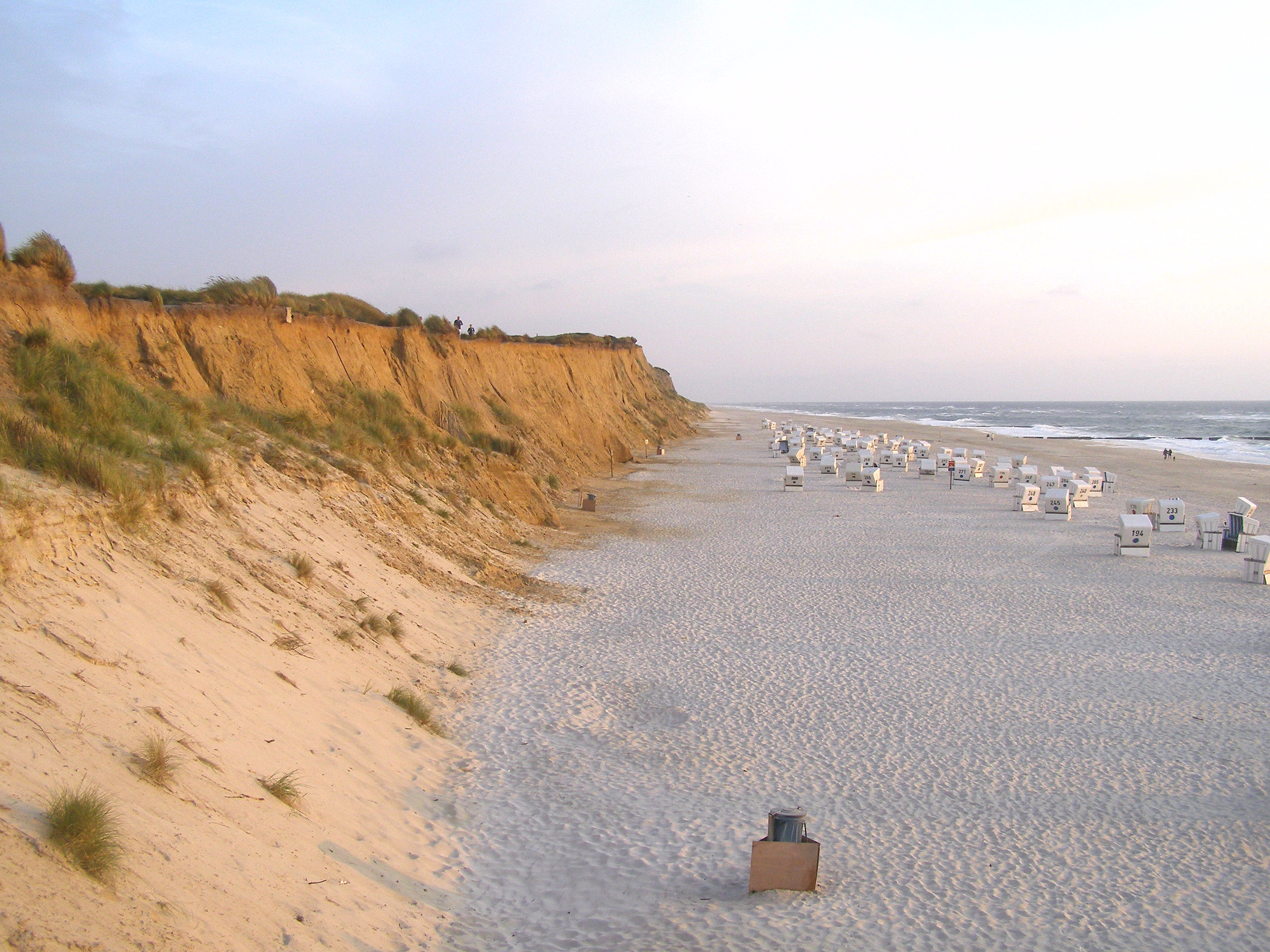
Wyspa Sylt na Morzu Północnym

W Niemczech panuje klimat umiarkowany z chłodnymi pochmurnymi i mokrymi zimami i latami, na południu występuje fen. Większość terenu Niemiec leży w strefie umiarkowanej ciepłej, gdzie dominują wilgotne wiatry zachodnie. Na północy panuje klimat oceaniczny z całorocznymi opadami. Zimy są stosunkowo łagodne, a lata dość ciepłe. Na wschodzie widać przejawy klimatu kontynentalnego. Zimy bywają bardzo zimne, a lata bardzo ciepłe. W centralnej części kraju, a także na południu klimat wykazuje cechy przejściowe, zarówno oceaniczne, jak i kontynentalne. Zimy są tu łagodne, a lata chłodne, chociaż temperatury mogą przekroczyć +30 °C. Najcieplejszym regionem Niemiec jest południowo-zachodni zakątek kraju: Deutsche Weinstraße i Nizina Górnoreńska. Tutejsze lata mogą być bardzo ciepłe przez długi okres. Czasami minimalna temperatura nie spada poniżej +20 °C, co jest rzadkim zjawiskiem w pozostałej części kraju. Przeważają wiatry zachodnie i południowo-zachodnie. Na Wyżynie Bawarskiej w miesiącach wiosennych i jesiennych wieją ciepłe i suche feny. Występują zjawiska ekstremalne takie jak letnie i wiosenne burze.
Ostatnie lata były bardzo ciepłe i charakteryzowały się długimi okresami suszy i ekstremalnymi warunkami pogodowymi, takimi jak burze i ulewne deszcze. Lata w 2003, 2018 i 2019 roku były najcieplejsze od początku pomiarów. Średnioroczna temperatura powietrza wzrosła o 1,5 °C od 1881 do 2018 r. W ostatnich dziesięcioleciach w szczególności znacznie wzrosła liczba upalnych dni (> 30 °C). Miesiące, w których poziom wód gruntowych jest poniżej średniej, stają się znacznie częstsze. W miesiącach letnich rzeki zawierają coraz mniej wody.

### Flora

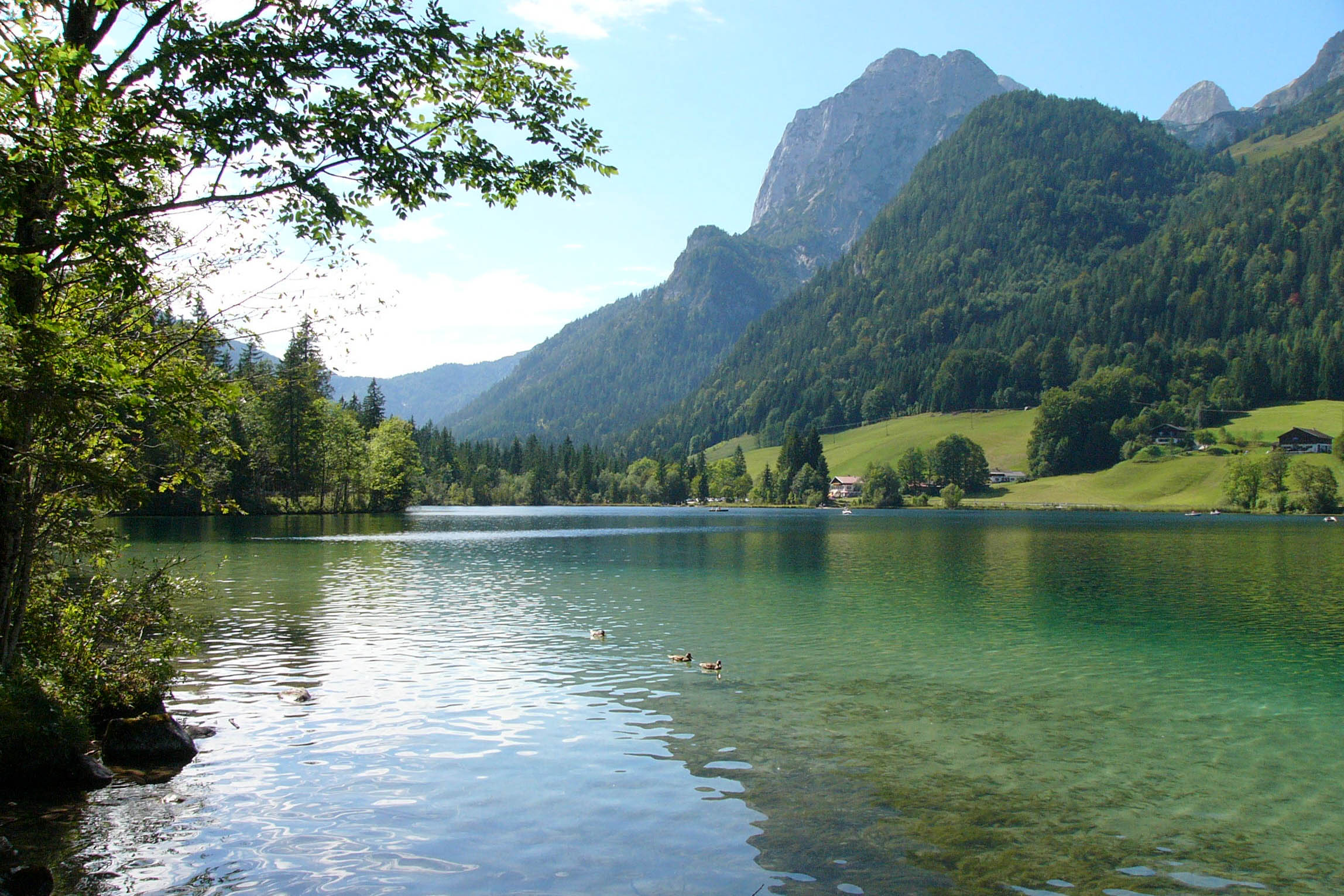
Alpy w Bawarii

Lasy w Niemczech pokrywają 11,1 mln hektarów, co stanowi ok. 31% całkowitej powierzchni kraju. Większość z nich (61%) stanowią lasy iglaste, jednak w najbliższych dziesięcioleciach przewiduje się wzrost udziału lasów liściastych. Najbardziej zalesionymi krajami związkowymi są Hesja oraz Nadrenia-Palatynat, gdzie odsetek ten wynosi 42%. Najmniej lasów rośnie natomiast na terenie landu Szlezwik-Holsztyn (10% w ogólnej powierzchni regionu). Najczęściej spotykanym gatunkiem drzew jest świerk, który stanowi 28% wszystkich drzew w kraju. Dalsze miejsca zajmują: sosna (24%), buk (15%) oraz dąb (10%). W sumie na terenie Niemiec rośnie 71 gatunków drzew.
Dużą część spośród wszystkich lasów niemieckich pokrywają buczyny. Stawia to Niemcy na pierwszym miejscu na świecie w odsetku lasów tego typu w ogólnej powierzchni terenów leśnych. Na nizinach i w niższych partiach wyżyn rosną dąbrowy, w których prócz dębu znajdziemy także brzozy, graby, lipy oraz leszczyny. Lasy świerkowe, występujące na terenie Niemiec, są w większości zalesione przez człowieka, a te naturalne pojawiają się głównie na wysokościach od 700 do 1900 m n.p.m. Lasy bagienne powstają na terenach podmokłych, często zalewanych. Rosną w nich głównie olsza, wierzba krucha oraz brzoza. Nad brzegami rzek i jezior pojawiają się natomiast wierzby, jesiony i wiązy.
Łąki i pastwiska stanowią 14,8% powierzchni Niemiec. Koncentrują się one w dolinach wielkich rzek (np. Łaby i Renu), a także w Bawarii oraz Brandenburgii.

### Fauna
Spośród dużych ssaków spotykanych w niemieckich lasach wyróżnić można: niedźwiedzia brunatnego, łosia, rysia europejskiego, daniela, wilka szarego, lisa rudego, jelenia szlachetnego, jelenia wschodniego i dzika europejskiego. Pojawiają się tu też: bóbr europejski, gronostaj europejski, borsuk europejski, wydra europejska, wiewiórka pospolita, zając szarak, jeż europejski, a także wiele gatunków gryzoni i nietoperzy. W górach żyją m.in.: koziorożce alpejskie i świstak alpejski, a w morzu liczne foki, delfiny, a nawet walenie.
Teren Niemiec charakteryzuje się dużym bogactwem świata ptaków. Cztery gatunki występujące na obszarze państwa są według Międzynarodową Unię Ochrony Przyrody i Jej Zasobów (IUCN) krytycznie zagrożone. Są to: burzyk balearski, ibis grzywiasty, kulik cienkodzioby oraz czajka towarzyska. Pojawiają się tu też zagrożone wyginięciem bernikla rdzawoszyja, raróg, uhla zwyczajna i sterniczka zwyczajna. Szeroko reprezentowane są w Niemczech ptaki z rodziny kaczkowatych, wśród nich gęś zbożowa, gęś tundrowa, gęś białoczelna, bernikla białolica, łabędź niemy, łabędź krzykliwy, mandarynka, cyranka modroskrzydła, krzyżówka czy nurogęś. Spośród ptaków wodnych pojawiają się także perkozy, kormorany, bąki, czaple, rybołowy, żurawie, mewy, maskonury, rybitwy. Ptaki drapieżne reprezentowane są np. przez orła przedniego, kanię rudą, sępa płowego, orlika krzykliwego, jastrzębia i krogulca, a także sowy: puchacza, puszczyka zwyczajnego, sowę śnieżną i jarzębatą, pójdźkę lub włochatkę. Pojawiają się także zimorodki, lelki, dudki, dzięcioły, pliszki, wilgi, sójki, kruki, gawrony, kawki, wrony, sikory, remizy, kowaliki, mysikróliki, muchołówki, drozdy, zięby, szczygły czy wróble.
Na terenie Niemiec występuje pięć gatunków węży (eskulapa, żmija zygzakowata, żmija żebrowana, zaskroniec zwyczajny i zaskroniec rybołów), trzy gatunki żółwi (błotny, malowany oraz żółtobrzuchy) oraz sześć gatunków jaszczurek (Lacerta bilineata, jaszczurka żyworodna, jaszczurka zielona, Iberolacerta horvathi, jaszczurka zwinka oraz jaszczurka murowa). Występuje tu też szereg płazów, w tym salamandra plamista, rzekotka drzewna czy ropucha szara.

## Demografia

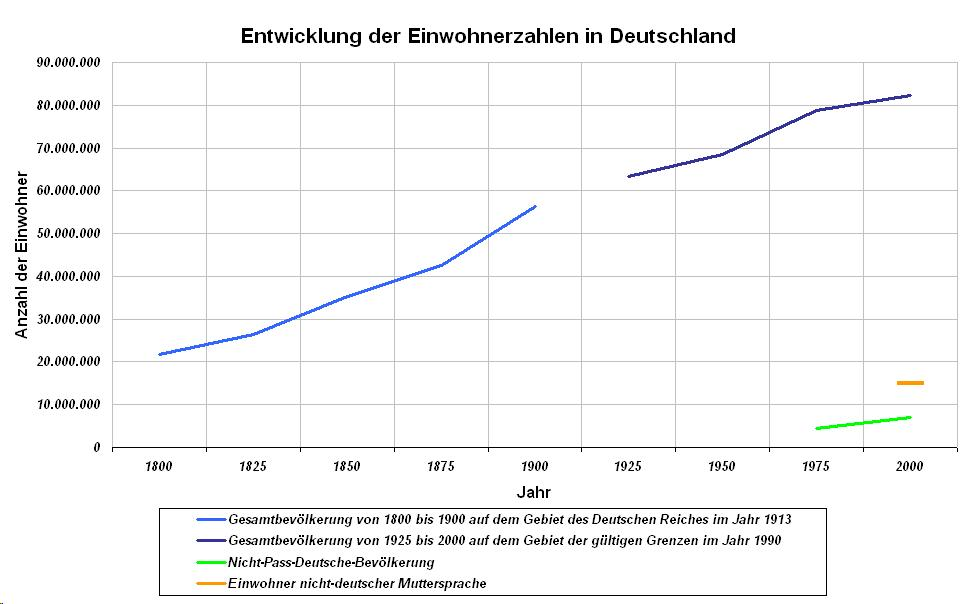
Rozwój liczby ludności w Niemczech w latach 1800–2000:niebieska linia – ogół populacji w latach 1800–1900 na obszarze Rzeszy Niemieckiej z roku 1913granatowa linia – ogół populacji w latach 1925–2000 na obszarze w granicach z roku 1990zielona linia – ludność niemiecka bez paszportużółta linia – liczba mieszkańców, dla których j. niemiecki nie jest językiem ojczystym

Mając liczbę ludności sięgającą 84 358 845 osób 31 grudnia 2022 r., Niemcy są najludniejszym państwem w Unii Europejskiej, drugim w Europie i szesnastym na świecie.
Państwo boryka się z poważnym problemem demograficznym. Spośród ok. 81,8 mln mieszkańców Niemiec w 2009 r., aż 16,9 mln osiągnęło wiek emerytalny, co oznacza, że co piąty Niemiec jest emerytem. W ciągu ostatnich dwóch dekad odsetek ten wzrósł prawie o połowę. Szacuje się, że w ciągu najbliższych dziesięcioleci tempo wzrostu liczby emerytów w stosunku do ogólnej populacji będzie wzrastać, a do 2060 r. ludność państwa zmniejszy się o 20%. W celu przeciwdziałania problemowi, niemiecki rząd prowadzi aktywną politykę prorodzinną. Kobietom w ciąży na sześć tygodni przed prognozowanymi narodzinami dziecka i osiem po narodzinach, przysługuje urlop macierzyński, podczas którego otrzymują one pełne wynagrodzenie. Ponadto rodzicom, którzy zrezygnowali z powrotu do pracy i opiekują się dzieckiem, przyznawany jest zasiłek w wysokości do 1800 euro miesięcznie. Do 25. roku życia dziecka, rodzice otrzymują także zasiłek w wysokości od 184 do 215 euro (w zależności od liczby dzieci), pod warunkiem, iż dziecko uczy się bądź studiuje. 1 sierpnia 2013 r. wprowadzono natomiast przepisy, gwarantujące każdemu dziecku miejsce w żłobku. Obecnie dzieci do 14. roku życia stanowią 13,1% mieszkańców Niemiec, natomiast osoby mające powyżej 65 lat, aż 20,9%.
Przyrost naturalny w Niemczech wynosi -0,19%, co stawia państwo na 211. miejscu na świecie. W Europie niższy przyrost naturalny osiągają jedynie państwa dawnego ZSRR, Węgry, Rumunia oraz część państw bałkańskich. Wskaźnik urodzeń wynosi zaledwie 8,37 urodzeń na 1000 mieszkańców, co stanowi jeden z najgorszych wyników na Starym Kontynencie i siódmym od końca na świecie. Wysoki jest jednak także współczynnik zgonów, wynoszący 11,17 zgonów na 1000 mieszkańców, co plasuje kraj na 36. miejscu pod tym względem na świecie i dwunastym w Europie. Statystyczna Niemka rodzi w wieku 28,9 roku życia, a na każde 100 000 porodów umiera siedem kobiet. Ponadto wskaźnik zgonów podczas narodzin u dzieci wynosi 3,48 na 1000 narodzin.
Według Organizacji Narodów Zjednoczonych, Niemcy są domem dla trzeciej pod względem wielkości grupy imigrantów, z 10 milionami spośród ok. 190 mln wszystkich imigrantów na świecie. W 2009 r., 20% populacji państwa miała migracyjne korzenie, co jest najwyższym odsetkiem od 1945 r. W spisie powszechnym w 2011 roku 2,7 mln osób zadeklarowało pochodzenie tureckie, a także 2 mln polskie, 1,3 mln rosyjskie, 1,2 mln kazachskie oraz 0,8 mln włoskie. Od 1987 r. do Niemiec przybyło ok. trzy miliony niemieckich przesiedleńców, głównie z dawnego bloku wschodniego.

### Język

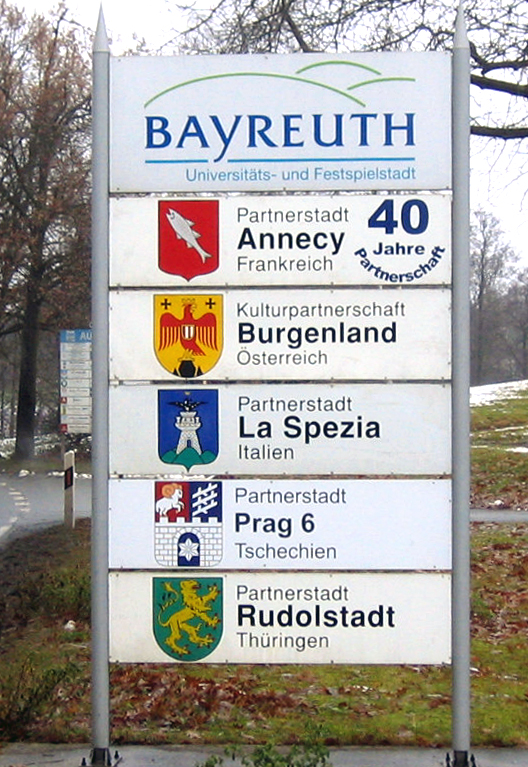
Przydrożna tablica w języku niemieckim

Oficjalnym i najważniejszym językiem Niemiec jest niemiecki (Hochdeutsch). Jest on jednym z 24 języków oficjalnych Unii Europejskiej i jednym z trzech języków roboczych w Komisji Europejskiej.
Uznawane języki mniejszości etnicznych na terenie Niemiec to: dolnoniemiecki, łużycki, romski i fryzyjski. Języki te, razem z duńskim, są chronione przez Europejską kartę języków regionalnych lub mniejszościowych. Używa się tu także języków imigrantów, np. tureckiego, polskiego, rosyjskiego czy języków bałkańskich. 67% Niemców twierdzi, że potrafi posługiwać się przynajmniej jednym, a 27% dwoma obcymi językami.
Standardowy język niemiecki to język zachodniogermański. Jest zbliżony do i sklasyfikowany tuż obok takich języków jak angielski, dolnoniemiecki, duński oraz fryzyjski. W mniejszym stopniu zbliżony jest także do języków wschodniogermańskich i skandynawskich. Większość niemieckiego słownictwa jest zapożyczona z germańskiej grupy języków, należącej do rodziny indoeuropejskiej. Część słów została zapożyczona z łaciny i greki, a także języka francuskiego. W ostatnim czasie dominują jednak zapożyczenia z angielskiego (nazywane Denglisch).

### Religia

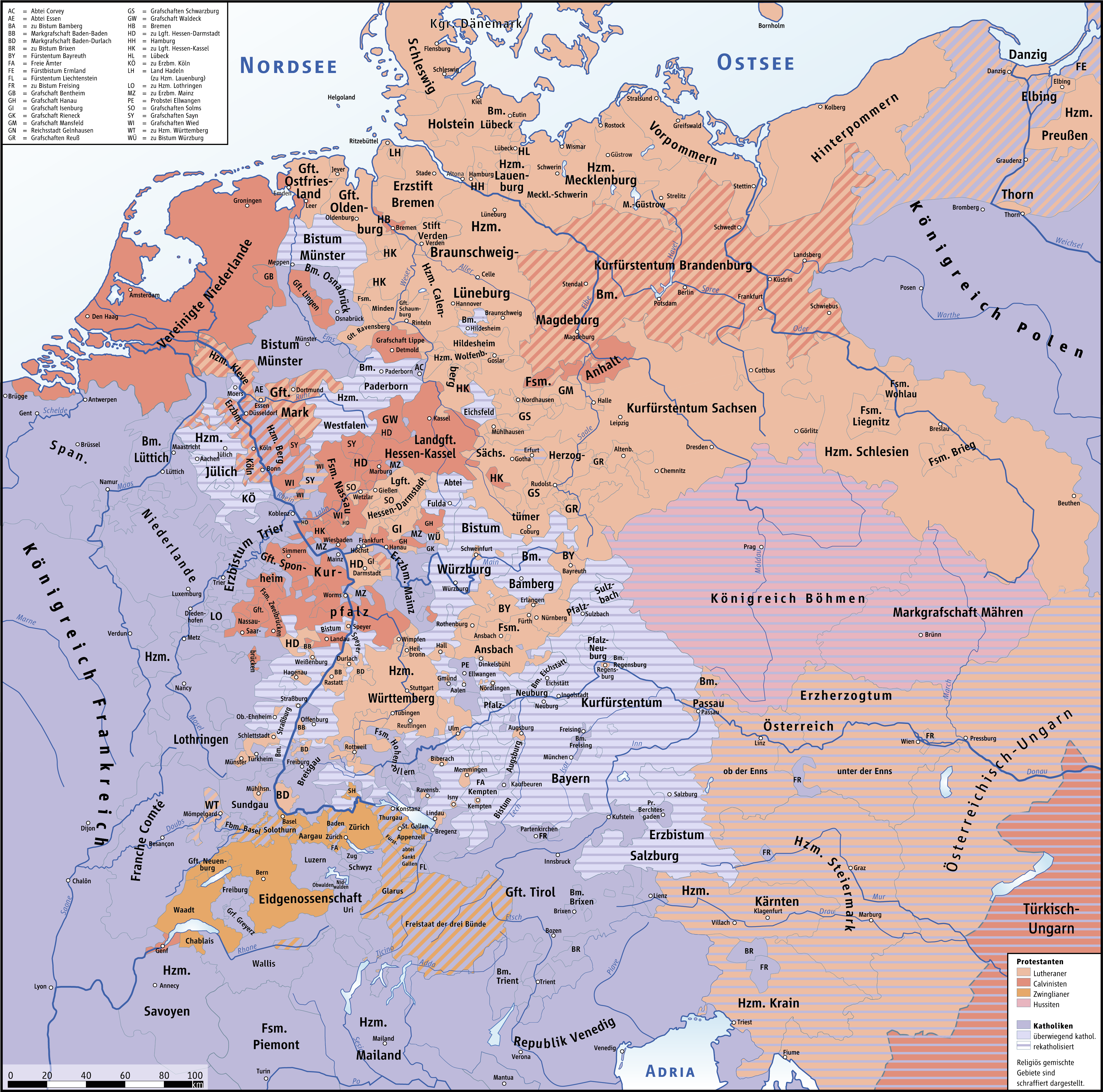
Fragmentacja religijna Niemiec w 1618 r.

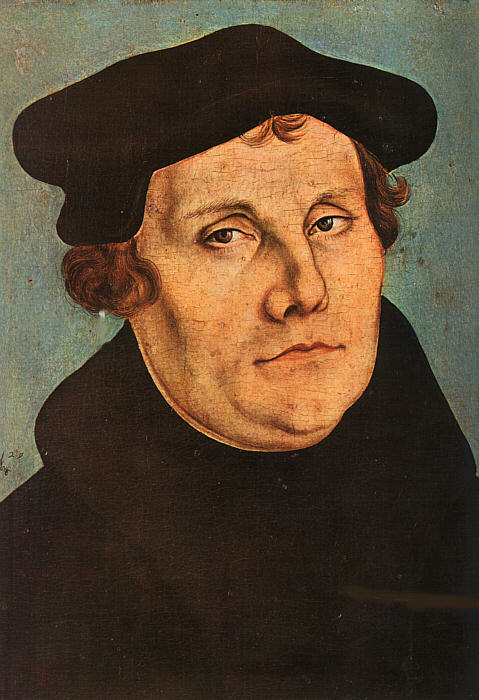
Marcin Luter

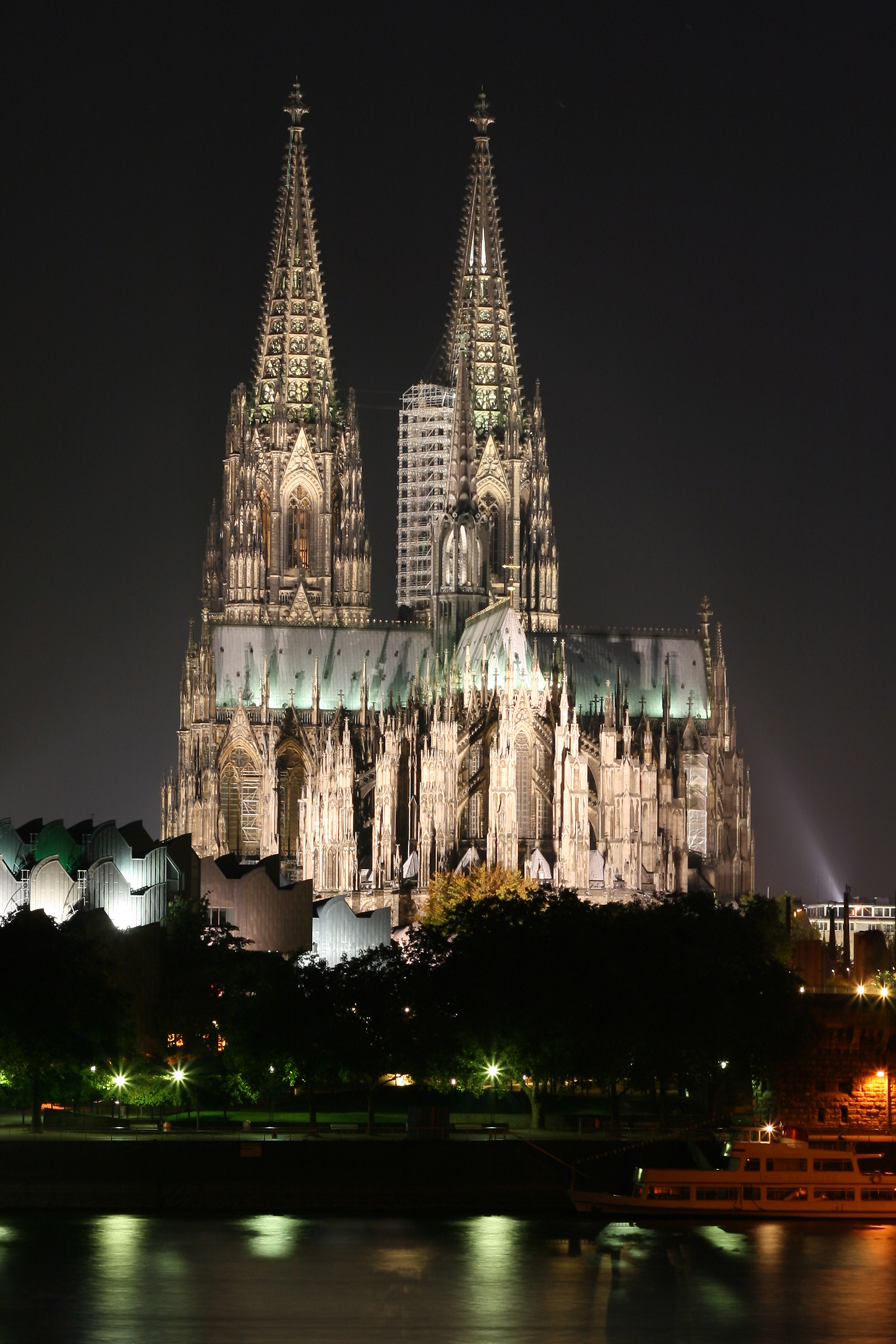
Katolicka katedra w Kolonii

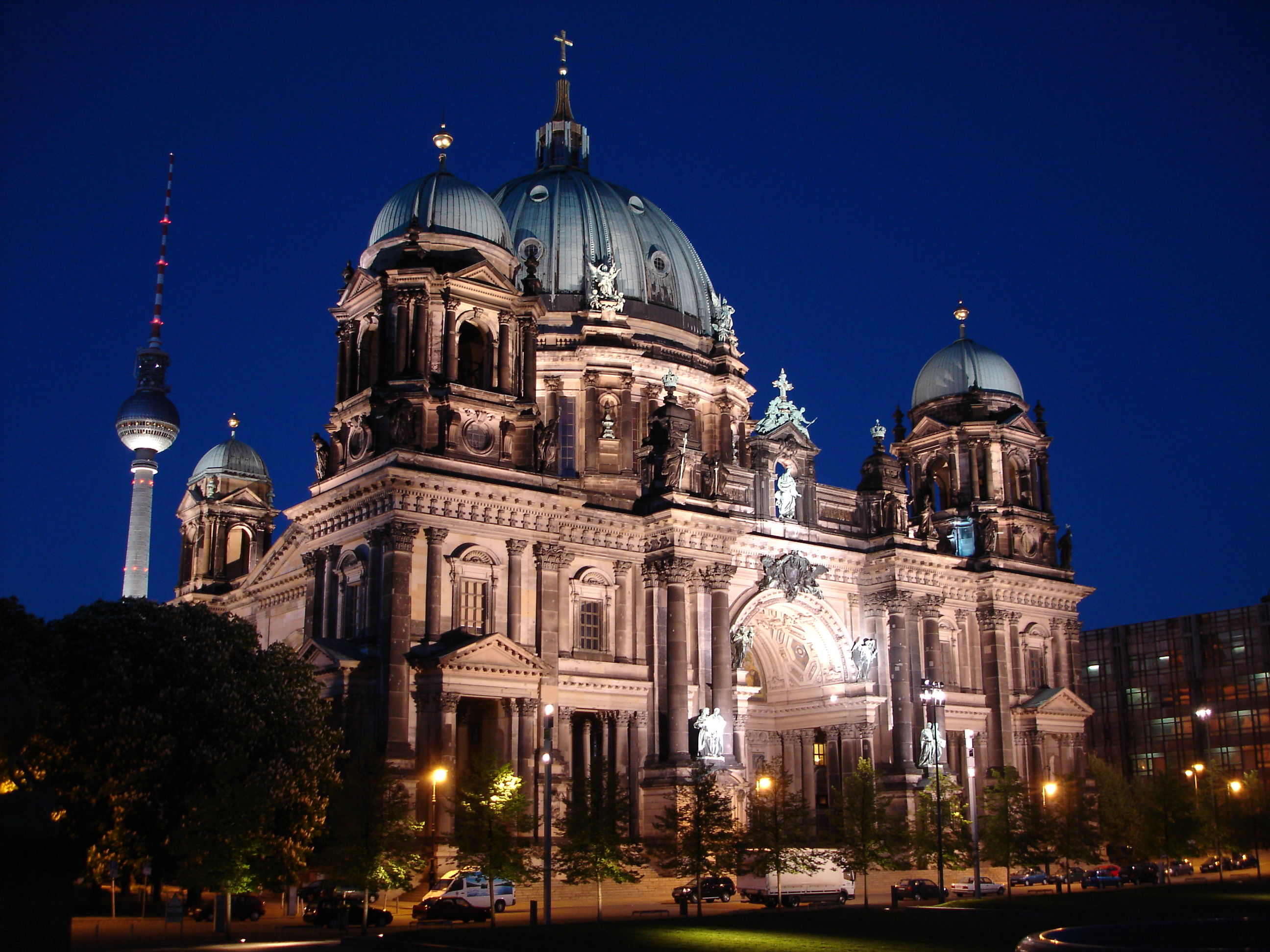
Ewangelicka katedra w Berlinie

W roku 1517, na terenie obecnych Niemiec rozpoczęła się reformacja. Podzieliło to kraj na dwie części: protestancką i katolicką, co widoczne jest również dziś w strukturze wyznaniowej państwa. Za jej początek uważa się ogłoszenie przez Marcina Lutra 95 tez, wzywających do reformy Kościoła. Miało to miejsce 31 października w Wittenberdze. Do 1529 r. część księstw i miast niemieckich, a także Prusy Zakonne (w istocie jako pierwsze państwo na świecie; wtedy pod zwierzchnictwem polskim), przyjęły nauki Lutra i stały się państwami protestanckimi. W następującym stuleciu różnice religijne stały się przyczyną m.in. wojny chłopskiej, konfliktów prowadzonych z cesarzem, a także lokalnych starć między państwami niemieckimi. W 1552 r. cesarz w obliczu powstania książąt i towarzyszącej mu francuskiej inwazji został zmuszony prawnie zaakceptować luteranizm. Na mocy pokoju augsburskiego w 1555 r. wprowadzono zasadę, iż w każdym z państw niemieckich może obowiązywać katolicyzm albo luteranizm, w zależności od woli jego władcy. W 1563 r. elektor palatynatu Fryderyk III Wittelsbach jako jeden z pierwszych władców przyjął kalwinizm przez co jego państwo zostało wyizolowane politycznie na ponad pół wieku. Później na kalwinizm przeszły Hesja-Kassel, wschodnia Fryzją i niektóre księstwa Anhalt. W 1618 r. (sto lat po wystąpieniu Lutra), rozpoczęła się wojna trzydziestoletnia. Była to najkrwawsza wojna religijna, która doszczętnie spustoszyła Niemcy, zabierając ze sobą około 40% ówczesnej populacji. Według pokoju westfalskiego z 1648 roku kończącego tę wojnę, niemieccy władcy mogli odtąd także formalnie przechodzić na kalwinizm. Od 1817 roku kościoły protestanckie łączą się w kościoły ewangelicko-unijne, łączące ze sobą luteranizm i kalwinizm.
Największą religią w Niemczech jest chrześcijaństwo, z 46,7 milionem wiernych (56,2%) w 2018 roku. Na tle całej populacji, 27.7% mieszkańców Niemiec to katolicy, 25,5% to protestanci należący do Niemieckiego Kościoła Ewangelickiego (federacja kościołów luterańskich, reformowanych i unijnych), a pozostali chrześcijanie przynależą do mniejszych wyznań, liczących mniej niż 1,1% wiernych. Protestantyzm dominuje na północy, wschodzie i centralnej części państwa, a katolicyzm na południu i zachodzie; 1,9% wszystkich mieszkańców kraju deklaruje, że wyznają prawosławie.
Drugą religią w Niemczech jest Islam z 4,3 miliona wiernych (5,1%), który wyprzedza Buddyzm, liczący 250 000 wyznawców i judaizm z ok. 200 000 przynależnych Niemców (0,3%). Hinduizm wyznaje ok. 90 000 wiernych (0,1%). Pozostałe społeczności religijne w Niemczech liczą poniżej 50 000 wiernych. Z ok. 4 milionów Muzułmanów, większość stanowią sunnici, ale mieszka tu niewielka liczba szyitów i wyznawców innych odłamów islamu. Niemcy posiadają trzecią w Europie społeczność żydowską (po Francji i Wielkiej Brytanii). Około 50% niemieckich buddystów stanowią natomiast imigranci z Azji.
Niemcy nie deklarujący przynależności do żadnej religii stanowią 37,8% populacji i są skoncentrowani na terenie dawnej Niemieckiej Republiki Demokratycznej i w dużych kompleksach miejskich. Zjednoczenie Niemiec w 1990 r. znacznie zwiększyło odsetek ateistów w populacji, co jest dziedzictwem ateizmu państwowego w dawnym Związku Radzieckim, który kontrolował wschodnią część dzisiejszych Niemiec. Liczba chrześcijan, szczególnie Protestantów spadła w ostatnich latach. Kościół rzymskokatolicki oraz Kościół ewangelicki tracą corocznie wiernych. W 2018 roku z obu związków wyznaniowych wystąpiło około 220 tysięcy osób. Spowodowane jest to głównie koniecznością płacenia podatku kościelnego, który wynosi 8% w Badenii-Wirtembergii oraz 9% dla pozostałych krajów związkowych. W Niemczech żyje 14 tys. masonów.
Ostatnie badania opinii publicznej wykazały, że tylko 45% Niemców-katolików jest dumnych z tego, iż papieżem został Niemiec. Z kolei badania Instytutu Allensbacha wykazały, że jedynie 20% Niemców identyfikuje się z Kościołem.

## Podział administracyjny

### Kraje związkowe
Republika Federalna Niemiec składa się z szesnastu krajów związkowych, nazywanych Landami, posiadających własne konstytucje i szeroką autonomię. Ze względu na różnice w ich wielkości oraz liczbie ludności, w każdym z nich różni się system podziału administracyjnego. W 2024 r. Niemcy podzielone są na 400 powiatów, w tym 294 ziemskich i 106 miejskich.
| | Nazwa polska                  | Nazwa niemiecka        | Stolica     | Powierzchnia (km²) | Ludność 31 grudnia 2022 | Dolna Saksonia Brema Hamburg Meklemburgia- Pomorze Przednie Saksonia- Anhalt Saksonia Brandenburgia Berlin Turyngia Hesja Nadrenia Północna- Westfalia Nadrenia- Palatynat Bawaria Badenia- Wirtembergia Saara Szlezwik- Holsztyn |
| --- | ----------------------------- | ---------------------- | ----------- | ------------------ | ----------------------- | --- |
| 1 | Badenia-Wirtembergia          | Baden-Württemberg      | Stuttgart   | 35 748             | 11 280 257              | Dolna Saksonia Brema Hamburg Meklemburgia- Pomorze Przednie Saksonia- Anhalt Saksonia Brandenburgia Berlin Turyngia Hesja Nadrenia Północna- Westfalia Nadrenia- Palatynat Bawaria Badenia- Wirtembergia Saara Szlezwik- Holsztyn |
| 2 | Bawaria                       | Bayern                 | Monachium   | 70 541             | 13 369 393              | Dolna Saksonia Brema Hamburg Meklemburgia- Pomorze Przednie Saksonia- Anhalt Saksonia Brandenburgia Berlin Turyngia Hesja Nadrenia Północna- Westfalia Nadrenia- Palatynat Bawaria Badenia- Wirtembergia Saara Szlezwik- Holsztyn |
| 3 | Berlin(1)                     | Berlin                 | Berlin      | 892                | 3 755 251               | Dolna Saksonia Brema Hamburg Meklemburgia- Pomorze Przednie Saksonia- Anhalt Saksonia Brandenburgia Berlin Turyngia Hesja Nadrenia Północna- Westfalia Nadrenia- Palatynat Bawaria Badenia- Wirtembergia Saara Szlezwik- Holsztyn |
| 4 | Brandenburgia                 | Brandenburg            | Poczdam     | 29 654             | 2 573 135               | Dolna Saksonia Brema Hamburg Meklemburgia- Pomorze Przednie Saksonia- Anhalt Saksonia Brandenburgia Berlin Turyngia Hesja Nadrenia Północna- Westfalia Nadrenia- Palatynat Bawaria Badenia- Wirtembergia Saara Szlezwik- Holsztyn |
| 5 | Brema(1)                      | Bremen                 | Brema       | 420                | 684 864                 | Dolna Saksonia Brema Hamburg Meklemburgia- Pomorze Przednie Saksonia- Anhalt Saksonia Brandenburgia Berlin Turyngia Hesja Nadrenia Północna- Westfalia Nadrenia- Palatynat Bawaria Badenia- Wirtembergia Saara Szlezwik- Holsztyn |
| 6 | Hamburg (1)                   | Hamburg                | Hamburg     | 755                | 1 852 478               | Dolna Saksonia Brema Hamburg Meklemburgia- Pomorze Przednie Saksonia- Anhalt Saksonia Brandenburgia Berlin Turyngia Hesja Nadrenia Północna- Westfalia Nadrenia- Palatynat Bawaria Badenia- Wirtembergia Saara Szlezwik- Holsztyn |
| 7 | Hesja                         | Hessen                 | Wiesbaden   | 21 116             | 6 391 360               | Dolna Saksonia Brema Hamburg Meklemburgia- Pomorze Przednie Saksonia- Anhalt Saksonia Brandenburgia Berlin Turyngia Hesja Nadrenia Północna- Westfalia Nadrenia- Palatynat Bawaria Badenia- Wirtembergia Saara Szlezwik- Holsztyn |
| 8 | Meklemburgia-Pomorze Przednie | Mecklenburg-Vorpommern | Schwerin    | 23 295             | 1 628 378               | Dolna Saksonia Brema Hamburg Meklemburgia- Pomorze Przednie Saksonia- Anhalt Saksonia Brandenburgia Berlin Turyngia Hesja Nadrenia Północna- Westfalia Nadrenia- Palatynat Bawaria Badenia- Wirtembergia Saara Szlezwik- Holsztyn |
| 9 | Dolna Saksonia                | Niedersachsen          | Hanower     | 47 710             | 8 140 242               | Dolna Saksonia Brema Hamburg Meklemburgia- Pomorze Przednie Saksonia- Anhalt Saksonia Brandenburgia Berlin Turyngia Hesja Nadrenia Północna- Westfalia Nadrenia- Palatynat Bawaria Badenia- Wirtembergia Saara Szlezwik- Holsztyn |
| 10 | Nadrenia Północna-Westfalia   | Nordrhein-Westfalen    | Düsseldorf  | 34 112             | 18 139 116              | Dolna Saksonia Brema Hamburg Meklemburgia- Pomorze Przednie Saksonia- Anhalt Saksonia Brandenburgia Berlin Turyngia Hesja Nadrenia Północna- Westfalia Nadrenia- Palatynat Bawaria Badenia- Wirtembergia Saara Szlezwik- Holsztyn |
| 11 | Nadrenia-Palatynat            | Rheinland-Pfalz        | Moguncja    | 19 858             | 4 159 150               | Dolna Saksonia Brema Hamburg Meklemburgia- Pomorze Przednie Saksonia- Anhalt Saksonia Brandenburgia Berlin Turyngia Hesja Nadrenia Północna- Westfalia Nadrenia- Palatynat Bawaria Badenia- Wirtembergia Saara Szlezwik- Holsztyn |
| 12 | Saara                         | Saarland               | Saarbrücken | 2571               | 992 666                 | Dolna Saksonia Brema Hamburg Meklemburgia- Pomorze Przednie Saksonia- Anhalt Saksonia Brandenburgia Berlin Turyngia Hesja Nadrenia Północna- Westfalia Nadrenia- Palatynat Bawaria Badenia- Wirtembergia Saara Szlezwik- Holsztyn |
| 13 | Saksonia                      | Sachsen                | Drezno      | 18 450             | 4 086 152               | Dolna Saksonia Brema Hamburg Meklemburgia- Pomorze Przednie Saksonia- Anhalt Saksonia Brandenburgia Berlin Turyngia Hesja Nadrenia Północna- Westfalia Nadrenia- Palatynat Bawaria Badenia- Wirtembergia Saara Szlezwik- Holsztyn |
| 14 | Saksonia-Anhalt               | Sachsen-Anhalt         | Magdeburg   | 20 459             | 2 186 643               | Dolna Saksonia Brema Hamburg Meklemburgia- Pomorze Przednie Saksonia- Anhalt Saksonia Brandenburgia Berlin Turyngia Hesja Nadrenia Północna- Westfalia Nadrenia- Palatynat Bawaria Badenia- Wirtembergia Saara Szlezwik- Holsztyn |
| 15 | Szlezwik-Holsztyn             | Schleswig-Holstein     | Kilonia     | 15 804             | 2 953 270               | Dolna Saksonia Brema Hamburg Meklemburgia- Pomorze Przednie Saksonia- Anhalt Saksonia Brandenburgia Berlin Turyngia Hesja Nadrenia Północna- Westfalia Nadrenia- Palatynat Bawaria Badenia- Wirtembergia Saara Szlezwik- Holsztyn |
| 16 | Turyngia                      | Thüringen              | Erfurt      | 16 202             | 2 126 846               | Dolna Saksonia Brema Hamburg Meklemburgia- Pomorze Przednie Saksonia- Anhalt Saksonia Brandenburgia Berlin Turyngia Hesja Nadrenia Północna- Westfalia Nadrenia- Palatynat Bawaria Badenia- Wirtembergia Saara Szlezwik- Holsztyn |
| | Niemcy                        | Deutschland            | Berlin      | 357 376            | 84 358 845              | Dolna Saksonia Brema Hamburg Meklemburgia- Pomorze Przednie Saksonia- Anhalt Saksonia Brandenburgia Berlin Turyngia Hesja Nadrenia Północna- Westfalia Nadrenia- Palatynat Bawaria Badenia- Wirtembergia Saara Szlezwik- Holsztyn |
| (1) Berlin i Hamburg są miastami na prawie landu; Brema ma też status miasta-kraju (Stadtstaat), chociaż należą do niej dwa miasta: Brema i Bremerhaven |                               |                        |             |                    |                         | Dolna Saksonia Brema Hamburg Meklemburgia- Pomorze Przednie Saksonia- Anhalt Saksonia Brandenburgia Berlin Turyngia Hesja Nadrenia Północna- Westfalia Nadrenia- Palatynat Bawaria Badenia- Wirtembergia Saara Szlezwik- Holsztyn |

Wszystkie kraje związkowe są równouprawnione.

### Ważniejsze miasta
W niemieckich miastach mieszka 74% całej populacji. Największym miastem jest stolica państwa, Berlin, liczący 3 725 000 mieszkańców. Powyżej miliona mieszkańców mają także Hamburg (1 686 100) oraz Monachium (1 429 584) i Kolonia (1 007 000). Najwięcej miast liczących powyżej 100 000 mieszkańców znajduje się na terenie kraju związkowego Nadrenia Północna-Westfalia, co związane jest ze znajdującym się na tym terenie restrukturyzowanym Zagłębiem Ruhry. W sumie w 300 największych niemieckich miastach mieszka 37 milionów Niemców, co stanowi ok. 45% całej populacji.
|    | Miasto                                  | Kraj związkowy              | Liczba mieszkańców (31 grudnia 2022) | Berlin Hamburg Monachium Kolonia | Frankfurt nad Menem Stuttgart Düsseldorf Dortmund |
| 1  | Berlin                                  | Berlin                      | 3 755 251                            | Berlin Hamburg Monachium Kolonia | Frankfurt nad Menem Stuttgart Düsseldorf Dortmund |
| 2  | Hamburg                                 | Hamburg                     | 1 892 122                            | Berlin Hamburg Monachium Kolonia | Frankfurt nad Menem Stuttgart Düsseldorf Dortmund |
| 3  | Monachium (München)                     | Bawaria                     | 1 488 202                            | Berlin Hamburg Monachium Kolonia | Frankfurt nad Menem Stuttgart Düsseldorf Dortmund |
| 4  | Kolonia (Köln)                          | Nadrenia Północna-Westfalia | 1 084 831                            | Berlin Hamburg Monachium Kolonia | Frankfurt nad Menem Stuttgart Düsseldorf Dortmund |
| 5  | Frankfurt nad Menem (Frankfurt am Main) | Hesja                       | 764 104                              | Berlin Hamburg Monachium Kolonia | Frankfurt nad Menem Stuttgart Düsseldorf Dortmund |
| 6  | Stuttgart                               | Badenia-Wirtembergia        | 632 865                              | Berlin Hamburg Monachium Kolonia | Frankfurt nad Menem Stuttgart Düsseldorf Dortmund |
| 7  | Düsseldorf                              | Nadrenia Północna-Westfalia | 629 047                              | Berlin Hamburg Monachium Kolonia | Frankfurt nad Menem Stuttgart Düsseldorf Dortmund |
| 8  | Lipsk (Leipzig)                         | Saksonia                    | 616 093                              | Berlin Hamburg Monachium Kolonia | Frankfurt nad Menem Stuttgart Düsseldorf Dortmund |
| 9  | Dortmund                                | Nadrenia Północna-Westfalia | 593 317                              | Berlin Hamburg Monachium Kolonia | Frankfurt nad Menem Stuttgart Düsseldorf Dortmund |
| 10 | Essen                                   | Nadrenia Północna-Westfalia | 584 570                              | Berlin Hamburg Monachium Kolonia | Frankfurt nad Menem Stuttgart Düsseldorf Dortmund |
| 11 | Brema (Bremen)                          | Brema                       | 566 573                              | Berlin Hamburg Monachium Kolonia | Frankfurt nad Menem Stuttgart Düsseldorf Dortmund |
| 12 | Drezno (Dresden)                        | Saksonia                    | 563 311                              | Berlin Hamburg Monachium Kolonia | Frankfurt nad Menem Stuttgart Düsseldorf Dortmund |
| 13 | Hanower (Hannover)                      | Dolna Saksonia              | 545 045                              | Berlin Hamburg Monachium Kolonia | Frankfurt nad Menem Stuttgart Düsseldorf Dortmund |
| 14 | Norymberga (Nürnberg)                   | Bawaria                     | 523 026                              | Berlin Hamburg Monachium Kolonia | Frankfurt nad Menem Stuttgart Düsseldorf Dortmund |
| 15 | Duisburg                                | Nadrenia Północna-Westfalia | 495 885                              | Berlin Hamburg Monachium Kolonia | Frankfurt nad Menem Stuttgart Düsseldorf Dortmund |
| 16 | Bochum                                  | Nadrenia Północna-Westfalia | 365 742                              | Berlin Hamburg Monachium Kolonia | Frankfurt nad Menem Stuttgart Düsseldorf Dortmund |
| 17 | Wuppertal                               | Nadrenia Północna-Westfalia | 358 876                              | Berlin Hamburg Monachium Kolonia | Frankfurt nad Menem Stuttgart Düsseldorf Dortmund |
| 18 | Bielefeld                               | Nadrenia Północna-Westfalia | 338 332                              | Berlin Hamburg Monachium Kolonia | Frankfurt nad Menem Stuttgart Düsseldorf Dortmund |
| 19 | Bonn                                    | Nadrenia Północna-Westfalia | 336 465                              | Berlin Hamburg Monachium Kolonia | Frankfurt nad Menem Stuttgart Düsseldorf Dortmund |
| 20 | Mannheim                                | Badenia-Wirtembergia        | 320 946                              | Berlin Hamburg Monachium Kolonia | Frankfurt nad Menem Stuttgart Düsseldorf Dortmund |

## Ustrój polityczny

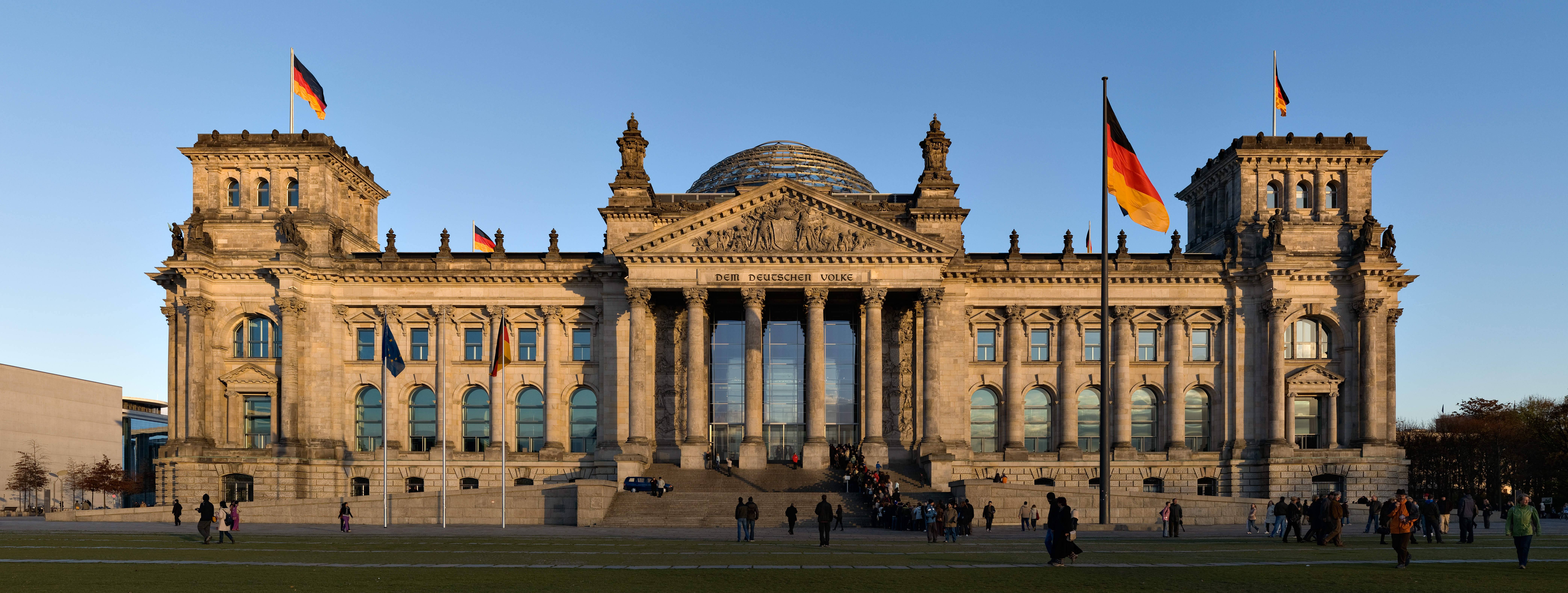
Reichstag

### Organy władzy szczebla federalnego
Stolicą federalną jest Berlin, gdzie znajduje się siedziba rządu federalnego (Bundesregierung), jednak część ministerstw rezyduje w Bonn. Część centralnych urzędów mieści się w innych miastach, m.in. Karlsruhe i Norymberdze. System polityczny Niemiec jest zorganizowany w oparciu o Ustawę Zasadniczą (Grundgesetz), która działa jako konstytucja według zasady podziału władz (Gewaltenteilung).
Głową państwa jest Prezydent Federalny, wybierany przez Zgromadzenie Federalne (złożone z Bundestagu i przedstawicieli krajów związkowych, w liczbie równej liczbie członków Bundestagu) na pięcioletnią kadencję. Jest możliwość jednokrotnego powtórzenia kadencji. Ma on czysto reprezentacyjne znaczenie – jest symbolem państwa, moderatorem. Nie ma prawa wetowania ustaw (może je jedynie odesłać do Trybunału). Posiada prawo mianowania ambasadorów i konsulów oraz wysuwania kandydatury kanclerza.

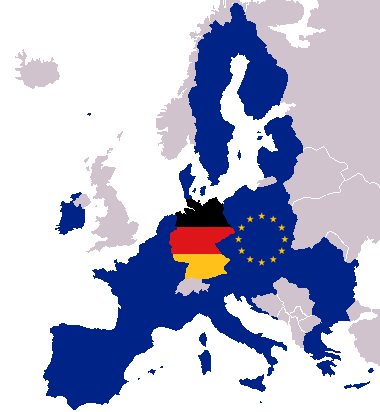
Niemcy na mapie Unii Europejskiej

Władzą ustawodawczą (Legislative) jest Bundestag wraz z drugą izbą Rada Federalna Niemiec (Bundesrat). Bundestag wybierany jest co cztery lata w wyborach pięcioprzymiotnikowych: powszechnych, równych, bezpośrednich (jednostopniowych), tajnych i proporcjonalnych, choć zasadniczo jest to system mieszany z zapewnieniem wejścia do parlamentu wszystkich kandydatów, którzy w swych okręgach uzyskali większość. Ustawowa liczba posłów liczy 598 (od zjednoczenia Niemiec do 2002 roku wynosiła 656), ale wskutek tego skomplikowanego systemu wyborczego liczba ta może zwiększać się o tzw. mandaty nadwyżkowe. Tak jest w Bundestagu XVII kadencji, który liczył w dniu inauguracji 622 posłów – przy wygaśnięciu mandatu nadwyżkowego wybrany większościowo poseł nie jest zastępowany przez kandydata z listy, tak że liczba ta zmniejszyła się do 620 w roku 2012. Posłowie grupują się we frakcjach, do tworzenia których potrzebne jest 5% ogólnej liczby posłów. Obecne frakcje to: SPD, CDU/CSU, Sojusz 90/Zieloni, FDP, Die Linke.
Bundestag na wniosek prezydenta dokonuje wyboru kanclerza i rządu, kontroluje jego prace, zatwierdza umowy międzynarodowe, uchwala ustawy. Na czele izby niższej stoi przewodniczący Bundestagu (wraz ze swoimi zastępcami). Był nim w 2013 Wolfgang Schäuble z CDU. 
Władzę wykonawczą (Exekutive) stanowi rząd federalny z kanclerzem federalnym (Bundeskanzler) na czele. Ma on prawo bezpośrednio ingerować w prace swoich ministrów. Nie można pociągnąć całego rządu do odpowiedzialności politycznej. Dzieje się tak dlatego, że każdy z ministrów działa według wytycznych kanclerza. Dopiero gdy kanclerz zostanie pociągnięty do odpowiedzialności za pomocą konstruktywnego wotum nieufności, wówczas rząd pośrednio pociągnięty jest do odpowiedzialności. Parlament nie może odwoływać poszczególnych ministrów (zasada odpowiedzialności rządu en bloc).

### Prawo

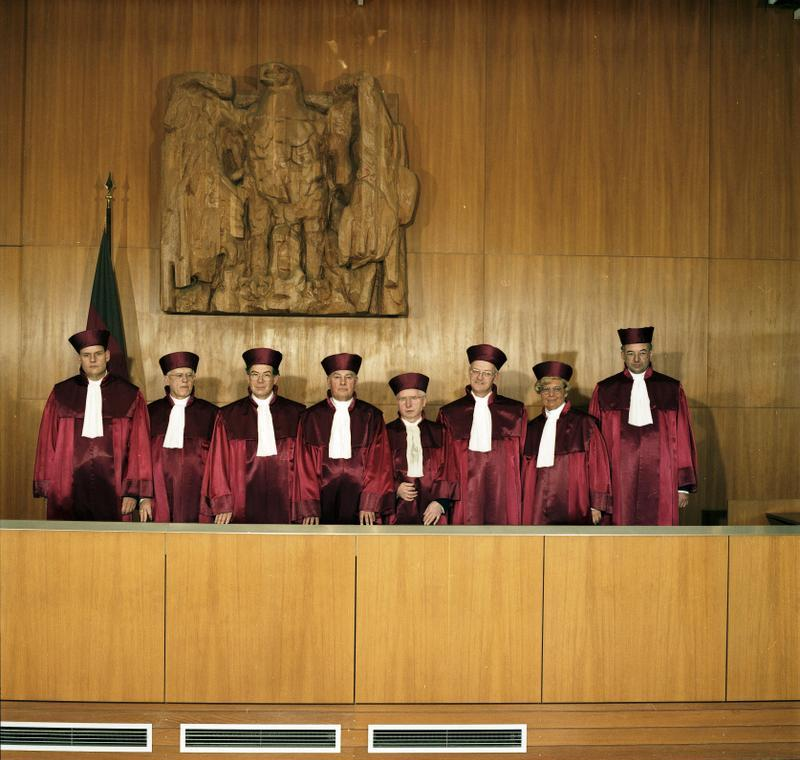
Federalny Sąd Konstytucyjny w 1989 r.

Niemcy posiadają system prawa kontynentalnego, oparty na prawie rzymskim z kilkoma odniesieniami do prawa germańskiego. Federalny Trybunał Konstytucyjny (Bundesverfassungsgericht) jest niemieckim Sądem Najwyższym, odpowiedzialnym za sprawy dotyczące konstytucji państwa, z uprawnieniem kontroli działalności agencji administracyjnych. W przypadku spraw karnych i cywilnych, sąd najwyższej instancji stanowi Federalny Trybunał Sprawiedliwości. Inne sprawy kierowane są do: Federalngeo Sądu Pracy, Federalnego Sądu Socjalnego, Federalnego Trybunału Finansowego oraz Federalnego Sądu Administracyjnego. Niemieckie prawo reguluje także konsekwencje zbrodni przeciwko ludzkości, ludobójstwa oraz zbrodni wojennych i niemieckim sądom prawo korzystania z zasady represji wszechświatowej w niektórych przypadkach.
Kodeksy karny i cywilny są skodyfikowane na stopniu narodowym w Strafgesetzbuch oraz Bürgerliches Gesetzbuch. Niemiecki system karny ma na celu rehabilitację kryminalisty oraz ochronę ludności przed dalszymi zbrodniami. Poza drobnymi wykroczeniami, sądzonymi przez jednego profesjonalnego sędziego, oraz poważnymi przestępstwami politycznymi, wszystkie sprawy są sądzone przez mieszane trybunały, w których ławnicy siedzą obok zawodowych sędziów.

### Polityka zagraniczna

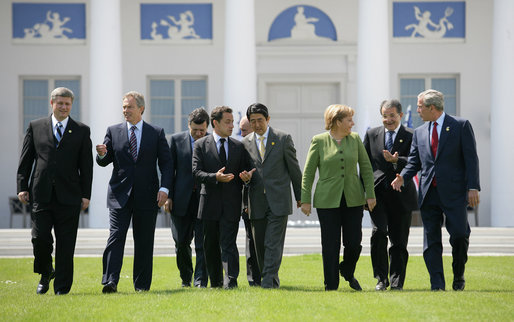
Spotkanie przywódców państw G8 w 2007 r. w Heiligendamm w Meklemburgii

Niemcy posiadają za granicą 229 misji dyplomatycznych i utrzymają relacje z ponad 190 państwami. W 2011 państwo było największym płatnikiem do budżetu Unii Europejskiej (20%) i było trzecim państwem pod względem wielkości wkładu do budżetu Organizacji Narodów Zjednoczonych (8% ogólnych funduszy). Niemcy są też członkiem Organizacji Paktu Północnoatlantyckiego (NATO), Organizacji Współpracy Gospodarczej i Rozwoju (OECD), G8, G20, Banku Światowego, Międzynarodowego Funduszu Walutowego (IMF). Od zakończenia II wojny światowej, Niemcy znacząco przyczyniły się do powstania i rozwoju Unii Europejskiej i podtrzymywały silny sojusz z Francją. Państwo dąży do rozwoju wspólnej europejskiej polityki, obrony i organów bezpieczeństwa.
Polityka rozwoju Niemiec jest niezależnym obszarem polityki zagranicznej państwa. Jest ona opracowana przez Federalne Ministerstwo Współpracy Gospodarczej i Rozwoju i wprowadzana w życie przez organizacje podległe. Niemiecki rząd dostrzega w rozwoju polityki zagranicznej odpowiedzialność za rozwój wspólnoty europejskiej.
Rządy Niemiec i Stanów Zjednoczonych są bliskimi sprzymierzeńcami politycznymi. Plan Marshalla z 1948 r. oraz silne powiązania kulturowe wytworzyły więź pomiędzy oboma państwami, która uległa osłabieniu w wyniku niemieckiego sceptycyzmu dotyczącego wojny w Iraku.

### Partie polityczne
Obecny system partyjny w Niemczech wykrystalizował się po II wojnie światowej i jest bardzo stabilny. Partią o najdłuższej tradycji jest, założona w 1870 roku, partia środowiska katolickiego Zentrum (pol. Centrum), obecnie o marginalnym znaczeniu. Drugą co do wieku partią jest, pochodząca z 1875 roku i wyrosła z ruchu robotniczego, SPD. Uczestniczyła ona w rządach Republiki Weimarskiej; aż do 1933 roku była najsilniejszą partią niemiecką. Po wojnie kierowana przez Willy’ego Brandta, Helmuta Schmidta i Gerharda Schrödera partia współtworzyła rząd federalny w latach 1966–1982 i ponownie 1998–2009.
Obok SPD do tzw. Volksparteien (partii ogólnonarodowych) należy również chadecja (CDU i CSU). Wykształciła się ona po II wojnie światowej ze środowisk dawnej katolickiej partii „Centrum”, poszerzonej o środowiska ewangelickie (CDU jest partią ponadkonfesyjną). Na wzmocnienie jej roli wpłynął długi okres rządów (1949–1969) oraz charyzmatyczni liderzy: Konrad Adenauer, Ludwig Erhard i Jakob Kaiser. W latach 1982–1998 CDU/CSU była znów u władzy, stanowiąc główną siłę rządu Helmuta Kohla.
Tradycyjnie rolę języczka u wagi pełnili liberałowie z FDP. Rządzili prawie nieprzerwanie aż do 1998 roku, raz z CDU, raz z SPD – stąd też często nazywani są partią „obrotową”. FDP wykształciła się po 1948 roku ze środowisk związanych z przedwojennymi partiami DDP i DVP. Były w niej obecne zarówno elementy wolnomyślicielskie, antyklerykalne, jak i nacjonalistyczne (przez pewien czas po wojnie sytuowano FDP „na prawo” od CDU). Z partią związane były takie nazwiska jak pierwszy prezydent RFN Theodor Heuss, jej powojenny lider Erich Mende, przedstawiciele lewego skrzydła Wolfgang Mischnick czy Günter Verheugen. Członkami FDP byli też wieloletni minister spraw zagranicznych RFN Hans-Dietrich Genscher (1974–1992), Walter Scheel (1969–74 szef MSZ, prezydent RFN 1974–79) czy Klaus Kinkel (minister sprawiedliwości i spraw zagranicznych w rządzie Helmuta Kohla). FDP miała swój udział w odważnej polityce wschodniej rządu Willy’ego Brandta i Helmuta Schmidta. W 1982 r., na skutek różnic w koncepcjach polityki gospodarczej i społecznej, FDP zrezygnowała z udziału w rządach lewicy i związała się z chadecją. Małżeństwo z CDU, choć nie wolne od kłótni i nieporozumień, przetrwało 16 lat. Od 2009 do 2013 r. FDP ponownie tworzyło koalicję z CDU/CSU.
Od 1998 r. rolę języczka u wagi spełnia również partia Zielonych (Bündnis 90/Die Grünen). Partia Zielonych założona została w 1979/80 przez działaczy wywodzących się nowych ruchów społecznych lat 60. i 70. i inicjatyw ekologicznych, a w 1990 zjednoczyła się ze wschodnioniemieckim Bündnis 90. Jej wieloletnim przewodniczącym był minister spraw zagranicznych Joschka Fischer. Reprezentowana jest w Bundestagu i we wszystkich parlamentach lokalnych, a jej członek Winfried Kretschmann jest premierem w Badenii-Wirtembergii.
Partią izolowaną na szczeblu ogólnokrajowym jest Die Linke. Wywodzi się ona z PDS – następczyni honeckerowskiej SED oraz WASG – partii utworzonej przez działaczy związkowych i dysydentów z SPD. Tak jak WASG, PDS krytykowała z pozycji lewicowych rząd Schrödera, zarzucając mu odejście od lewicowych ideałów, które jakoby zawsze bliskie były PDS. W latach 1990–2002 i ponownie od 2005 reprezentowana była w Bundestagu, głównie przez posłów z nowych krajów związkowych, tj. byłego terytorium NRD. W zachodniej części Niemiec nie udało jej się zapuścić korzeni, aż do zawarcia koalicji z WASG, a następnie zjednoczenia obu partii w Die Linke. Partia kierowana przez Katję Kipping i Bernda Riexingera reprezentowana jest w 13 z 16 parlamentów lokalnych. Die Linke wspólnie z SPD i Zielonymi rządzi w Turyngii – której premierem jest członek Die Linke, Bodo Ramelow – oraz współrządzi z SPD w Brandenburgii.
W parlamentach lokalnych swoje reprezentacje posiadają również Wolni Wyborcy (Freie Wähler), Niemiecka Partia Piratów (Piratenpartei Deutschland), regionalne ugrupowanie Związek Wyborców Południowego Szlezwiku (Südschleswigscher Wählerverband) oraz prawicowa Alternatywa dla Niemiec (Alternative für Deutschland, AfD).

## Bezpieczeństwo

### Straż pożarna
W Niemczech jedynie 107 miejscowości posiada zawodową straż pożarną, w pozostałych jej zadania realizują strażacy-ochotnicy.

### Siły zbrojne
Rodzaje Bundeswehry w Niemczech to: Wojska Lądowe (Heer), Marynarka Wojenna (Deutsche Marine), Siły Powietrzne (Luftwaffe) i Cyber- und Informationstaum (Cyber- und Informationsraum). Według rankingu Global Firepower (2014) niemieckie siły zbrojne stanowią 7. siłę militarną na świecie, z rocznym budżetem na cele obronne w wysokości 45 mld dolarów (USD).
Rola niemieckiego wojska (Bundeswehr) została opisana w Konstytucji Niemiec (Art. 87a) jako wyłącznie defensywna. Jego jedynymi aktywnymi działaniami przed 1990 r., była pomoc podczas klęsk żywiołowych w kraju i za granicą. W 1994 r. trybunał konstytucyjny termin defensywa zdefiniował nie tylko jako obrona granic państwa, ale także zapobieganie innym konfliktom na całym świecie, które mogłyby w jakikolwiek sposób zagrozić państwu.

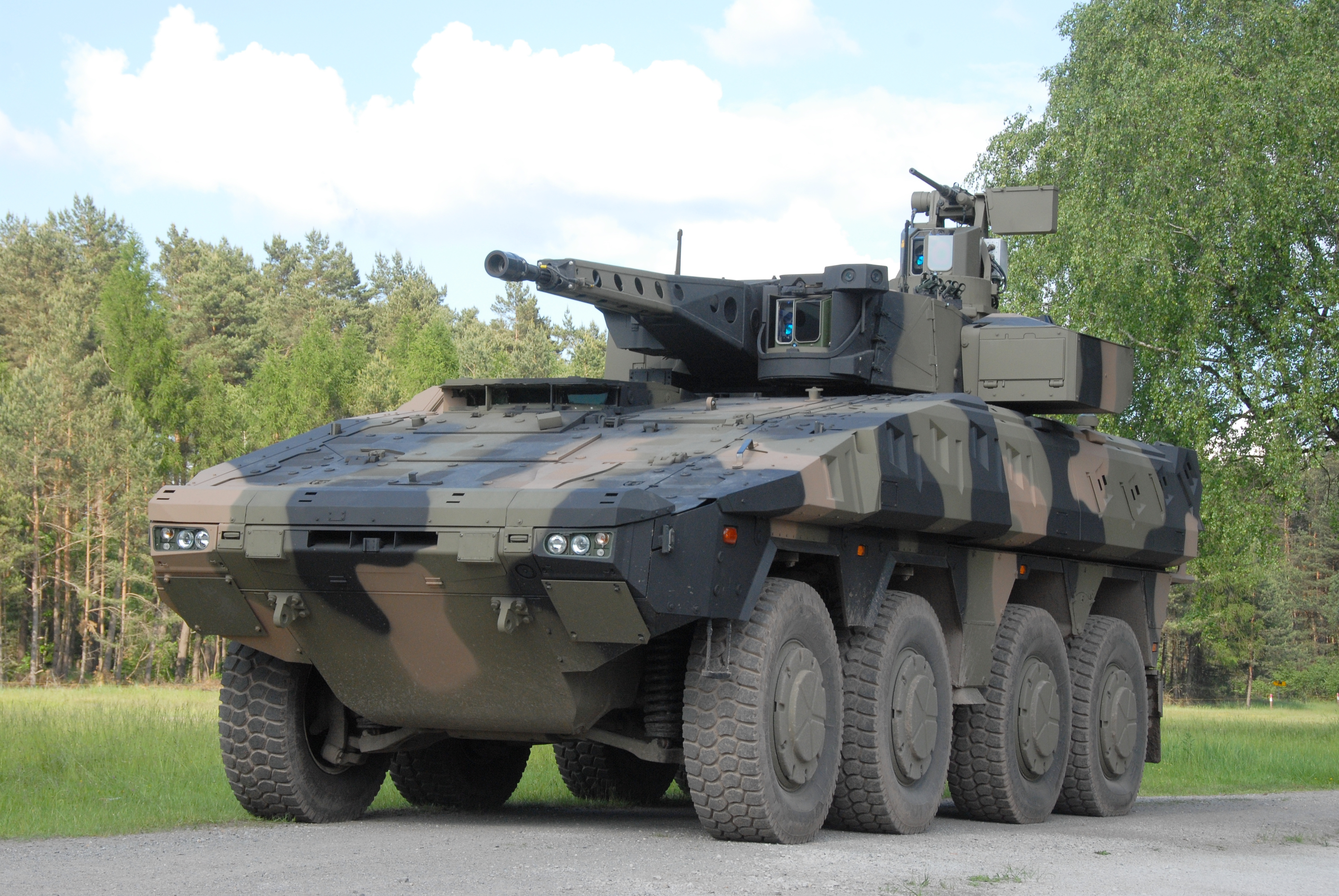
transporter opancerzony Boxer

W 2011 r. wydatki na wojsko stanowiły około 1,3% produktu krajowego brutto, co jest wynikiem niskim na tle innych państw. Pomimo to, Niemcy są dziewiątym państwem na świecie, który przeznacza najwięcej środków na utrzymanie armii. W okresie pokoju wojsko jest dowodzone przez Federalnego Ministra Obrony. W przypadku znalezienia się państwa w stanie wojny, która zgodnie z konstytucją będzie miała charakter obronny, dowódcą naczelnym zostanie kanclerz.
W 2012 r. niemieckie wojsko zatrudniało 183 000 zawodowych żołnierzy i 17 000 ochotników. Niemiecki rząd planuje jednak ograniczenie tych liczb do 170 000 zawodowców i 15 000 ochotników. Rezerwiści są dostępni siłom zbrojnym i uczestniczą w ćwiczeniach obronnych. W 2011 r. niemieckie wojsko posiadało 6900 żołnierzy stacjonujących w innych państwach w ramach misji pokojowych, w tym 4900 w Afganistanie i Uzbekistanie, 1150 w Kosowie i 300 w Libanie.
Do 2011 r. służba wojskowa była obowiązkowa dla mężczyzn w wieku lat 18, a pobór składał się z sześciomiesięcznej służby. 1 lipca 2011 r. obowiązek został oficjalnie zniesiony. Po 2001 roku w armii mogły służyć kobiety, ale nie obowiązywał ich obowiązek służby wojskowej. W armii pracuje około 17 500 kobiet.

## Gospodarka

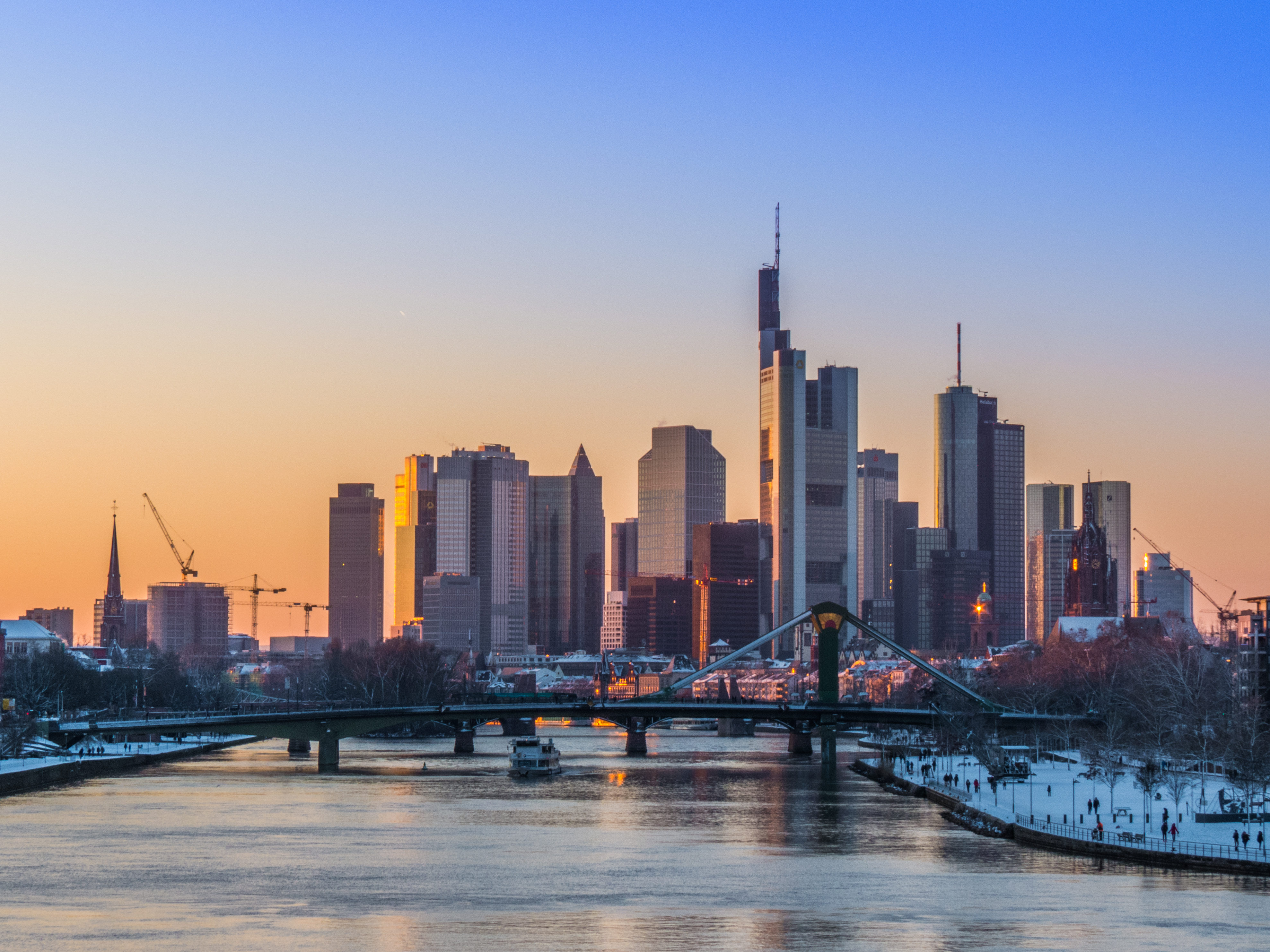
Frankfurt nad Menem nocą – centrum finansowe Niemiec

Niemcy, mimo zaobserwowanych problemów gospodarczych w latach 2003–2005, jeszcze do niedawna utrzymywały się na trzecim miejscu wśród potęg gospodarczych świata. PKB wyniósł w 2005 2,91 biliona USD. Niemiecka gospodarka była zatem nominalnie trzecią co do wielkości na świecie. Dopiero w 2008 gospodarka ChRL pod względem PKB, przerosła niemiecką. PKB w przeliczeniu na jednego mieszkańca wynosi: 33,4 tys. USD i plasuje RFN na 1. miejscu w Unii Europejskiej oraz na 17. miejscu w świecie. Deficyt budżetowy w 2005 wyniósł 78 mld euro. Państwo osiągnęło dochody w wysokości 971 mld euro, a wydało 1 049,7 mld euro. Niemcy są obecnie drugim, po Chinach i przed USA, eksporterem na świecie. Wartość eksportu w 2004 wyniosła ponad 731 mld euro. Przewaga eksportu nad importem wyniosła wówczas blisko 160 miliardów euro (tymczasem deficyt handlowy USA w 2003 wyniósł 489 mld $).
Stopa bezrobocia: 7,2 proc. (XII 2008).
Głównym centrum finansowym o światowym znaczeniu jest Frankfurt nad Menem, m.in. siedziba Frankfurckiej Giełdy Papierów Wartościowych (Börse Frankfurt), Deutsche Banku oraz Commerzbanku.
Do końca 2006 r. do byłej NRD przetransferowano w różnej formie około 1100–1250 mld euro. Obecnie na pomoc dla landów wschodnich przeznacza się ok. 4% PKB zachodnich landów. PKB per capita na obszarze b. NRD osiągnął poziom 67,3% poziomu zachodnioniemieckiego, wpływy podatkowe osiągają 45% poziomu zachodniego.

### Rolnictwo

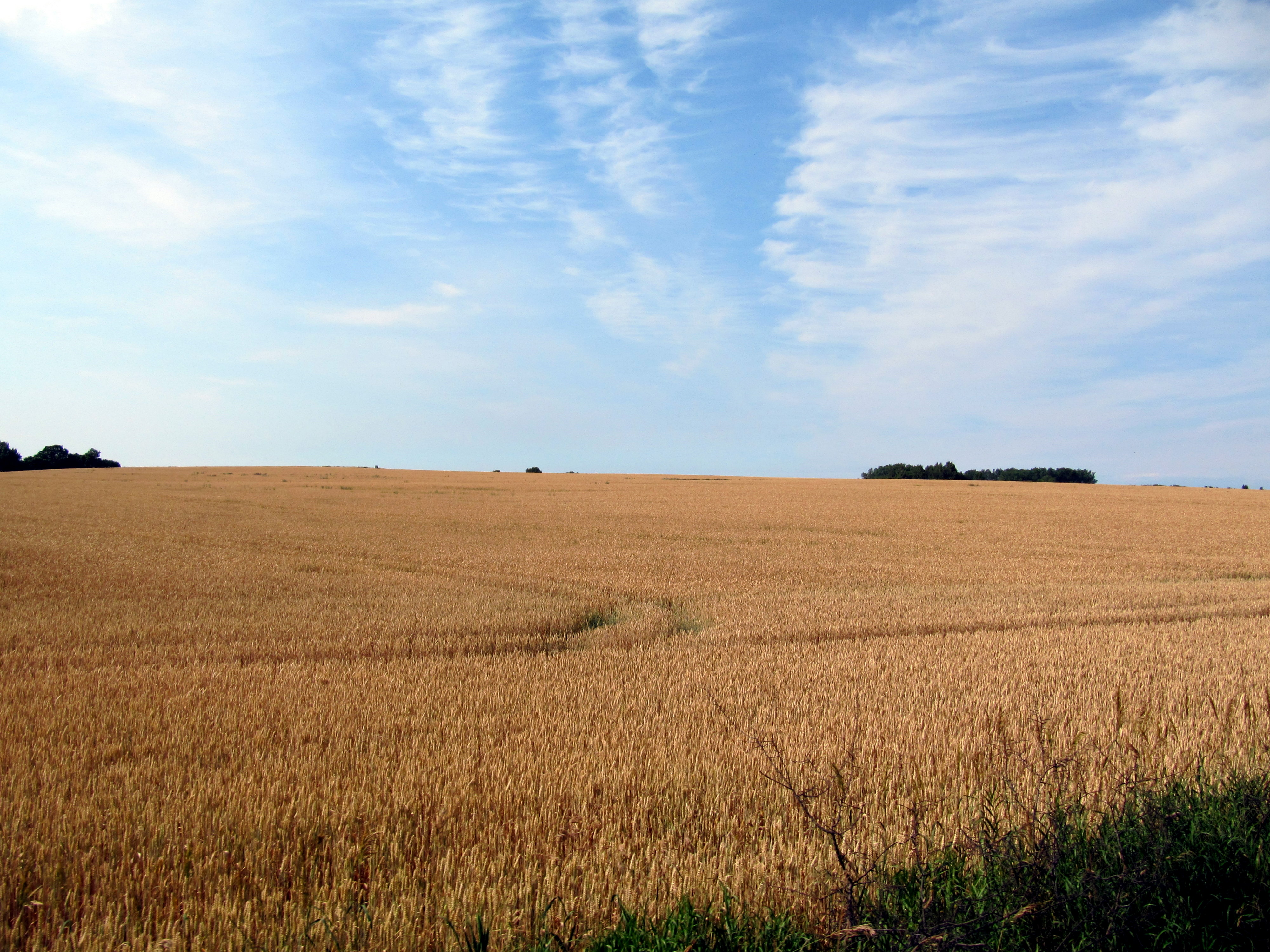
Pole w Meklemburgii

Niemieckie rolnictwo ma charakter intensywny, jest wysoko zmechanizowane i schemizowane. Uprawę utrudniają natomiast słabe gleby i niesprzyjający klimat. W ostatnich latach znacząco zmniejszyła się liczba przedsiębiorstw rolniczych. W latach 1999–2007 liczba ta spadła z 472 tys. do 374 500 (20,6%). Zmniejsza się także liczba zatrudnionych w rolnictwie: w 2007 r. wynosiła ona 1,3 mln, czyli o ok. 12% mniej, niż osiem lat wcześniej. Tereny wykorzystywane rolniczo stanowią przeszło połowę całkowitego obszaru Niemiec. Ich powierzchnia (ok. 17 mln ha) spadła w ostatnich latach o zaledwie 1,2%. Zwiększyła się natomiast średnia powierzchnia gospodarstw rolnych (z 36,3 ha w 1999 do 45,3 ha w 2007).
W Niemczech, w 2008 roku, zebrano 50,1 mln t zbóż, co stanowi ok. 2% ogólnych światowych zbiorów. Bardzo wysokie są ich plony, które wynoszą 71,2 dt/ha, co jest jednym z najwyższych wyników na świecie (po Wielkiej Brytanii, Francji czy Egipcie). Na każdego mieszkańca zbiera się 609 kg zbóż rocznie. Jednym z najważniejszych zbóż uprawianych w Niemczech jest pszenica, której zbiory wynoszą 25,9 mln t, a plony 80,9 dt/ha. Uprawia się ją głównie na Wyżynie Bawarskiej, w Turyngii i Meklemburgii. Niemcy są drugim producentem żyta na świecie (po Rosji), ze zbiorami rzędu 3,7 mln t i plonami osiągającymi 50,8 dt/ha. Uprawia się je w dużych ilościach w Brandenburgii. Co roku zbiera się tam także 11,9 mln t jęczmienia (61 dt/ha) oraz 0,8 t mln owsa (44,2 dt/ha). Marginalne są natomiast uprawy kukurydzy. Niemcy są także czwartym na świecie producentem buraków cukrowych ze zbiorami 23 mln t i plonami 623 dt/ha. Pola buraków cukrowych pojawiają się na terenie całego kraju. Ich duże skupiska znajdują się: na Wyżynie Bawarskiej i w Schwarzwaldzie, a także w Turyngii, Brandenburgii i Westfalii. Mniejsze znaczenie mają uprawy ziemniaków, przynoszące co roku zbiory w wysokości 11,3 mln t oraz plony 438 dt/ha. Ziemniaki hoduje się głównie nad Łabą, na północy kraju. Niemcy odnotowują także duże zbiory rzepaku (5,1 mln t) oraz największe na świecie zbiory chmielu (39,7 tys. t).
Do najważniejszych zwierząt hodowlanych w Niemczech należą trzoda chlewna i bydło. W 2008 r. w niemieckich gospodarstwach przebywało 26,7 mln sztuk trzody chlewnej, co było czwartym wynikiem na świecie. Ich hodowla skupia się w Dolnej Saksonii i Bawarii. Pogłowie bydła wynosi w Niemczech 12,9 mln szt., a największe obszary jego hodowli to Wyżyna Bawarska i tereny na wschód od Hamburga. Co roku w Niemczech produkuje się także 28,6 mln t mleka krowiego, 0,8 mln t jaj kurzych i 7,7 mln t mięsa z uboju.

### Przemysł

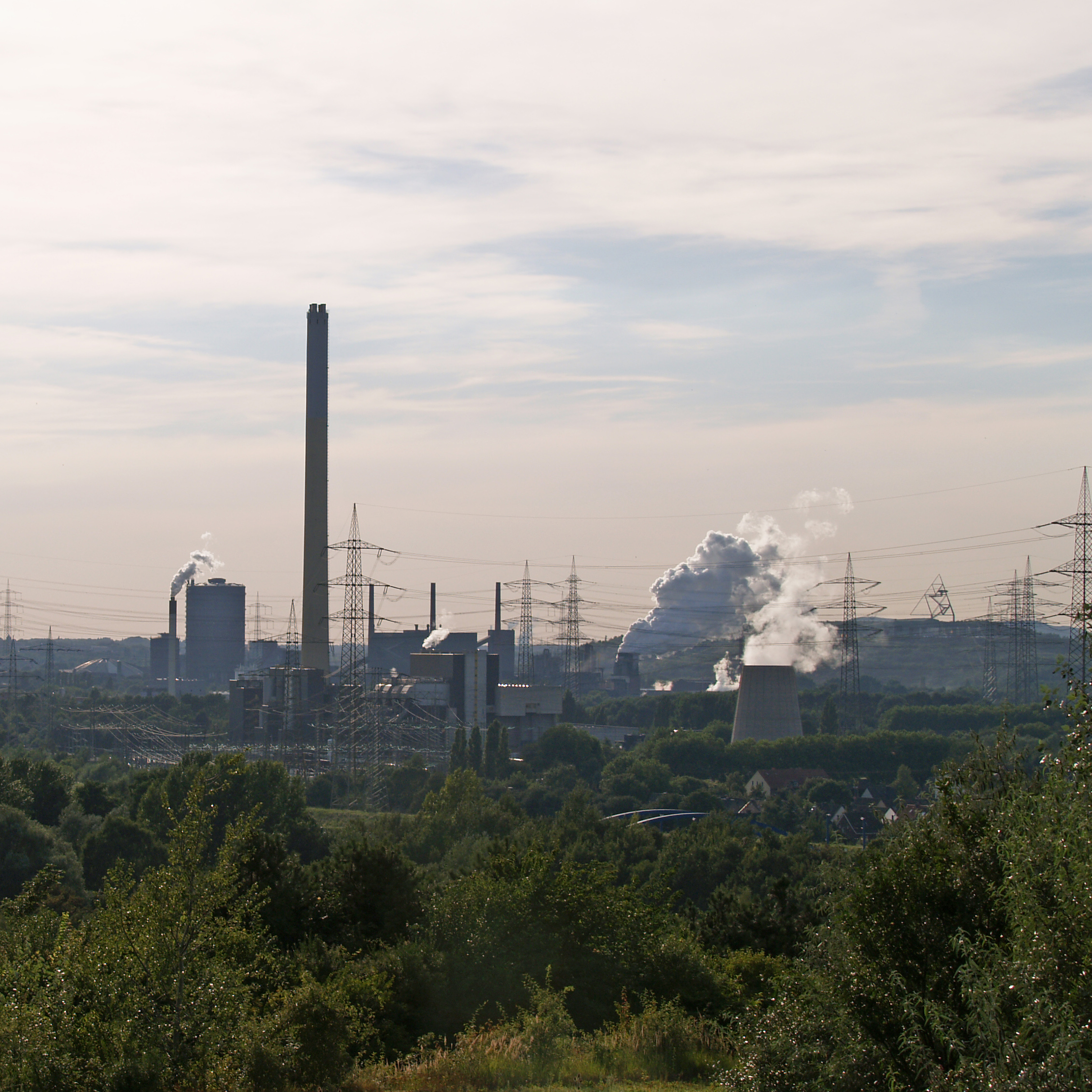
Kopalnia węgla kamiennego Prosper-Haniel

W Niemczech wydobywa się największą na świecie ilość węgla brunatnego. Pochodzi stąd ok. 1/5 światowego wydobycia. Najznaczniejsze złoża znajdują się Nadrenii Północnej-Westfalii, północnej Hesji, okolicach Lipska, Merseburgu i Górnym Palatynacie. Warto jednak zaznaczyć, że w latach 1990–2006 jego wydobycie spadło z 388 mln do zaledwie 173 mln ton. Wiąże się to w dużym stopniu z restrukturyzacją i zamykaniem kopalń. Zjawisko to widoczne jest w większym stopniu w przypadku węgla kamiennego, którego wydobycie w latach 2000–2008 spadło ponad trzykrotnie i dziś wynosi 28 mln ton (ok. 0,5% światowego wydobycia). W latach 50. XX wieku na terenie Niemiec działało ponad 170 kopalń, a w 2005 r. już tylko kilkanaście. Ropa naftowa jest wydobywana w okolicach Hanoweru i w pobliżu granicy z Holandią, natomiast gaz ziemny w Dolnej Saksonii, na wschód od Monachium i w górnej Hesji. Kopalnie uranu działają w Schwarzwaldzie i w okolicach miejscowości Aue. Niemcy są czwartym na świecie producentem soli potasowych, które wydobywa się w okolicach Bleicherode i Halle. Sól kamienną eksploatuje się natomiast w Wirtembergii, Bawarii i na Nizinie Niemieckiej.

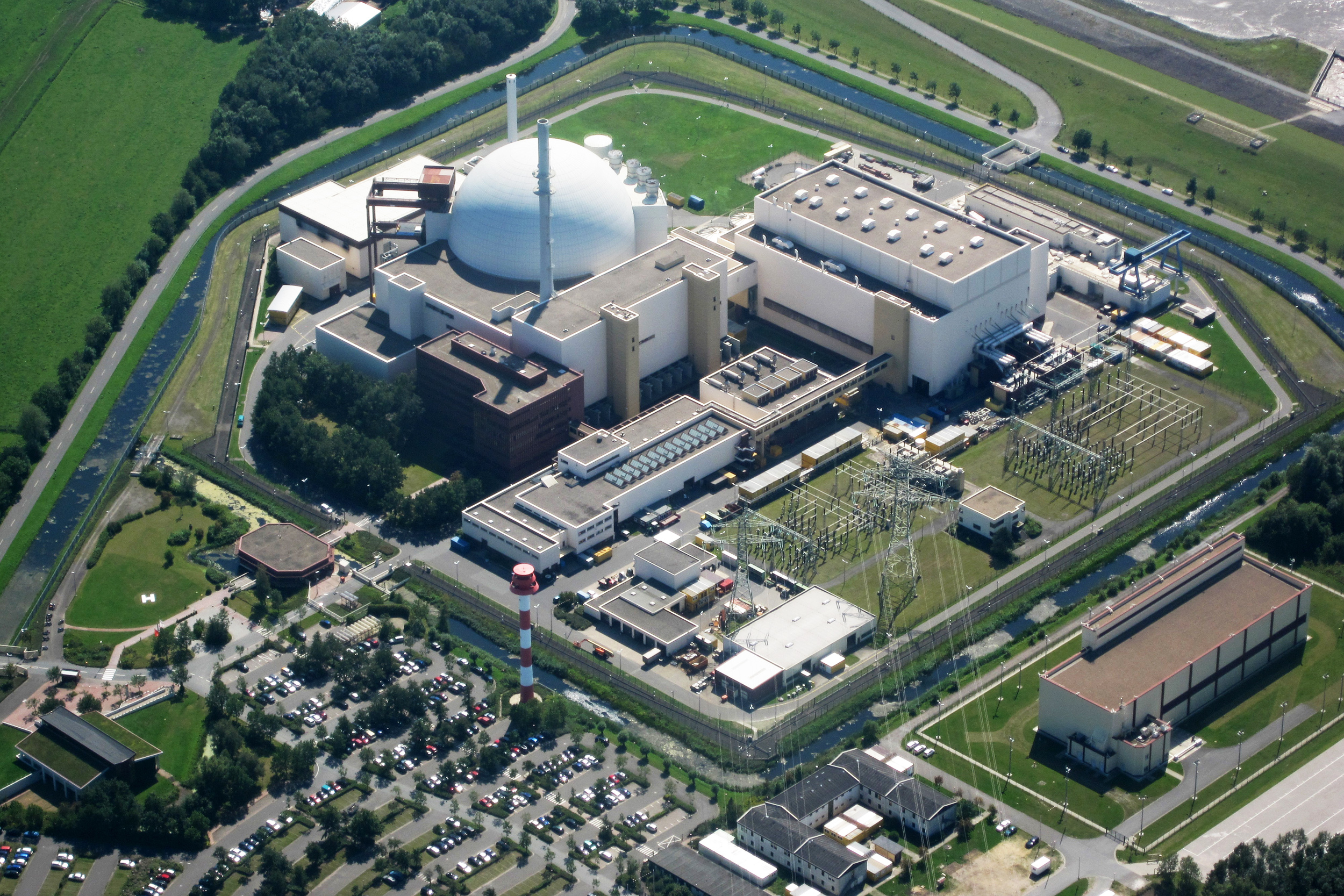
Elektrownia atomowa w Brokdorf

Głównym źródłem energii elektrycznej jest węgiel (brunatny i kamienny), a niemieckie elektrownie cieplne wytwarzają 61,3% energii elektrycznej w kraju. W 2014 po raz pierwszy w historii Niemiec, głównym źródłem energii elektrycznej był mix różnych źródeł odnawialnych – 27,3%, wyprzedzając dotychczasowego lidera – węgiel brunatny. Ze źródeł odnawialnych produkuje się 10,7% energii (27,3% energii elektrycznej), w tym 36,6% z energii wiatru, 22,5% z biomasy, 14,7% z energii wodnej, 21,2% z energii słonecznej i 3,6% z bioodpadów. Węgiel brunatny przeważa w zachodniej i wschodniej części kraju – w Nadrenii Północnej-Westfalii, Brandenburgii i Saksonii, a elektrownie zlokalizowane są w pobliżu kopalni. Elektrownie atomowe dostarczają 18% energii elektrycznej. Niemcy realizują obecnie program transformacji energetycznej „Energiewende” – wyłączenia wszystkich reaktorów jądrowych do końca 2022 r., wycofywania się z pozostałych nieodnawialnych surowców energetycznych i przejścia w całości na mix energii odnawialnych.
Niemieckie hutnictwo jest jednym z najważniejszych w Europie. Największe zakłady koncentrują się głównie w Zagłębiu Ruhry. Ołów wyrabia się w Braubach, Hamburgu, Norymberdze i Freibergu, magnez w Pocking, cynę w Essen, Duisburgu, Hamburgu i Freibergu, aluminium w Rheinfelden, Rheinbergu, Aken i Laucie, a miedź w Hamburgu, Duisburgu, Berlinie, Eisleben i Ilsenburgu. Rafinerie ropy naftowej działają np. w Kolonii, Hamburgu, Bremie, Heiden, Emden, Ingolstadt, Frankfurcie nad Menem, Lipsku, Mannheimie, Essen czy Salzbergen. Największe cementownie zlokalizowane są w Bremie, Beckum, Bernburgu, Paderborn, Neuwied i Osnabrück.
Na północnym zachodzie istnieją duże zakłady chemiczne (w okolicach Kolonii, Leverkusen czy Leuny), a barwniki wyrabia się w Lipsku i Frankfurcie nad Menem. Warto również dodać, że Niemcy są czwartym na świecie producentem nawozów potasowych, z produkcją 3,1 mln ton w 2008 roku. Przemysł maszynowy koncentruje się w Zagłębiu Ruhry, okolicach Hanoweru, Augsburga, Chemnitz, Lipska, Magdeburga czy Mannheim.

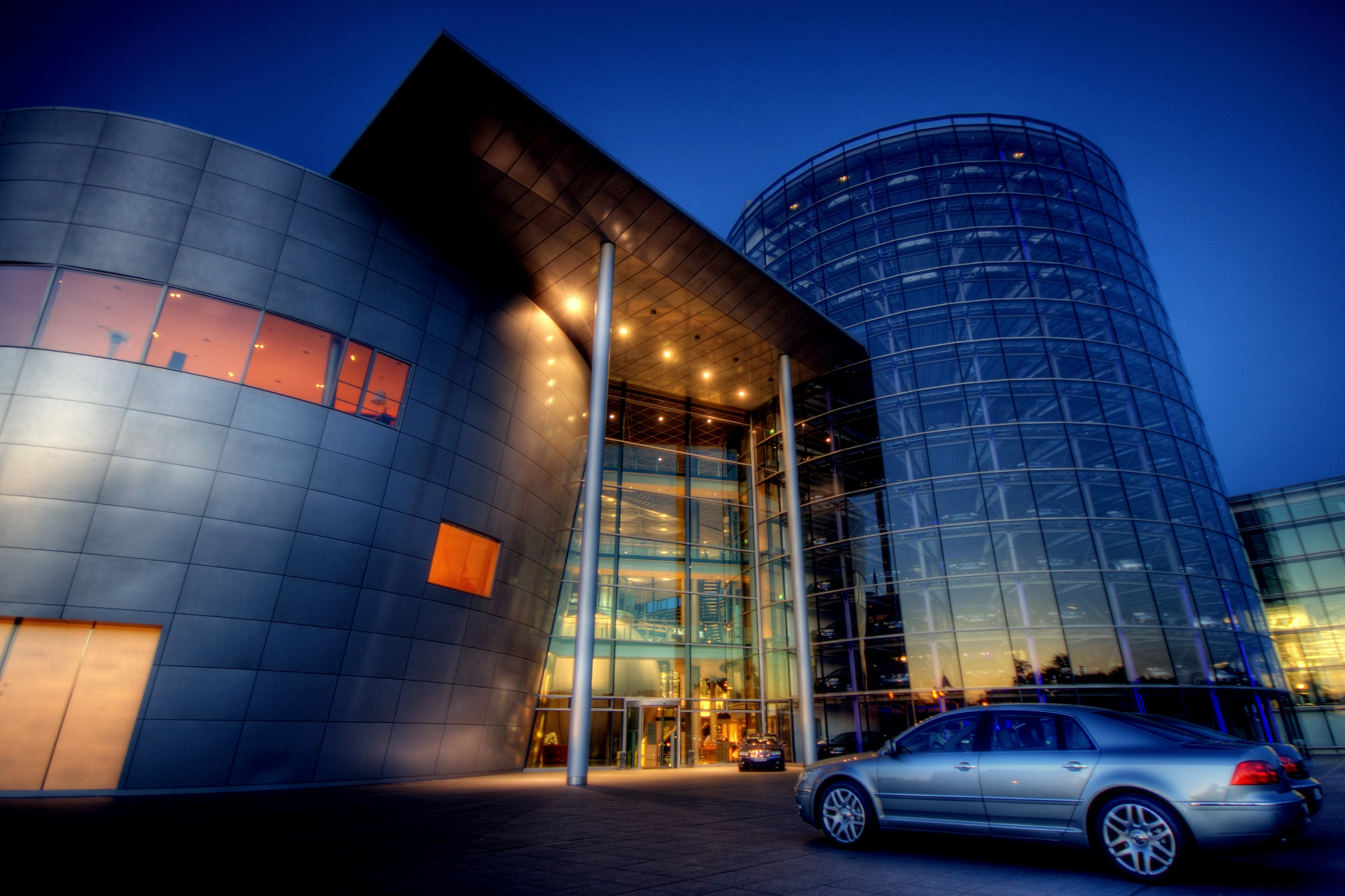
Szklana manufaktura Volkswagena w Dreźnie

Niemcy są znanym na całym świecie producentem pojazdów. Jest to trzecie państwo, po Chinach i Japonii, w produkcji samochodów osobowych (z produkcją 5,3 mln sztuk rocznie), dziewiąte w produkcji samochodów ciężarowych i szóstym w produkcji rowerów. Najważniejszymi niemieckimi producentami samochodów są: Volkswagen (z zakładami w Wolfsburgu, Hanowerze, Ingolstadt, Kassel i Emden), Opel (fabryki w Bochum i Rüsselsheim am Main), Ford (Kolonia), Mercedes-Benz Group (Stuttgart, Sindelfingen, Gaggenau i Mannheim), Audi (Heilbronn i Neckarsulm) oraz BMW (Monachium i Dingolfing). Lokomotywy produkuje się w Berlinie, Monachium, Kassel, Essen czy Düsseldorfie, wagony kolejowe w Kolonii, Berlinie, Duisburgu, Werdau oraz Görlitz, a rowery w Berlinie, Zschopau i Chemnitz. Stocznie zlokalizowano w Hamburgu, Bremie, Emden czy Rostocku.
Do największych niemieckich producentów sprzętu elektronicznego należą Siemens, wyrabiający telefony komórkowe, oraz Grundig, producent telewizorów. Firma Bosch produkuje natomiast sprzęt gospodarstwa domowego. Zakłady przemysłu elektronicznego zlokalizowano np. w Dreźnie, Lipsku, Berlinie, Erfurcie, Radebergu, Weimarze, Stuttgarcie i Monachium. Główne ośrodki mechaniki precyzyjnej to Oberkochen, Berlin, Monachium, Böblingen, Getynga, Kempten, Jena, Drezno, Lipsk i Freiberg, a w przemyśle tekstylnym dominują Bonn, Akwizgran, Bielefeld, Münster, Osnabrück, Lipsk, Żytawa, Augsburg i Kempten. Zakłady przemysłu gumowego zlokalizowano m.in.: w Kolonii, Akwizgranie, Mannheimie, Frankfurcie nad Menem, Offenbach am Main, Berlinie, Lipsku czy Monachium. Ośrodki przemysłu szklarskiego to Zagłębie Ruhry, Zagłębie Saary oraz Turyngia.

### Problemy gospodarcze
Mniej zadowalająco kształtuje się niemieckie zadłużenie, które osiągnęło w styczniu 2006 nowy rekordowy stan: 1,49 biliona euro = ok. 5,81 biliona PLN, co odpowiada ok. 18 tys. € = ok. 70 tys. PLN na głowę mieszkańca. Do tego dochodzą przewidywane zobowiązania państwa względem przechodzących na emeryturę pracowników sfery budżetowej w randze urzędnika, które płacone są bezpośrednio z budżetu, a nie przez ubezpieczenie emerytalne i do 2012 sumują się na kolejne 4 do 5 bilionów euro (źródło: niem. Bund der Steuerzahler). Od początku istnienia RFN wszystkie jej budżety były z deficytem. Jednak od 2009 roku Niemcy planują zmniejszać swój dług narodowy w relacji do PKB. Obecne zadłużenie Niemiec odpowiada około 110% PKB, podczas gdy kwotowo wyższe zadłużenie Stanów Zjednoczonych wynosi 10 bilionów dolarów (stan na 2009 r.) i również kwotowo wyższe zadłużenie Japonii 160% (ok. 7 bln dolarów), w odniesieniu do PKB niemiecki dług jest porównywalny do większości państw wysoko rozwiniętych. Zadłużenie i związane z nim odsetki, rosnące koszty systemu opieki zdrowotnej i emerytalnego, jak również bezrobocie (ok. 3,37 mln bezrobotnych), stanowią poważny problem finansowy i tym samym gospodarczy. Niemcy nie dotrzymywali od kilku lat, podpisanych w Maastricht, kryteriów konwergencji (dotyczących stabilności euro). Dla ratowania finansów państwa przeprowadza się od lat cięcia w systemach ubezpieczeń społecznych, co jednak tylko w nieznacznym stopniu poprawiło sytuację.
W 2006 roku Niemcy po raz pierwszy od paru lat dotrzymali kryteria z Maastricht. W 2006 roku nastąpiła wyraźna poprawa sytuacji gospodarczej. Wzrost gospodarczy prognozowany na początku roku na 1% wyniósł ostatecznie 2,7%.
Liczba zatrudnionych w niemieckim przemyśle wykazuje od lat tendencję spadkową. Każdego dnia z Niemiec przenosi się ok. 1500 miejsc pracy (ok. 500 000 rocznie) do państw Europy Wschodniej i Azji. Mimo to przemysł wnosi ok. 30% do PKB, a jego podstawową gałęzią jest motoryzacja i związane z nią branże. Od podpisania protokołu w Kioto, podejmuje się starania dla zmniejszenia emisji dwutlenku węgla do atmosfery, choć w 2002 roku przyjęto ustawę o stopniowej likwidacji elektrowni jądrowych. Jednakże już po kilku latach, w 2009 roku rozpoczęto proces uchylania tej ustawy, a w 2010 r. rząd federalny pod naciskiem społeczeństwa wydłużył okres eksploatacji bloków jądrowych z 32 do 60 lat.
Gospodarka niemiecka silnie odczuła światowy kryzys finansowy. W lutym 2009 odnotowano spadek produkcji przemysłowej w ujęciu rocznym o 20,6%. Był to szósty kolejny miesięczny spadek (w stosunku do stycznia 2009 o 2,7%).

### Transport

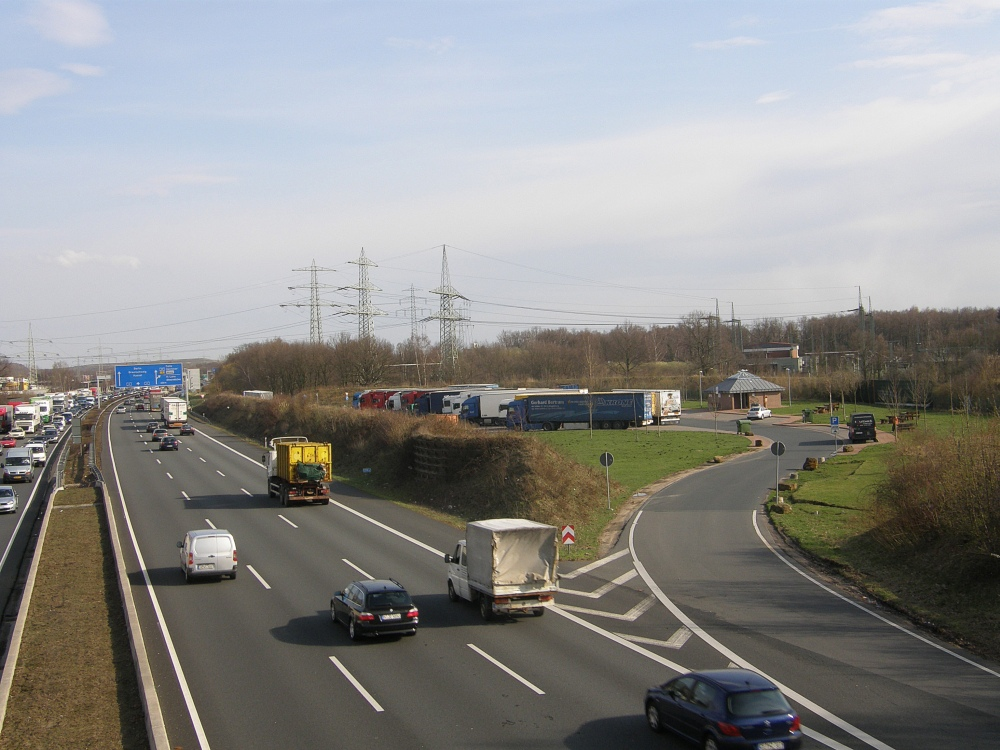
Międzynarodowa droga nr E30 (Autostrada A2) w okolicach Hanoweru

W Niemczech istnieje bardzo gęsta sieć transportowa. W sumie, na terenie państwa znajduje się 644 480 km dróg, w tym ok. 13 000 km autostrad, co stawia Niemcy na 11. miejscu na świecie, trzecim w Europie i drugim w Unii Europejskiej (po Hiszpanii).

#### Transport drogowy
Ze względu na dużą liczbę samochodów ciężarowych, na wielu niemieckich autostradach i drogach ekspresowych wprowadzono opłaty za przejazd samochodów mających powyżej 12 ton, a w dużych miastach, takich jak Berlin, Stuttgart, Monachium, Hanower czy miejscowościach Zagłębia Ruhry zakazano wjazdu do centrum samochodom bez nalepki, świadczącej o niskiej emisji spalin. Na 70% z niemieckich autostrad nie obowiązują limity prędkości. Największe zagęszczenie autostrad występuje na zachodzie kraju, w Zagłębiu Ruhry i okolicach Frankfurtu nad Menem.

#### Transport kolejowy

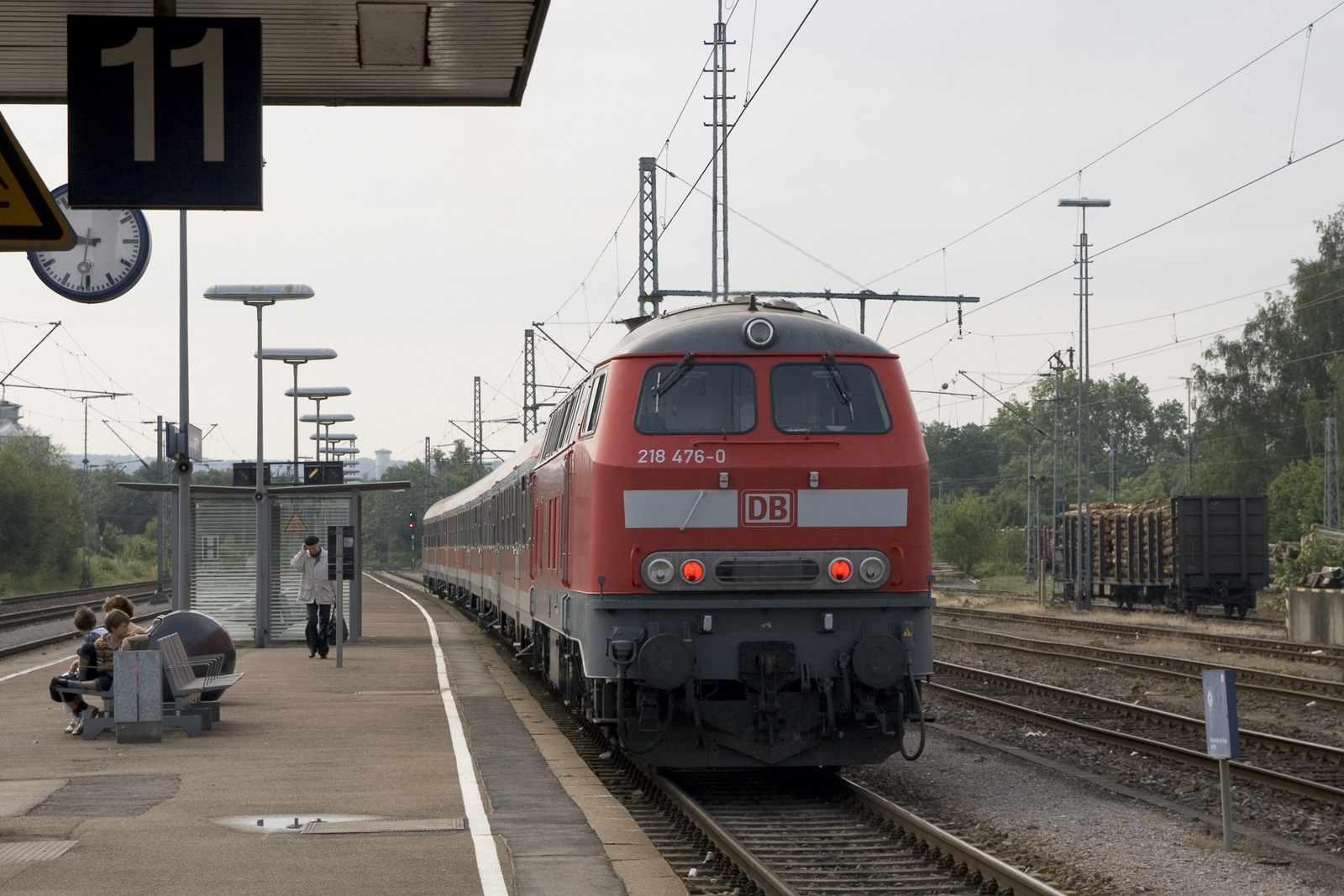
Niemiecki pociąg wjeżdża na stację

W Niemczech istnieje 41 981 km linii kolejowych, z czego około 20 000 jest zelektryfikowanych. Pod względem długości linii kolejowych, Niemcy są szóstym państwem na świecie i drugim, po Rosji, w Europie. W użyciu pozostaje ponad 33 000 km, na których znajduje się przeszło 66 000 skrzyżowań i zwrotnic, ponad 27 000 wiaduktów i prawie 800 tuneli. Niemieckie miasta mają wiele połączeń międzynarodowych. Największym ośrodkiem pod tym względem jest Frankfurt nad Menem, posiadający połączenia z Belgią, Francją, Wielką Brytanią, Irlandią, Szwajcarią, Holandią oraz Austrią. Do Berlina docierają natomiast pociągi z Polski, Szwecji, Danii oraz Holandii. Niemieckie koleje są zarządzane przez koncern Deutsche Bahn. Należy do niego ok. 5700 dworców, a spółka zatrudnia przeszło 250 000 pracowników. Co roku jej pociągami podróżuje się 1,98 miliarda razy, a każdego dnia koleje osobowe wykonują ok. 26 700 przejazdów, przy 5100 przejazdów pociągów towarowych.

#### Transport lotniczy

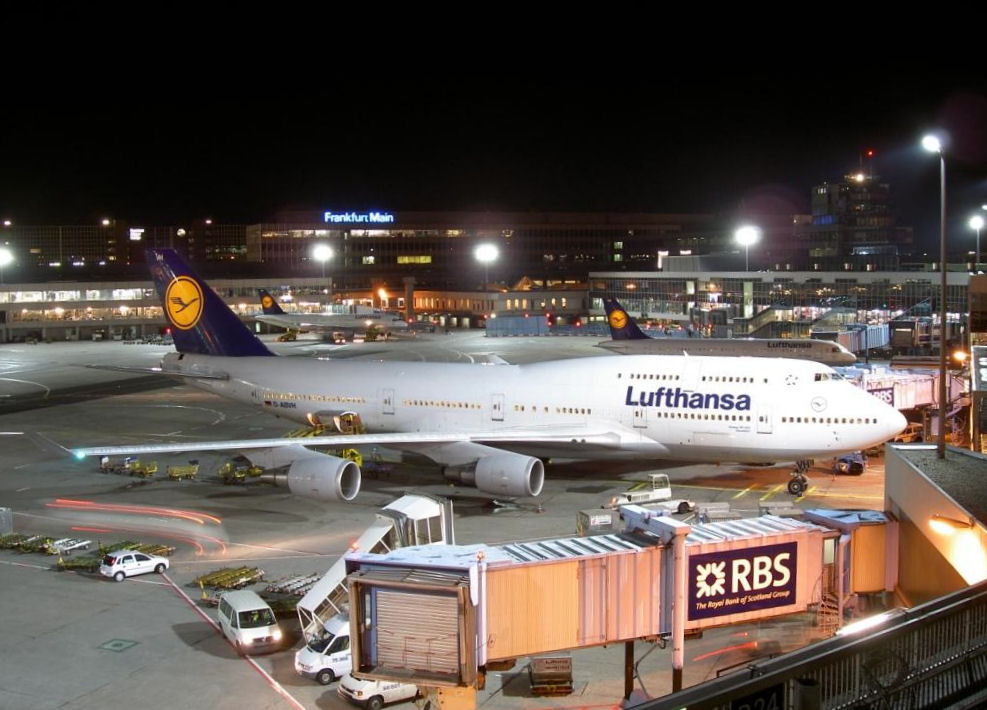
Port lotniczy Frankfurt

W 2023 roku największą linią lotniczą w Niemczech była Lufthansa Group.
W 2010 roku w Niemczech funkcjonowało 541 lotnisk, co było wynikiem trzynastym na świecie i drugim, po Rosji, w Europie. 322 z nich ma utwardzoną nawierzchnię pasów startowych. Na terenie kraju działają także 22 heliporty. Największym niemieckim lotniskiem jest port lotniczy we Frankfurcie, który w 2012 r. obsłużył ponad 57 mln pasażerów, co jest jedenastym wynikiem na świecie i trzecim, po londyńskim Heathrow i paryskim lotnisku Charles’a de Gaulle’a, w Europie. Inne lotniska, obsługujące powyżej miliona pasażerów rocznie, znajdują się w Berlinie, Bremie, Dortmundzie, Dreźnie, Düsseldorfie, Hamburgu, Hanowerze, Karlsruhe, Kolonii (Bonn), Lipsku, Monachium, Münster, Norymberdze, Stuttgarcie oraz Weeze.

#### Transport wodny
Na niemieckich rzekach i kanałach wyznaczono ponad 7000 km szlaków wodnych, co jest wynikiem dziewiętnastym na świecie i czwartym w Europie. Główne porty znajdują się w Bremie, Bremerhaven, Duisburgu, Hamburgu, Karlsruhe, Lubece, Neuss oraz Rostocku. W skład niemieckiej floty handlowej wchodzi ok. 430 statków, w tym dwa barkowce, dwa masowce, 51 frachtowców, 15 chemikaliowców, 298 kontenerowców, 6 gazowców, 4 statków pasażerskich, 24 frachtowców pasażerskich, 10 tankowców, 3 chłodniowce oraz 6 Ro-ro. W Niemczech zarejestrowanych jest także sześć zagranicznych statków – trzy fińskie, jeden holenderski oraz dwa szwajcarskie. Niemcy mają natomiast prawie 3500 statków zarejestrowanych w innych państwach, głównie taniej bandery, np. 1094 w Antigui i Barbudzie, 30 na Bahamach, 14 na Bermudach, 192 na Cyprze, 123 na Gibraltarze, 1185 w Liberii, 135 na Malcie, 248 na Wyspach Marshalla, ale też np. w Australii, Holandii, Wielkiej Brytanii, Portugalii czy Luksemburgu.

## Turystyka

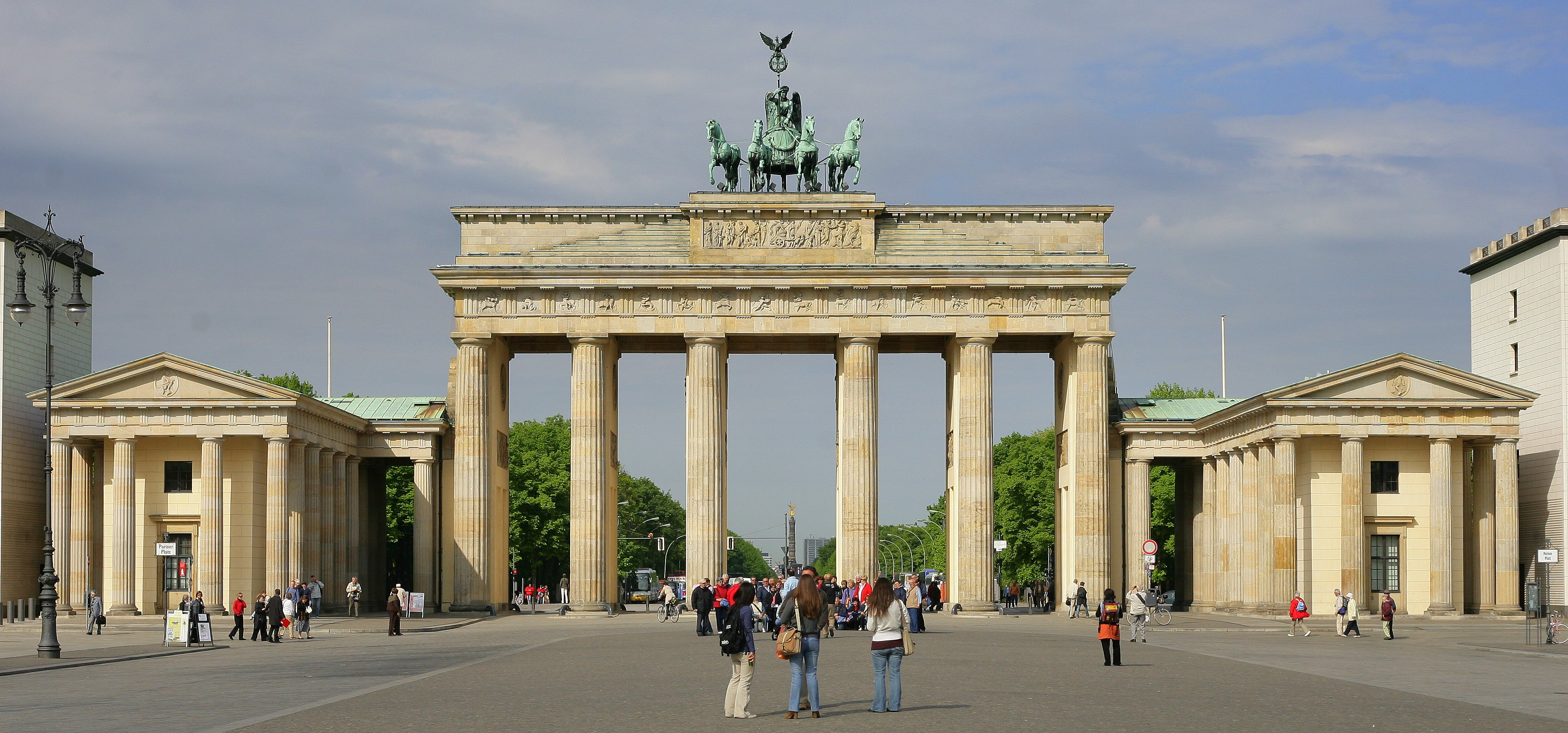
Brama Brandenburska w Berlinie, jeden z symboli Niemiec

Niemcy są siódmym na świecie państwem pod względem liczby przyjazdów z zagranicy; w 2015 roku kraj ten odwiedziło 34,972 mln turystów (6% więcej niż w roku poprzednim). Pod względem przychodów z turystyki w 2015 Niemcy zajęły ósme miejsce na świecie z wynikiem 36,867 mld dolarów.
Największym zainteresowaniem turystów cieszy się Bawaria, w której w 2011 r. nocowano 81 milionów razy. Na kolejnych miejscach plasują się Badenia-Wirtembergia, Nadrenia Północna-Westfalia, Dolna Saksonia oraz Hesja.
Najczęściej odwiedzanym przez turystów miastem jest Berlin. Jednym z jego najbardziej charakterystycznych zabytków jest Brama Brandenburska z końca XVIII w., która w okresie zimnej wojny, wraz z Murem Berlińskim, tworzyła granicę między wschodnią a zachodnia częścią miasta. Budowla jest zbudowana w stylu klasycystycznym i stanowi obecnie symbol Zjednoczenia Niemiec w 1989 r. W rozległym parku Tiergarten znajduje się natomiast kolumna Siegessäule, upamiętniająca zwycięstwo Prus w wojnie z Danią w 1864 r. Ma ona 35 ton i 8,3 metra wysokości, a u jej szczytu widnieje brązowa figura Nike, bogini zwycięstwa.

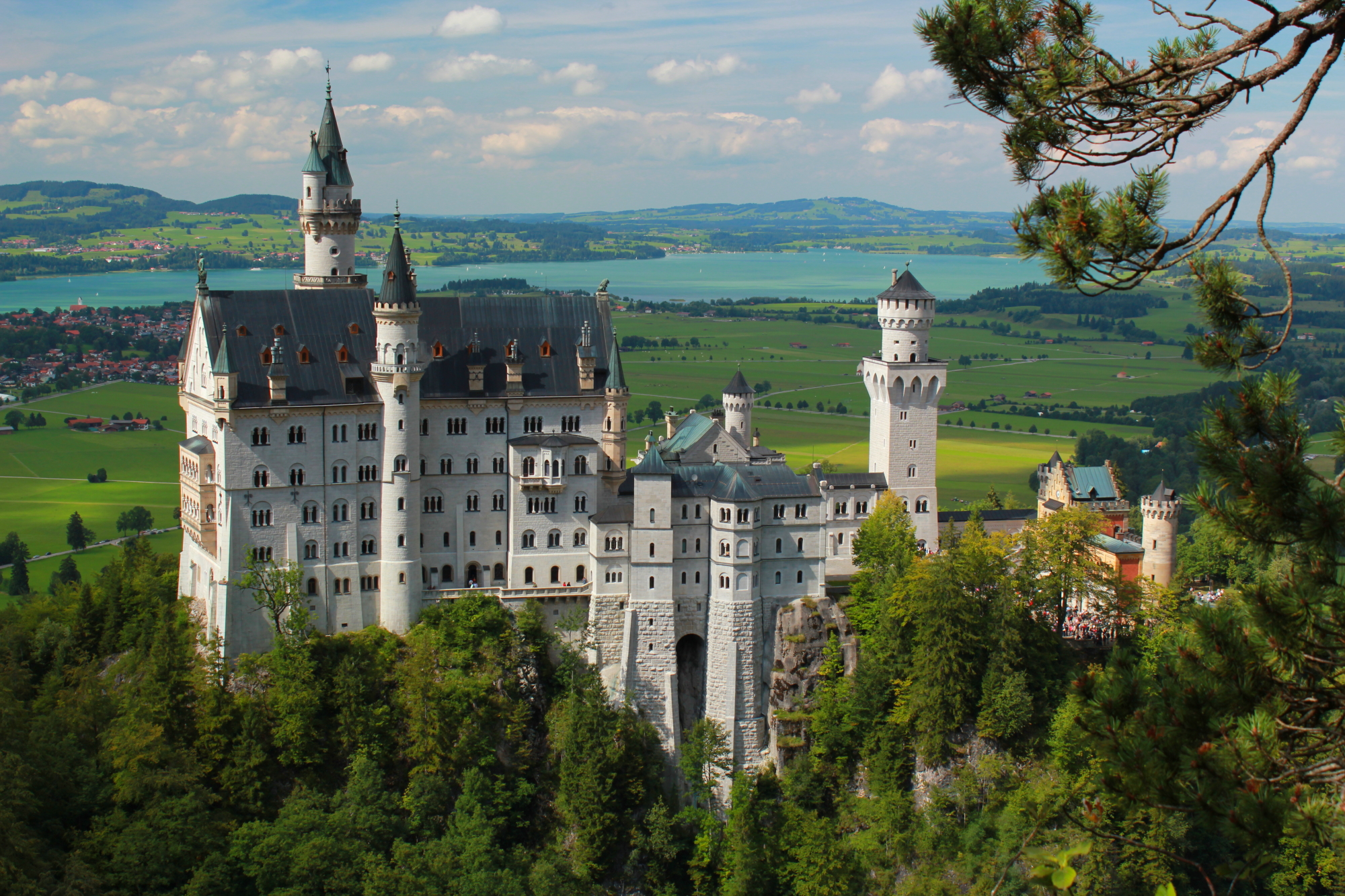
Zamek Neuschwanstein

W Niemczech istnieje wiele zamków i pałaców, z których wiele poddano w ostatnich dziesięcioleciach renowacji. Jednym z najsłynniejszych obiektów jest kompleks pałaców i ogrodów w Poczdamie. Na ponad 500 ha znajduje się tutaj około 150 zabytkowych budowli, powstałych głównie w latach 1730–1916. Duże skupisko zamków i pałaców znajduje się również w Saksonii, w pobliżu Drezna. W centrum stolicy kraju związkowego znajduje się znany zespół architektoniczny Zwinger, a wokół miasta rozrzucone jest wiele innych budowli, np. pałac w Pillnitz, Pałac Moritzburg, zamek w Miśni czy Twierdza Königstein. W Bawarii położony jest natomiast słynny zamek Neuschwanstein, a także długi na ponad kilometr Zamek Burghausen. W okolicach Hanoweru zlokalizowane są pałac w Bückeburg, zamek Marienburg, pałac w Corvey, a także w Celle. Na północy kraju zamków jest mniej, a najbardziej znane z nich to: zamek w Plön, zamek i park w Eutin oraz zamek w Schwerinie. W Niemczech działa również ok. 4000 muzeów.
Niemcy dysponują także dużą liczbą parków rozrywki. Największym z nich jest Europa-Park, o powierzchni 90 hektarów. Poza tym, znajdują się tu także: Legoland w Günzburgu, Phantasialand w Brühl, Heide-Park w Soltau czy Hansa Park w Sierksdorf. Ponadto w Niemczech założono kilkaset ogrodów zoologicznych, z których największe znajdują się w Berlinie, Monachium, Hamburgu, Stuttgarcie, Kolonii, Lipsku, Frankfurcie nad Menem oraz Norymberdze.

### Szlaki turystyczne

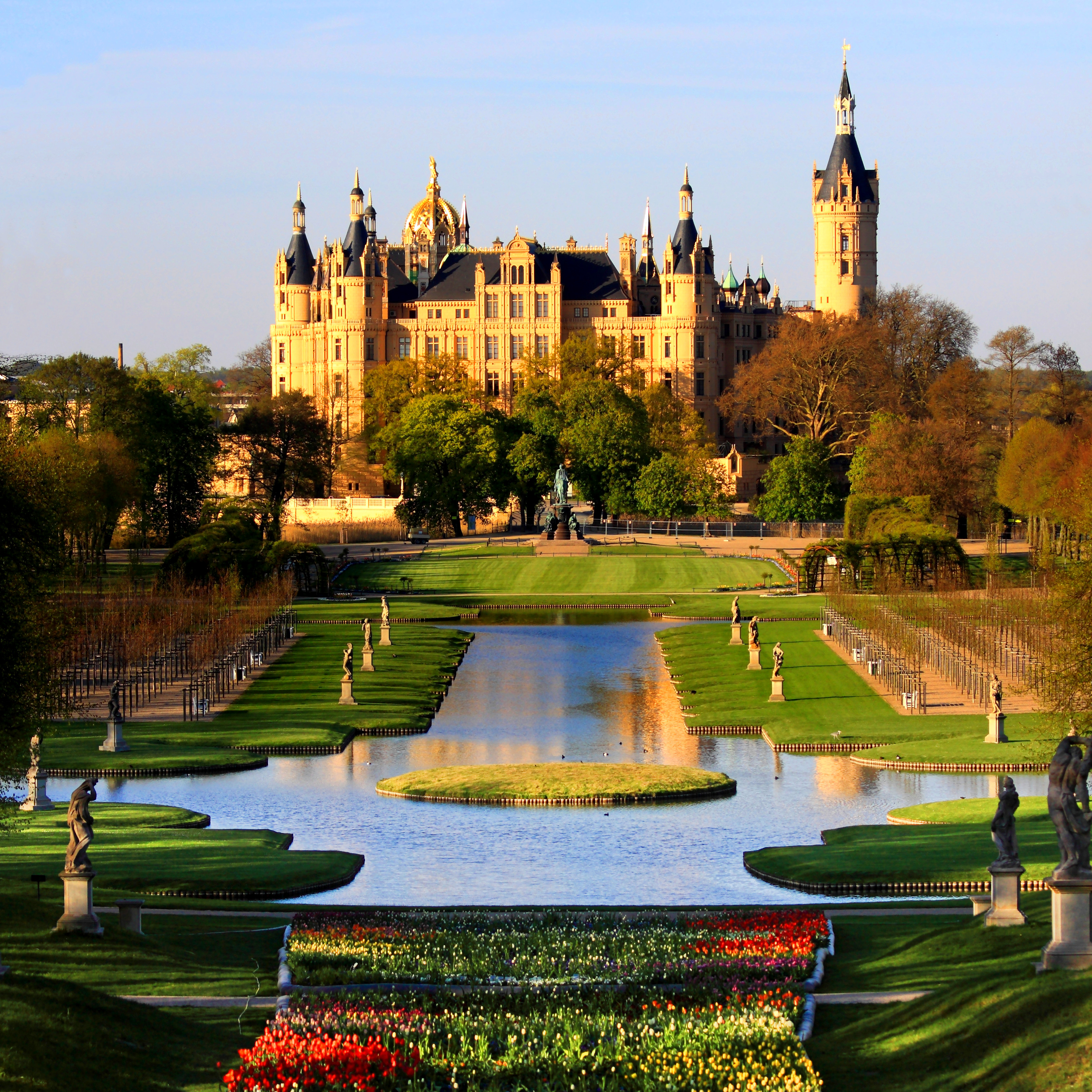
Zamek w Schwerinie, Meklemburgia

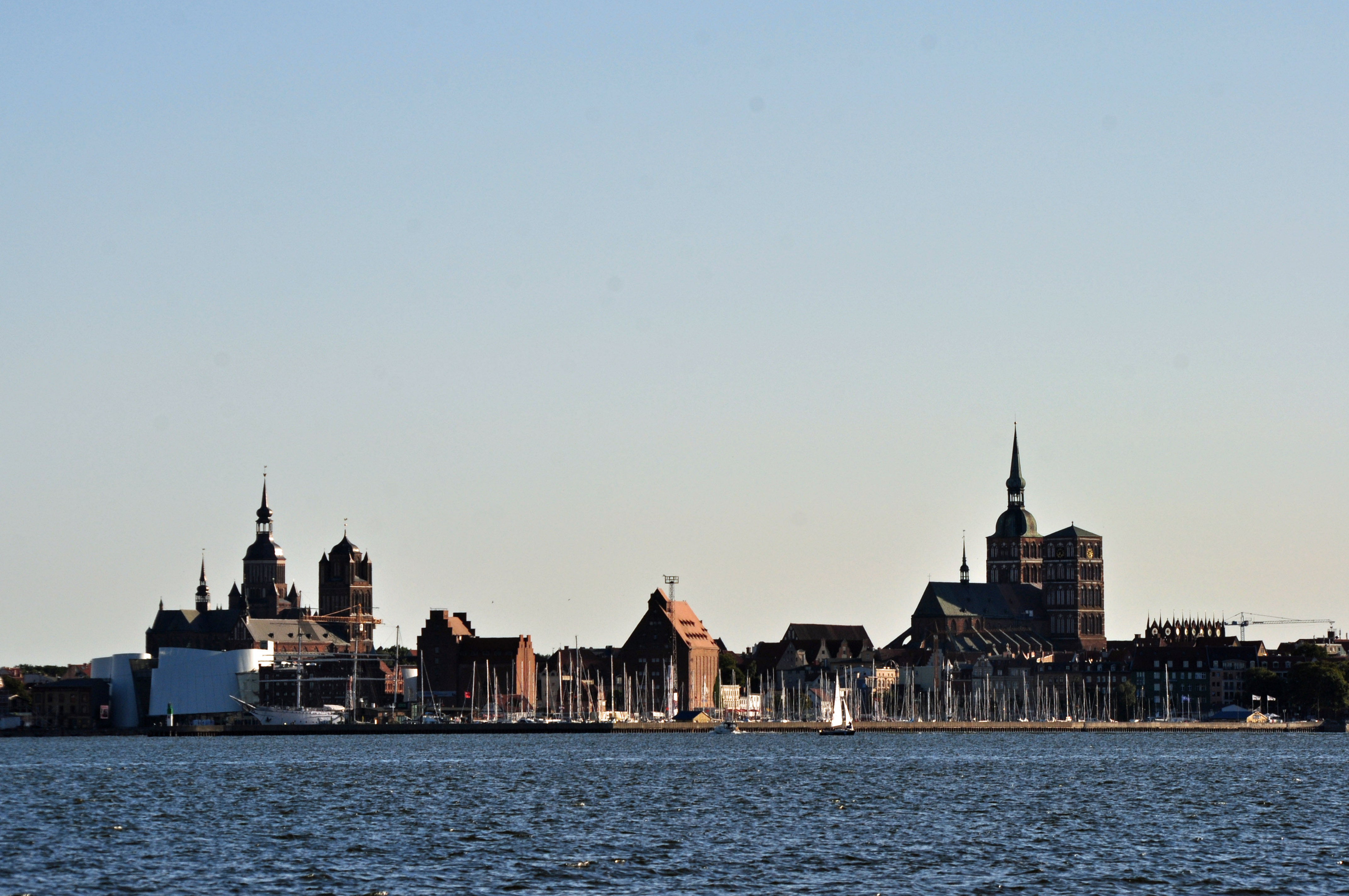
Stralsund widziany z Rugii

W Niemczech istnieje gęsta sieć szlaków turystycznych, które zlokalizowano nie tylko na terenach atrakcyjnych pod względem przyrodniczym, ale także w miastach i terenach zabudowanych. Wśród nich znajdują się:
- Szlak Marchii Wkrzańskiej (Märkischer Landweg) o długości ok. 220 km – szlak prowadzący od Feldberg do Mescherin w Brandenburgii. Biegnie on po terenach podmokłych z dużą liczbą jezior polodowcowych oraz niewielkich wzniesień. Przecina także Park Narodowy Doliny Dolnej Odry[171].
- Międzynarodowy szlak rowerowy Odra – Nysa – umożliwiający zwiedzanie terenów przygranicznych wzdłuż Nysy Łużyckiej i Odry od Gór Izerskich w Czechach do Ahlbeck (Heringsdorf) na wyspie Uznam na zachód od Świnoujścia. Na trasie o długości 630 km znajdują się obszary ochrony przyrody, np. Park Narodowy Doliny Dolnej Odry i Naturpark Am Stettiner Haff oraz następujące miasta Jablonec nad Nysą, Görlitz, Mużaków, Frankfurt nad Odrą, Schwedt/Oder, Penkun, Ueckermünde, Anklam oraz Usedom. Do największych atrakcji należą Park Mużakowski (UNESCO), zabytki we Frankfurcie nad Odrą, zamek w Penkun, starówka z przystanią i Zamek Książąt Pomorskich w Ueckermünde i Muzeum Otto Lilienthala w Anklam. Szlak przebiega w niewielkim oddaleniu od polskich miejscowości turystycznych, m.in. Zgorzelca, Łęknicy, Gubina, Kostrzyna nad Odrą, Cedyni, Gozdowic, Gryfina, Szczecina, Polic, Węgornika, Nowego Warpna oraz Świnoujścia. W okolicy Zalewu Szczecińskiego na Pomorzu łączy się z Międzynarodowym szlakiem rowerowym wokół Zalewu Szczecińskiego R-66[172].
- Szlak 66 Jezior (66-Seen-Wanderweg) o długości 416 km, prowadzący dookoła Berlina, rozpoczynający się i kończący w Poczdamie. Podczas wędrówki trasą, podróżujący przemierzają fragment kompleksu parkowo-pałacowego w Poczdamie, a także tereny leśne i rolnicze z licznymi jeziorami, zarówno sztucznymi, jak i naturalnymi[173].
- Szlak Zamków (Burgenwanderweg) o długości 147 km, mający kształt pętli, a jego początek, jak i koniec może zostać wyznaczony w jej dowolnym miejscu. Wiedzie głównie przez tereny leśne, łącząc trzy zamki: Eisenhardt w Bad Belzig, Rabenstein oraz Ziesar, a także pałac Wiesenburg. W całości leży ona w Brandenburgii, na południowy zachód od Berlina[174].
- Szlak Hermanna (Hermannsweg) o długości 156 km, łączący Rheine i Horn-Bad Meinberg w Nadrenii Północnej-Westfalii. Na szlaku rozmieszczone są liczne atrakcje, takie jak długa na cztery kilometry piaskowcowa formacja skalna, Dörenther Klippen, ruiny zamkowe w Tecklenburgu, pałac w Bad Iburg, a także zamek Ravensberg[175].
- Szlak Hunów (Hünenweg) o długości 208 km, rozpoczynający się w Osnabrück, a kończący w Papenburgu. Swoją nazwę wziął od znajdujących się na jego trasie megalitycznych grobowców Hunów, liczących ok. 4000 lat. Prowadzi głównie terenami rolniczymi z dużą liczbą miast i wsi[176].
- Szlak Młynów (Mühlensteig) o długości 60 km, prowadzący leśnymi drogami na obrzeżach miast w Nadrenii Północnej-Westfalii. Krajobraz ma tutaj górzysty charakter, a na trasie zlokalizowanych jest dziewięć zabytkowych młynów i wiatraków różnego typu[177].
- Eggeweg o długości 70 km, prowadzący w dużej części przez lasy, poza miastami i innymi terenami zabudowanymi. Wiedzie wzniesieniami stosunkowo niskiego pasma górskiego Eggegebirge (najwyższy szczyt – Preußischer Velmerstot – 468 m n.p.m.)[178].
- Rothaarsteig o długości 154 km, przemierzający pasmo górskie Rothaargebirge pomiędzy Brilon w Nadrenii Północnej-Westfalii, a Dillenburgiem w Hesji. Z wielu miejsc rozciągają się widoki na liczne doliny[179].
- Winterberger Hochtour o długości 82 km, biegnący przez zachodnią Nadrenię Północną-Westfalię, przez liczne szczyty górskie. Przecina po drodze osiem dolin i dociera do 18 punktów widokowych[180].
- oraz projektowany Szlak wodny Berlin – Szczecin – Bałtyk – najkrótsza wodna droga z Berlina do Bałtyku – kanałami śródlądowymi Odra-Hawela i Finow do Odry i Zalewu Szczecińskiego.

### Turyści niemieccy
Niemcy najchętniej spędzają wakacje we własnym kraju. Wśród kierunków zagranicznych prym wiedzie Hiszpania; Polska jest na 10. miejscu.

## Oświata

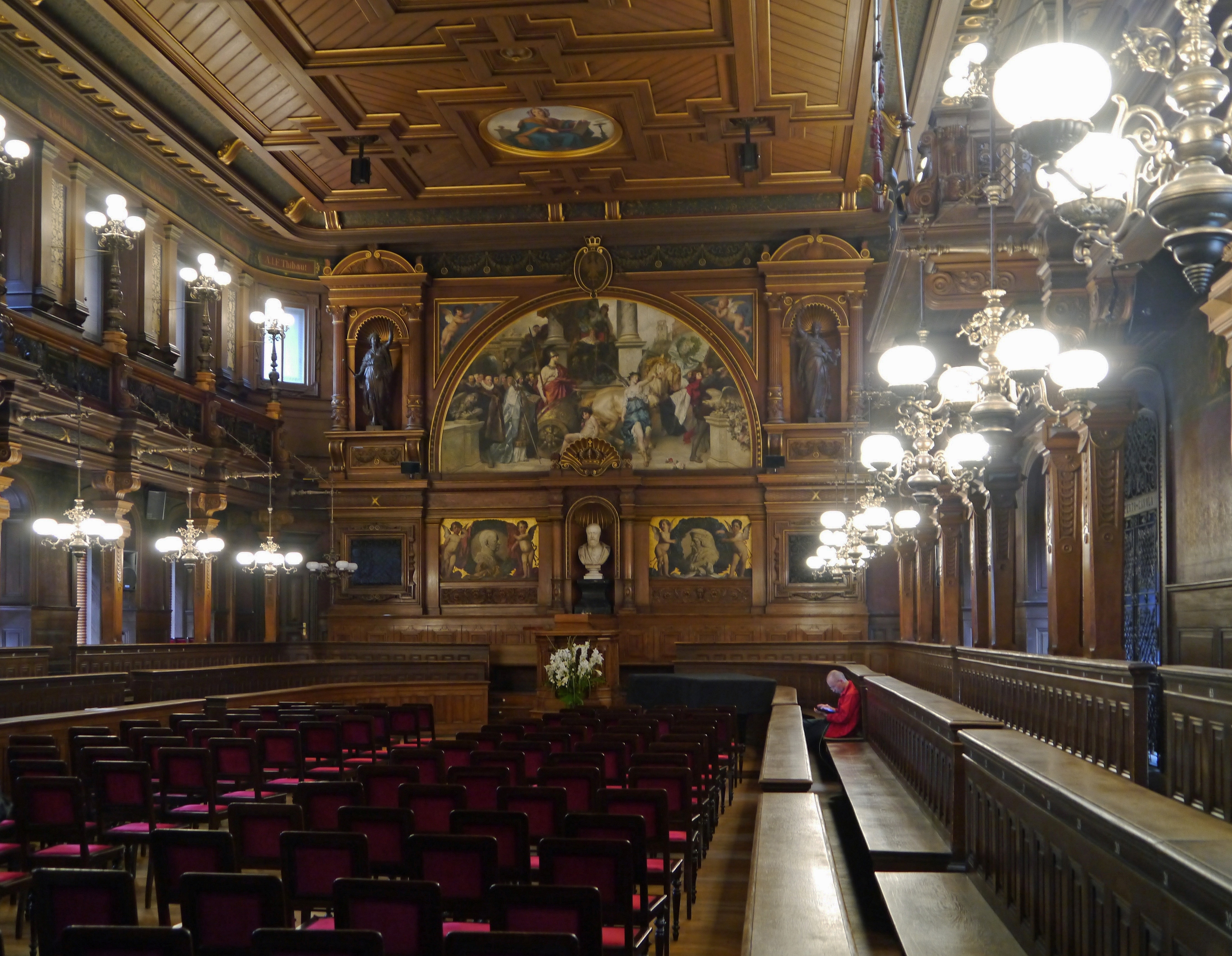
Uniwersytet w Heidelbergu

Ponad 99% Niemców powyżej 15. roku życia potrafi czytać i pisać. Za nadzór nad oświatą odpowiadają w Niemczech rządy poszczególnych krajów związkowych. Od lat 60. XX wieku ruch reform doprowadził do scalenia edukacji w Gesamtschule, a w późniejszych latach wiele landów wprowadziło dwu- lub trzystopniowy system edukacji.
Edukacja w przedszkolu jest dostępna dla wszystkich dzieci w wieku od trzech do sześciu lat, po czym przez następne dziewięć lat mają one obowiązek uczęszczania do szkoły. Podstawowe kształcenie trwa zazwyczaj od czterech do sześciu lat. Szkoły średnie są natomiast podzielone na trzy typy, różniące się pod względem stopnia zaawansowania w nauce ich wychowanków. Gimnazjum kształci najzdolniejszych uczniów i przygotowuje ich do nauki na studiach, Realschule naucza młodzież o średniej wiedzy (jest to ostatnie sześć lat ich nauki), a do Hauptschule uczęszczają uczniowie, których wyniki w nauce są najsłabsze (jest to przygotowanie do wykonywania zawodu).
Podstawowym kryterium, wymaganym do przyjęcia na studia, jest matura (Abitur), norma kwalifikacyjna, uzyskiwana na podstawie wyników w ostatnich latach nauki oraz końcowych egzaminów, ale obowiązuje także duża liczba wyjątków i dokładniejszych norm, zależnych od kraju związkowego, uniwersytetu lub przedmiotu. W czołowej setce Akademickiego Rankingu Uniwersytetów Świata znajdują się trzy uniwersytety niemieckie. Są to: Uniwersytet Ludwika i Maksymiliana w Monachium, Uniwersytet we Fryburgu oraz Uniwersytet w Heidelbergu. Na dalszych miejscach znajdują się uniwersytety w Bonn, Frankfurcie, Getyndze, Münsterze, Hamburgu. W sumie 38 uniwersytetów jest sklasyfikowanych w czołowej pięćsetce rankingu. Większość niemieckich uniwersytetów ma charakter publiczny. Pobierają one czesne w wysokości ok. 60 € od studenta na semestr (do 500 € w Dolnej Saksonii). Edukacja uniwersytecka w Niemczech jest otwarta na większość obywateli i w coraz większym stopniu powszechna.
Najstarszym uniwersytetem w Niemczech jest uczelnia w Heidelbergu, która powstała w 1368 r. Następnie powstały uniwersytety w Lipsku (1409), Rostocku (1419), Fryburgu (1457), Monachium (1472) oraz Tybindze (1477).

## Nauka

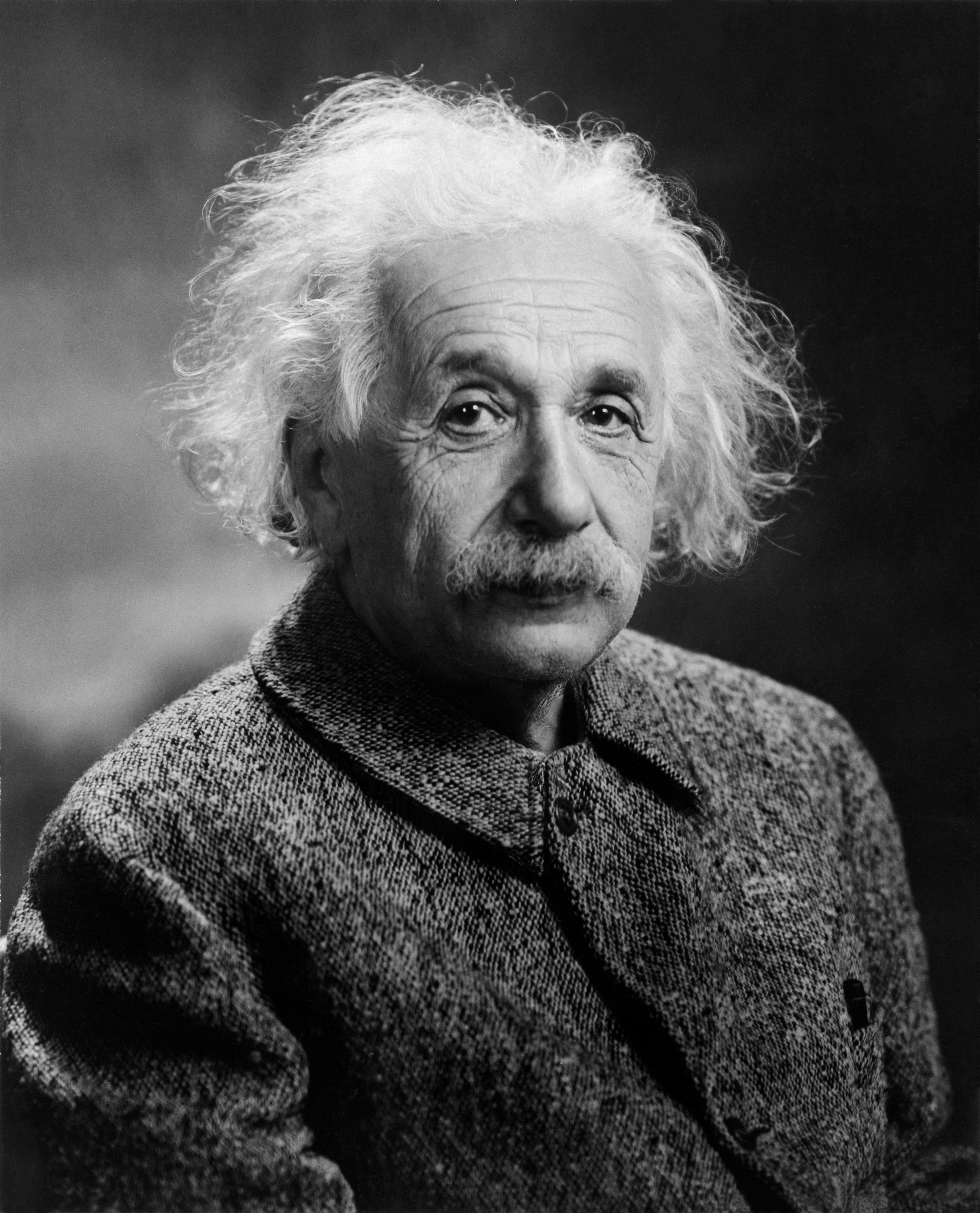
Albert Einstein

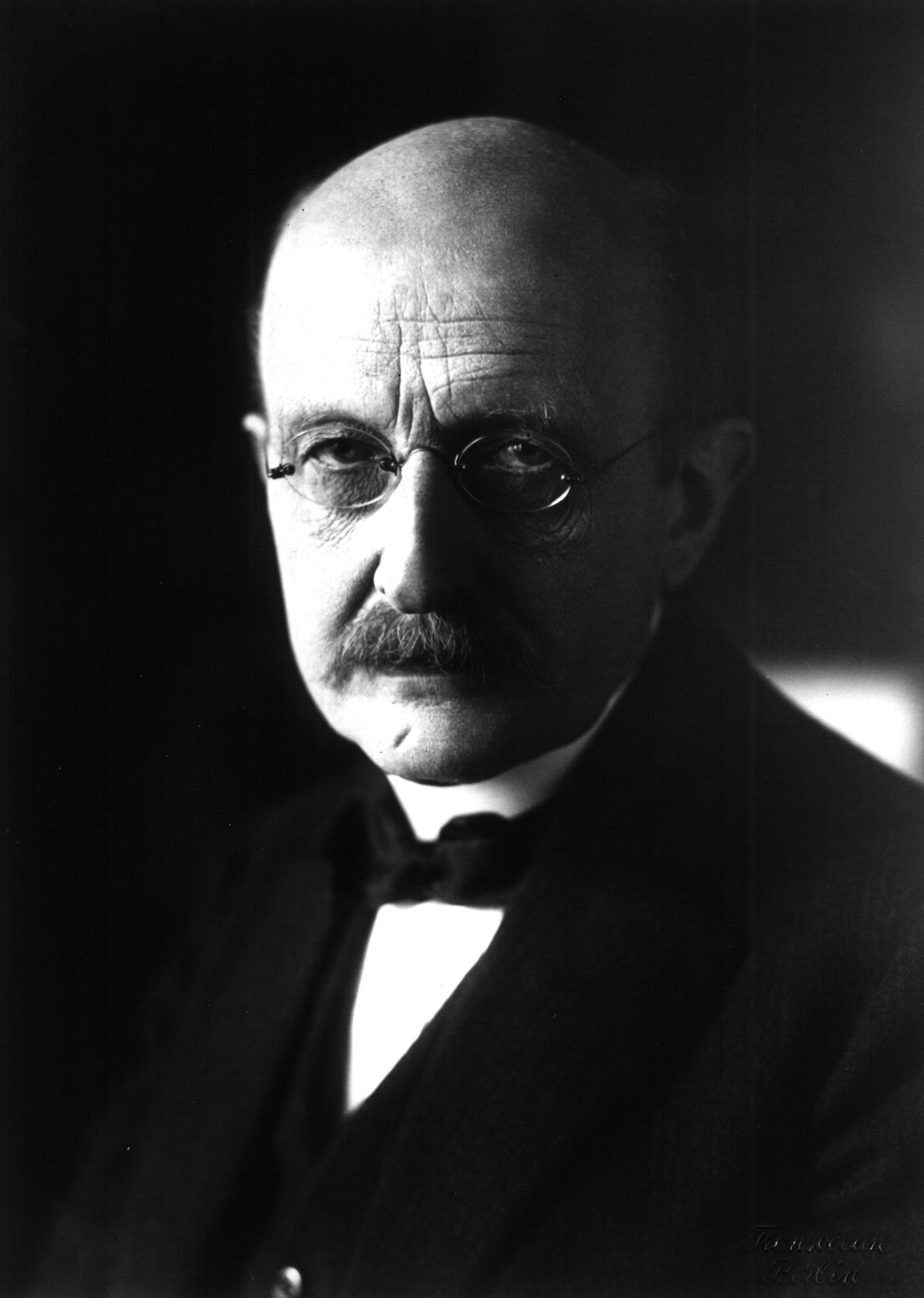
Max Planck

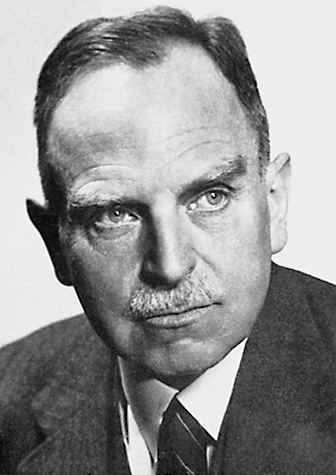
Otto Hahn

### Fizyka
Prace Alberta Einsteina oraz Maxa Plancka były decydujące podczas tworzenia nowoczesnej fizyki, którą później rozwinęli Werner Heisenberg i Austriak Erwin Schrödinger. Byli oni poprzedzani przez innych kluczowych fizyków, takich jak Hermann von Helmholtz, Joseph von Fraunhofer czy Gabriel Fahrenheit. Wilhelm Röntgen odkrył promieniowanie X, co sprawiło, że został pierwszym laureatem Nagrody Nobla w dziedzinie fizyki w 1901 r., a jego imieniem nazwano pierwiastek. Heinrich Hertz pracował nad promieniowaniem elektromagnetycznym, co było istotne w rozwoju telekomunikacji. Również wiedza na temat aerodynamiki została rozwinięta przez Niemca, Ludwika Prandtla. Innymi znanymi niemieckimi fizykami są: Karl Ferdinand Braun (1850–1918), Wilhelm Wien (1864–1928), Johannes Stark (1874–1957), Max von Laue (1879–1960), Otto Hahn (1879–1968), James Franck (1882–1964), Gustav Ludwig Hertz (1887–1975), Walther Bothe (1891–1957), Werner Heisenberg (1901–1976), Ernst Ruska (1906–1988), J. Hans D. Jensen (1907–1973), Wolfgang Paul (1913–1993), Herbert Kroemer (1928–), Rudolf Mössbauer (1929–2011), Peter Grünberg (1939–), Theodor W. Hänsch (1941–), Klaus von Klitzing (1943–), Gerd Binnig (1947–), Horst Störmer (1949–), Georg Bednorz (1950–) oraz Wolfgang Ketterle (1957–). W sumie 23 Niemców zdobyło Nagrodę Nobla.

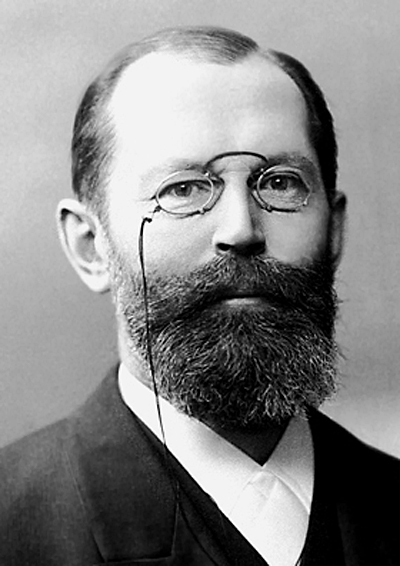
Hermann Emil Fischer

### Chemia
Niemieccy chemicy zostali nagrodzeni Nagrodą Nobla 26 razy, co stanowi ok. 15% wszystkich przyznanych nagród w tej dziedzinie nauki. Hermann Emil Fischer zsyntetyzował glukozę, Adolf von Baeyer badał organiczne barwniki i hydroaromatyczne związki chemiczne, a Eduard Buchner odkrył fermentację bez udziału żywych komórek. Richard Martin Willstätter badał chlorofil, natomiast Fritz Haber zsyntetyzował amoniak. Hans von Euler-Chelpin badał fermentację cukrów i zymazę, a Hans Fischer hem oraz chlorofil. Friedrich Bergius wspólnie z Carlem Boschem przyczynił się do wynalezienia i rozwoju chemicznych metod wysokociśnieniowych. Richard Kuhn pracował nad witaminami i karotenoidami, a Adolf Butenandt nad hormonami płciowymi. Robert Huber, Johann Deisenhofer oraz Hartmut Michel wyznaczyli trójwymiarową strukturę centrum reakcji fotosyntezy u bakterii. Gerhard Ertl badał procesy chemiczne, które zachodzą na powierzchni ciał stałych.

### Geografia
Do najsłynniejszych geografów niemieckich zalicza się Alexandra von Humboldta, twórcę biogeografii, badającego głównie tereny Ameryki Łacińskiej. Jego książka Kosmos zawierała niemal całą ówczesną wiedzę o przyrodzie. Do twórców nowoczesnej geografii zalicza się także Carla Rittera. Dzieje geografii w Niemczech sięgają jednak znacznie wcześniejszych czasów. W 1507 r. Martin Waldseemüller opublikował pierwszy atlas z nazwą Ameryka, a pochodzący z Niemiec Martin Behaim w roku 1492 stworzył pierwszy w historii globus. Na przełomie wieku XVI i XVII Filip Clüver stworzył podstawy geografii historycznej, a Bernard Varenius wydzielił nową dziedzinę geografii – geografię regionalną. Heinrich Barth badał Afrykę północną i centralną, a Ferdinand von Richthofen badał Daleki Wschód i przyczynił się do rozwoju geomorfologii. Erich Dagobert von Drygalski prowadził eksplorację Antarktydy. Na początku XX wieku Alfred Wegener wysunął pierwszą w historii teorię wędrówki kontynentów. Niemieccy naukowcy zapisali się także w historii geologii. Za ojca mineralogii uważa się Georgiusa Agricolę, który przedstawił pierwszą klasyfikację minerałów, a Abraham Gottlob Werner stworzył teorię neptunizmu.

### Astronomia

Johannes Kepler w 1610 r.

Spośród czynnych w Niemczech na przełomie XVI i XVII wieku astronomów wyróżnił się Johannes Kepler, który opracował trzy prawa ruchu planet. Simon Marius nazwał cztery największe księżyce Jowisza – Ganimedes, Europę, Io i Kallisto. Johann Bayer opublikował Uranometrię, pierwszy atlas nieba ukazujący całą sferę niebieską. Sto lat później Maria Margarethe Kirch została pierwszą kobietą, która odkryła kometę, a wśród dokonań Friedricha Wilhelma Bessela znajdziemy: pomiar położenia ok. 50 tys. gwiazd, wykazanie istnienia planety Neptun, zmierzenie paralaksy, a także udowodnienie, iż Syriusz i Procjon wykonują niewielkie ruchy. Na początku XIX wieku Friedrich Wilhelm August Argelander posunął się o krok dalej i skatalogował 324 188 gwiazd, określając ich jasność i pozycję. Johann Gottfried Galle, przy współpracy Heinricha Louis d’Arresta jako pierwszy zaobserwował Neptuna, a Hermann Karl Vogel odkrył gwiazdy spektroskopowo podwójne. Max Wolf wprowadził fotografię do badań astrofizycznych, co pozwoliło mu na odkrycie m.in. przeszło 200 asteroid. Pierwszym niemieckim astronautą w kosmosie był Sigmund Jähn, który opuścił Ziemię w 1978 r. Od tego czasu w kosmos wyruszyło kilkunastu niemieckich kosmonautów.

### Inżynieria
Niemieccy inżynierowie odegrali istotną rolę w tworzeniu motoryzacji. Dokonali oni istotnych odkryć w tej dziedzinie na przełomie XIX i XX wieku. Nikolaus Otto jest twórcą silnika o zapłonie iskrowym, a Karl Benz i Gottlieb Daimler wynaleźli pierwsze samochody. Rudolf Diesel zbudował natomiast silnik wysokoprężny, nazwany od jego nazwiska silnikiem Diesla. Henrich Focke stworzył pierwszy nadający się do użytku helikopter, a Hans von Ohain przyczynił się do postępu koncepcji napędu odrzutowego. Samolot Horten Ho 229, dzieło braci Horten był pierwszym odrzutowcem o konstrukcji latającego skrzydła. Istotną postacią, choć niezwiązaną z motoryzacją, był działający w XV wieku Johannes Gutenberg, który wprowadził czcionkę ruchomą do drukarstwa. Konrad Zuse był twórcą pierwszego komputera, Karl Ferdinand Braun wynalazł kineskop, a Emil Berliner gramofon.

## Opieka zdrowotna

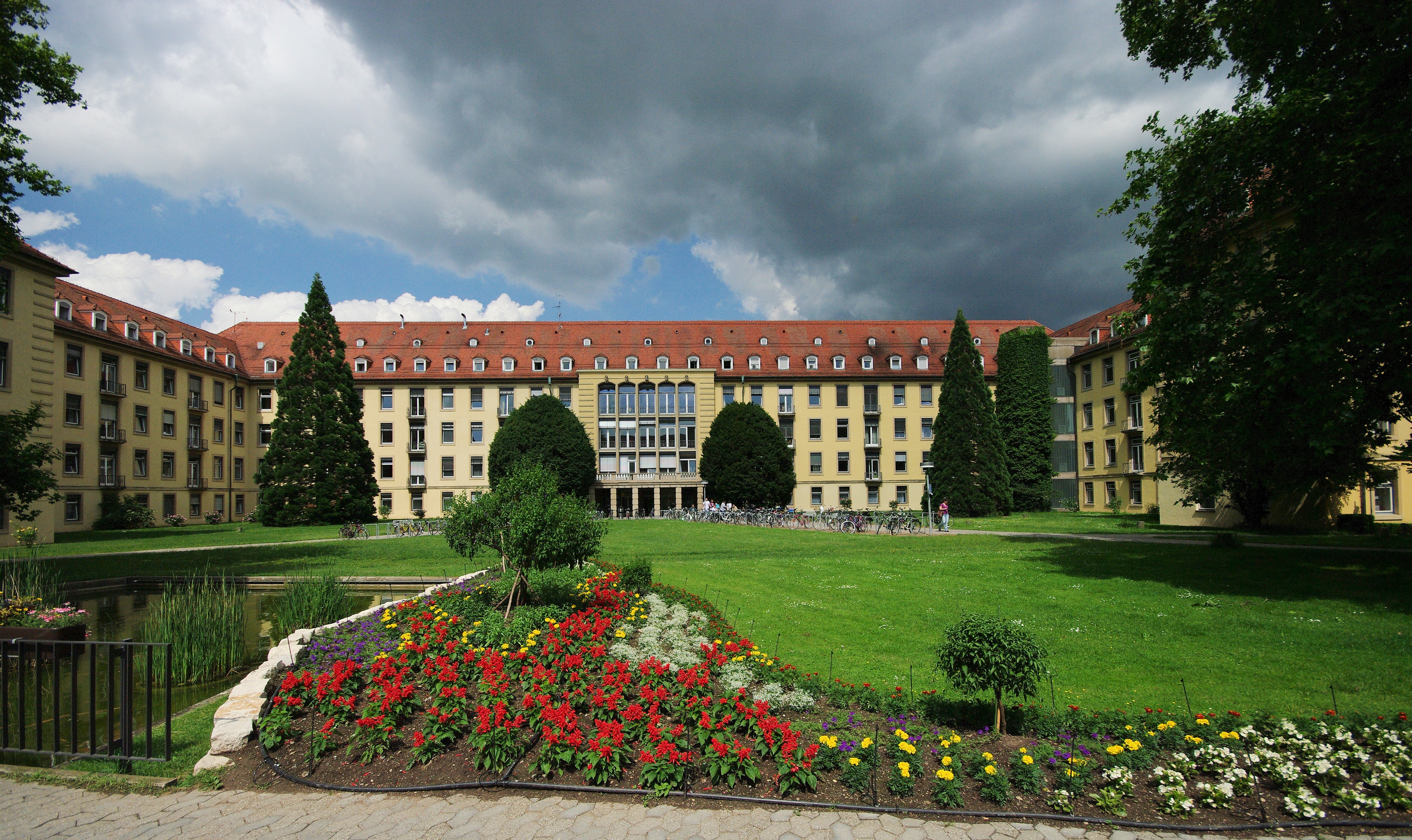
Klinika we Fryburgu Bryzgowijskim

Niemcy posiadają najstarszy na świecie system ochrony zdrowia, mający swe początki w aktach prawnych, wydanych przez Ottona von Bismarcka w 1883 r. Na wszystkich obywateli nałożony jest pełny system ubezpieczeń, z którego pewne grupy społeczne (np. osoby prowadzące działalność gospodarczą czy osoby o wysokich zarobkach) mogą zrezygnować i zawrzeć prywatną umowę ubezpieczeniową. Dawniej mogli oni też wybrać brak ubezpieczenia, możliwość ta została jednak zniesiona w 2009 r. W 2009 r. na 1000 obywateli przypadało w Niemczech 8,2 łóżka szpitalnego, a w 2013 r. średnia długość życia wynosiła 78 lat u mężczyzn i 83 u kobiet
W 2009 r. ok. 67 000 Niemców było zarażonych wirusem HIV/AIDS, zmarło z tego powodu poniżej 1000 obywateli. Co czwarty dorosły mieszkaniec Niemiec boryka się z otyłością, a 1,1% dzieci do piątego roku życia jest niedożywionych. Ponadto 27% Niemców jest palaczami.

## Kultura

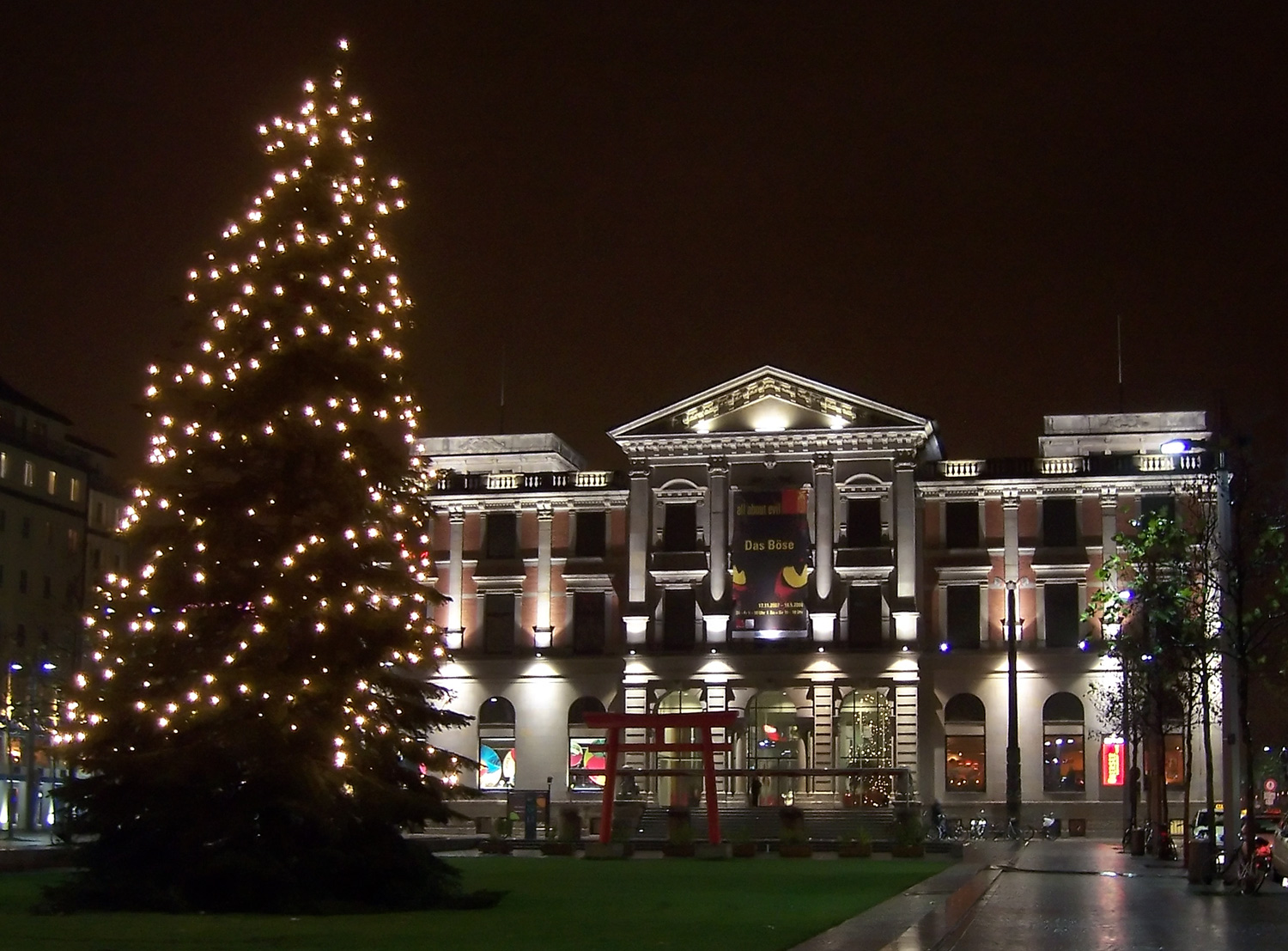
Choinka świąteczna przed Uebersee Museum w Bremie

### Święta

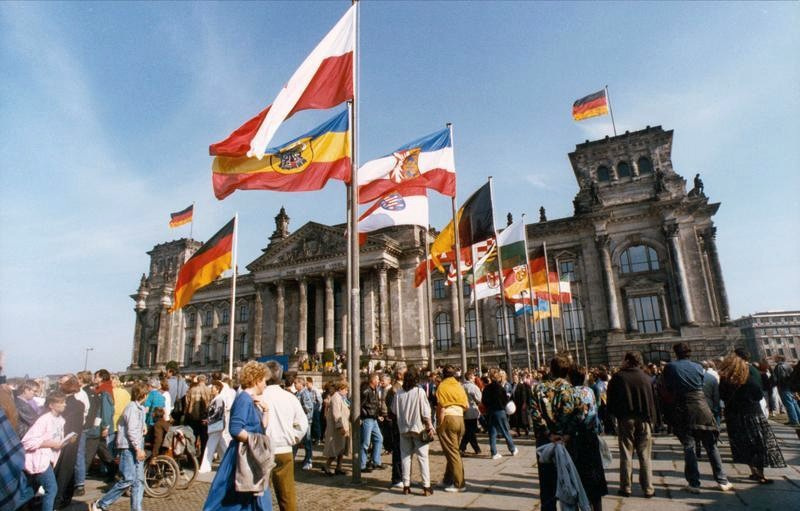
Obchody Dnia Zjednoczenia Niemiec

Liczba dni wolnych od pracy jest różna w poszczególnych krajach związkowych państwa. Dziewięć dni jest wolnych od pracy na terenie całych Niemiec. Są to: Nowy Rok (1 stycznia), Wielki Piątek, Poniedziałek Wielkanocny, Dzień Pracy (1 maja), Wniebowstąpienie Pańskie, drugi dzień Zielonych Świątek, Święto Zjednoczenia Niemiec (3 października), Boże Narodzenie (25 grudnia) oraz 26 grudnia, czyli dzień św. Szczepana. Ponadto w niektórych krajach związkowych wolne od pracy są: Święto Objawienia Pańskiego (6 stycznia), Boże Ciało, Wniebowzięcie Najświętszej Maryi Panny, Dzień Reformacji (31 października), Wszystkich Świętych (1 listopada) oraz Dzień Pokuty (20 listopada).
| Święto                                 | Data            | Kraje związkowe                                                                              |
| -------------------------------------- | --------------- | -------------------------------------------------------------------------------------------- |
| Nowy Rok                               | 1 stycznia      | wszystkie kraje związkowe                                                                    |
| Święto Objawienia Pańskiego            | 6 stycznia      | Badenia-Wirtembergia, Bawaria, Saksonia-Anhalt                                               |
| Wielki Piątek                          | data zmienna    | wszystkie kraje związkowe                                                                    |
| Poniedziałek Wielkanocny               | data zmienna    | wszystkie kraje związkowe                                                                    |
| Święto Pracy                           | 1 maja          | wszystkie kraje związkowe                                                                    |
| Wniebowstąpienie Pańskie               | data zmienna    | wszystkie kraje związkowe                                                                    |
| drugi dzień Zielonych Świątek          | data zmienna    | wszystkie kraje związkowe                                                                    |
| Boże Ciało                             | data zmienna    | Badenia-Wirtembergia, Bawaria, Hesja, Nadrenia Północna-Westfalia, Nadrenia-Palatynat, Saara |
| Wniebowzięcie Najświętszej Maryi Panny | 15 sierpnia     | Bawaria, Saara                                                                               |
| Dzień Zjednoczenia Niemiec             | 3 października  | wszystkie kraje związkowe                                                                    |
| Dzień Reformacji                       | 31 października | Brandenburgia, Meklemburgia-Pomorze Przednie, Saksonia, Saksonia-Anhalt, Turyngia            |
| Wszystkich Świętych                    | 1 listopada     | Badenia-Wirtembergia, Bawaria, Nadrenia Północna-Westfalia, Nadrenia-Palatynat, Saara        |
| Dzień Pokuty                           | 20 listopada    | Saksonia                                                                                     |
| Boże Narodzenie                        | 25 grudnia      | wszystkie kraje związkowe                                                                    |
| Dzień św. Szczepana                    | 26 grudnia      | wszystkie kraje związkowe                                                                    |

### Literatura
Niemiecka literatura powstała w średniowieczu. Najważniejsi autorzy tej epoki to Walther von der Vogelweide i Wolfram von Eschenbach. Pieśń o Nibelungach, której autor jest nieznany, jest jednym z najważniejszych dzieł literatury niemieckiej. Dzieła te napisane zostały w języku średnio-wysoko-niemieckim, który jest dla współczesnych Niemców zupełnie niezrozumiały. Nowożytną niemczyznę stworzył Marcin Luter swoim tłumaczeniem Biblii. Za najważniejszych autorów literatury niemieckiej uważani są Christoph Martin Wieland, Johann Wolfgang von Goethe i Friedrich Schiller, Friedrich Hölderlin i Heinrich Heine oraz bracia Grimm; w dwudziestym wieku Niemcy miały kilku noblistów w dziedzinie literatury, takich jak: Theodor Mommsen (1902), Paul Heyse (1910), Gerhart Hauptmann (1912), Thomas Mann (1929), Hermann Hesse (1946), Heinrich Böll (1972), Günter Grass (1999) i Herta Müller (2009).

### Filozofia

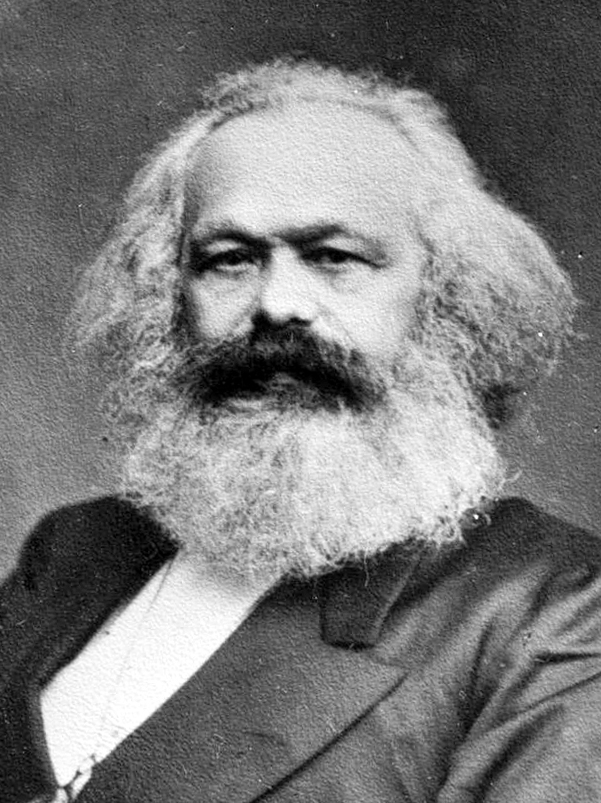
Karl Marx

Za największych filozofów niemieckich uważani są Johannes Eckhart, Mikołaj z Kuzy, Gottfried Wilhelm Leibniz, Immanuel Kant, przez niektórych historyków filozofii uważany za najważniejszego filozofa nowożytności z uwagi na szerokie oddziaływanie, Friedrich Schelling, Johann Gottlieb Fichte, Georg Wilhelm Friedrich Hegel, Ludwig Feuerbach, Karl Marx, Friedrich Engels, Arthur Schopenhauer, Friedrich Nietzsche, Edmund Husserl, Martin Heidegger i Karl Jaspers. Należy pamiętać, że niektórzy filozofowie niemieccy krytycznie odnosili się do innych filozofów niemieckich, na przykład Artur Schopenhauer nazywał pseudofilozofami Fichtego i Hegla , z kolei Nietzsche krytycznie odnosił się do całej filozofii niemieckiej włącznie z Kantem, nazywając ją „podstępną teologią”, natomiast Marks, chociaż ukończył filozofię, był bardziej ekonomistą niż filozofem. Szczególnie ważne są niemiecki idealizm oraz marksizm. W dwudziestym wieku ważny wpływ na filozofię wywarła krytyczna teoria tzw. szkoły frankfurckiej Theodora Adorna i Maxa Horkheimera.

### Muzyka

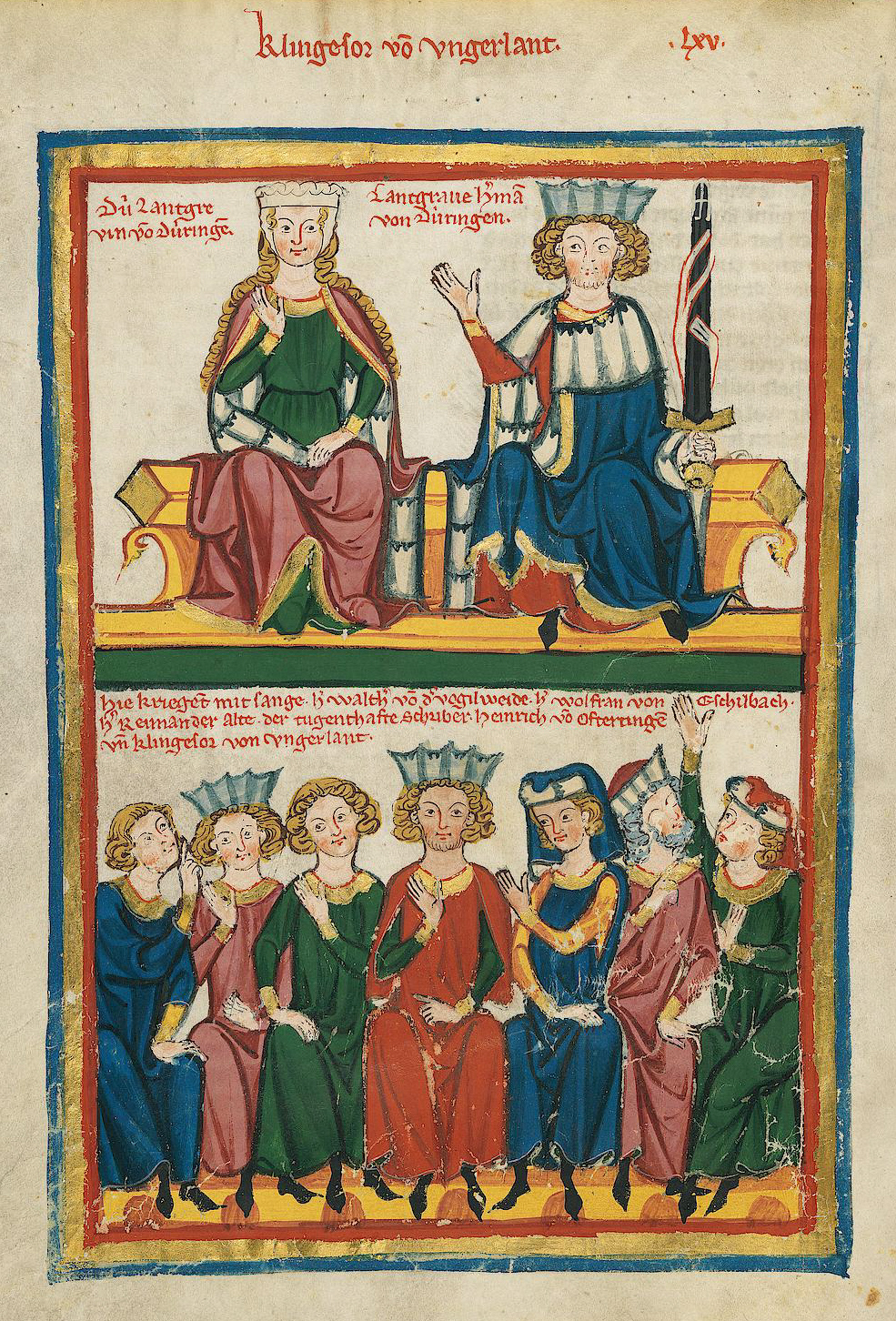
Turniej śpiewaków na zamku Wartburg w XII w. (miniatura z XIV w.)

Podobnie jak w innych państwach europejskich, również w Niemczech przyjęcie chrześcijaństwa dało ogromny impuls muzyce religijnej, która rozwijała się początkowo przede wszystkim w klasztorach. Podstawą stał się chorał gregoriański, od IX w. znane były wielogłosowe organa. Powstanie najstarszej pieśni do niemieckiego tekstu – Christ ist erstanden – datuje się na ok. 1000 rok.
Od XII w. do końca XIV w. rozwijała się świecka muzyka uprawiana przez minnesingerów, którzy początkowo skupiali się na dworze cesarza Fryderyka Barbarossy. Najznakomitszymi minnesingerami byli: Walther von der Vogelweide, Wolfram von Eschenbach, Neidhardt von Reuenthal, Heinrich Frauenlob oraz Oswald von Wolkenstein. Najsławniejszym wydarzeniem w tej tradycji był turniej minnesingerów, jaki w XII w. odbył się na zamku Wartburg (nawiązał do niego w operze Tannhäuser Richard Wagner). W bogatych miastach, zwłaszcza na południu i zachodzie dzisiejszych Niemiec, powstawały cechy muzyków zrzeszające meistersingerów. Najbardziej znanym meistersingerem był szewc Hans Sachs (1494–1576; upamiętnił go w Śpiewakach norymberskich Richard Wagner).
Reformacja odegrała ogromną rolę w rozwoju niemieckiej muzyki i stworzeniu wyjątkowo bogatej kultury muzycznej. Zawdzęcza to Marcinowi Lutrowi, który odrzucając malarstwo i rzeźbę, uznał muzykę za główny środek wyrażania uczuć religijnych. Wyznawał więc zasadę: „kto śpiewa, modli się podwójnie”. Luter dobrze znał ówczesną muzykę, śpiewał, grał, a nawet komponował. Przekonany o ogromnej sile oddziaływania muzyki nakazywał uczestniczyć w śpiewie liturgicznym wszystkim wiernym i podkreślał konieczność śpiewania w języku rodzimym. Tworząc repertuar religijny, zwolennicy reformacji przede wszystkim podkładali znane, często nawet bardzo popularne melodie pod nowe teksty (tym sposobem sławny chorał wykorzystany przez Bacha w Pasji według św. Mateusza – O Haupt voll Blut und Wunden – w dużej mierze wykorzystuje melodię pieśni miłosnej Płoche dziewczę zawróciło mi w głowie). Autorem niektórych nowych chorałów – tekstów i melodii – był również sam Luter. Dla reformacji komponował też m.in. Ludwig Senfl i Martin Agricola, lecz wiele śpiewów jest anonimowych. Pieśni te ukazywały się w zbiorach, bo wielką rolę w upowszechnianiu chorału luterańskiego odegrało rozwijające się wtedy drukarstwo. Na przykład w 1524 roku ukazał się w Erfurcie zbiór 26 pieśni jednogłosowych z religijnymi tekstami do użytku domowego, a w Wittenberdze śpiewnik w układzie czterogłosowym opracowany przez współpracownika Lutra, Johannesa Waltera.

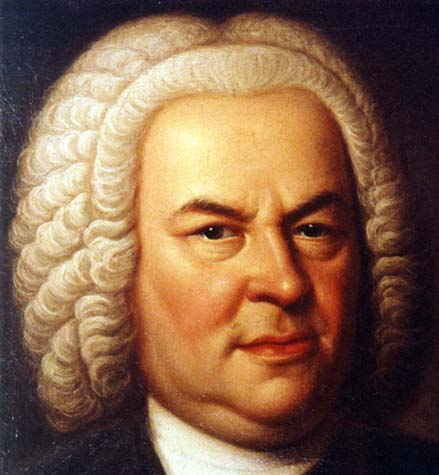
Johann Sebastian Bach

Reformacja przyczyniła się również do wyjątkowego rozwoju muzyki organowej. Już w 1452 powstał wyjątkowy zbiór (Fundamentum organisandi C. Paumanna) zawierający opracowania utworów wokalnych i pierwsze samodzielne utwory organowe. W następnych stuleciach przybywało znakomitych organistów, a kulminacją tej dziedziny muzyki stała się twórczość J.S. Bacha.
Pierwszą operę skomponował Heinrich Schütz; była to Daphne wystawiona 1627 w Torgau nieopodal Drezna (zaginiona). Pierwsze spektakle operowe wystawiano na dworach; w Monachium w 1653 roku, w Dreźnie w 1686, w Hanowerze w 1689 roku. W Hamburgu w 1678 otwarto pierwszą publiczną operę w Niemczech. Ponieważ miasto było protestanckie, początkowo wystawiano tylko utwory o tematyce religijnej, ale z czasem uległo to zmianie i zaczęto prezentować również dzieła świeckie, bardziej rozrywkowe. Dla opery w Hamburgu komponował Reinhard Keiser, a także kompozytor i pierwszy zawodowy krytyk muzyczny Johann Mattheson, Georg Philipp Telemann.
Niemiecka muzyka w XVII i XVIII w. ulegała przede wszystkim wpływom włoskim – w operze i muzyce instrumentalnej, oraz w mniejszym stopniu francuskim – w muzyce instrumentalnej. Czołowym kompozytorem oper był kapelmistrz opery elektora saksońskiego w Dreźnie Johann Adolf Hasse uważany za jednego z najznamienitszych reprezentantów stylu włoskiego. W pierwszej połowie XVIII wieku ze środkowych Niemiec wywodzili się dwaj kompozytorzy, zaliczani do najwybitniejszych w historii muzyki poważnej: Händel, który związał się z dworem hanowerskim, ale działał głównie w Anglii oraz J.S. Bach, który dojrzałe życie spędził w Lipsku. Bacha uważa się za uosobienie niemieckiego stylu w ówczesnej muzyce: w utworach wokalno-instrumentalnych poprzez związek z chorałem luterańskim, w utworach instrumentalnych – poprzez stosowanie kontrapunktu, kojarzonego przede wszystkim ze stylem niemieckiej muzyki organowej.
W połowie XVIII w. szkole mannheimskiej, czyli na dworze elektora w Mannheimie nastąpiło poważne przeobrażenie muzyki instrumentalnej: powstała orkiestra symfoniczna, podobna do tej, którą znamy dzisiaj. Ważną rolę odegrali też w tym okresie synowie J.S. Bacha: Wilhelm Friedemann Bach, Carl Philipp Emanuel Bach i Johann Christian Bach.
W drugiej połowie XVIII wieku centralnym ośrodkiem stał się Wiedeń. Tam działali klasycy wiedeńscy, z których dwaj, tj. Joseph Haydn i Wolfgang Amadeus Mozart, byli Austriakami, choć ojciec Mozarta – Leopold wywodził się z Augsburga, a sam Wolfgang Amadeusz tworzył swe dzieła choćby dla mannheimskiego czy później monachijskiego dworu. Tylko Ludwig van Beethoven wywodził się z Nadrenii.

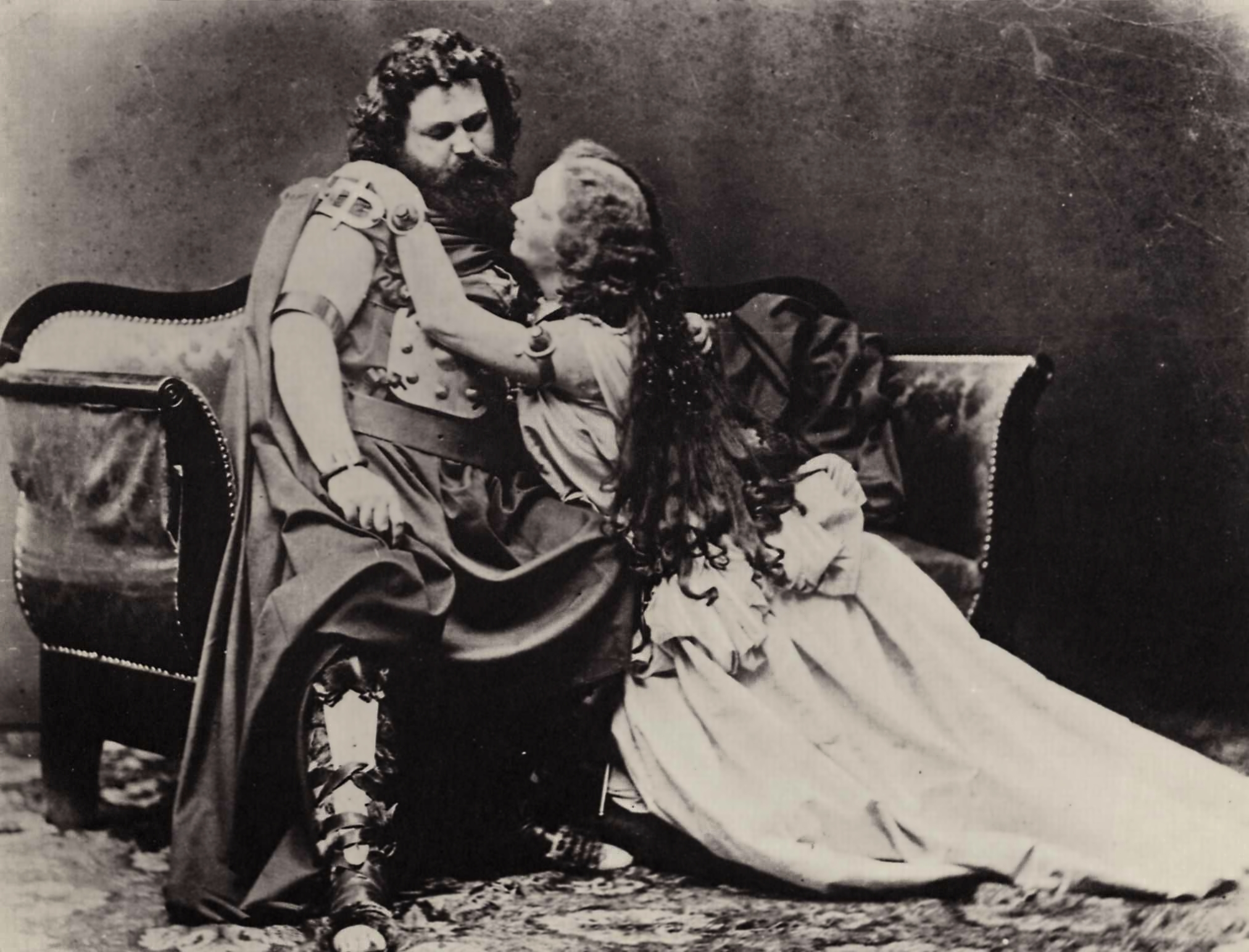
Ludwig i Malvina Schnorr von Carolsfied – pierwsi wykonawcy Tristana i Izoldy

Za symboliczny ten moment początku romantyzmu w muzyce niemieckiej uważa się premierę opery Wolny strzelec Carla Marii von Webera w 1821. Kulminację tej epoki stanowiła twórczość Richarda Wagnera. Najważniejsza stała się jednak muzyka instrumentalna. Głównymi twórcami z tamtego okresu byli: Felix Mendelssohn-Bartholdy, Robert Schumann, Ferenc Liszt, Johannes Brahms. Niemiecką kulturę muzyczną zdominował instrument. Najbardziej ceniono za to, że może obyć się bez słów i potrafi oddziaływać na emocje słuchaczy bez pośrednictwa tekstu, jako mowa duszy. Nawet w operze niemieckiej orkiestra bywała ważniejsza od śpiewaków, co szczególnie wyraźnie przejawia się u Wagnera. Rozkwit kultury muzycznej możliwy był dzięki mecenatowi wielu dworów oraz zainteresowaniu muzyką wśród mieszkańców miast, mających na ogół bardzo dobre przygotowanie do wykonywania muzyki. Ponadto literaci i filozofowie nadali muzyce wyjątkowego znaczenia wśród wszystkich sztuk. Tradycję romantycznego stylu z powodzeniem kontynuował u schyłku XIX i na początku XX wieku Richard Strauss.
Najbardziej wpływowym kompozytorem niemieckim w I połowie XX wieku był Paul Hindemith. Grono zwolenników miał też twórca dodekafonii Arnold Schönberg, który w latach dwudziestych nauczał w Berlinie. Dojście do władzy Hitlera w 1933 położyło jednak kres wszelkim nowatorskim tendencjom i bardzo wielu muzyków, zwłaszcza pochodzenia żydowskiego, musiało emigrować. Stosunek do nowoczesnej sztuki był tak zły, że w 1938 zorganizowano wystawę „zwyrodniałej muzyki”: nowoczesnej oraz jazzowej.
Po wojnie do głosu doszli kompozytorzy, którzy przedtem nie cieszyli się poparciem nazistów, jak Karl Amadeus Hartmann. Nadal tworzył też Carl Orff. W latach pięćdziesiątych rozwinęła się natomiast awangarda, której najwybitniejszym przedstawicielem ze strony niemieckiej był Karlheinz Stockhausen. Pierwsze studio muzyki elektronicznej powstało w Niemczech – w Kolonii.

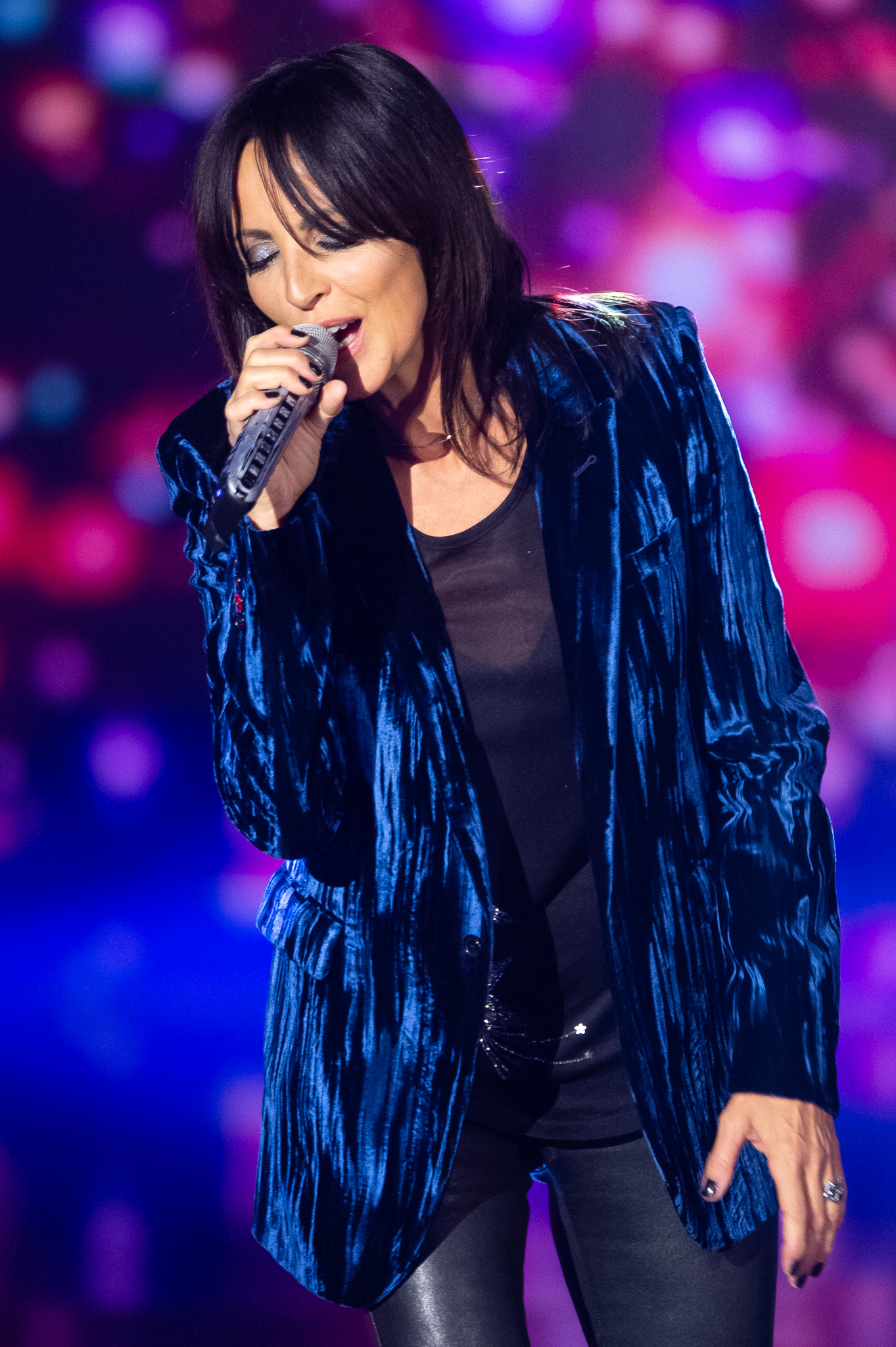
Nena w 2018 roku

Od 2010 roku Niemcy zajmują trzecie miejsce na świecie na liście najbardziej dochodowych rynków muzycznych. Niemiecka scena muzyczna wykształciła się w wielu kierunkach, rozwijających się w szczególnie szybkim tempie w stolicy – Berlinie. Gwiazdy gatunków muzycznych pop i rock, takie jak Udo Lindenberg, Herbert Grönemeyer, Sarah Connor, Nena, Dieter Bohlen czy Xavier Naidoo, zdobyły sławę w całym obszarze niemieckojęzycznym, a także w całej Europie. Od czasów powstania w latach 80., niemiecki punkrock jest rozpowszechniony na niemieckim rynku muzycznym. Do najpopularniejszych zespołów punkowych należą Die Toten Hosen i Die Ärzte, natomiast muzykę metalową reprezentują m.in. Destruction, Kreator, Sodom czy Tankard – zespoły grające thrash metal. Oprócz tego okazale prezentuje się grupa jazzowych muzyków niemieckich. Swój rozkwit przeżył w Niemczech jeden z gatunków swingu – Sinti-Jazz. Pionierami muzyki elektronicznej na świecie byli niemieccy artyści – Klaus Schulze oraz zespół Kraftwerk. Gwiazdami pochodzącymi z Niemiec, a odnoszącymi sukcesy na skalę światową byli i są: Modern Talking, Scorpions, Rammstein. Znanymi artystami muzyki pop w bieżącym tysiącleciu są między innymi takie zespoły jak: Wir sind Helden, Rosenstolz i Silbermond. Bardzo popularnym zespołem na niemieckim rynku muzycznym jest także grupa Tokio Hotel, uznana przez amerykański magazyn Rolling Stone za „najgorętszy towar eksportowy Niemiec”. Na uwagę zasługują także niemieckojęzyczni raperzy: Die Fantastischen Vier, Bushido czy Sido oraz niemieccy DJ-e: Alle Farben, Felix Jaehn, Purple Disco Machine i Robin Schulz.

### Sztuka

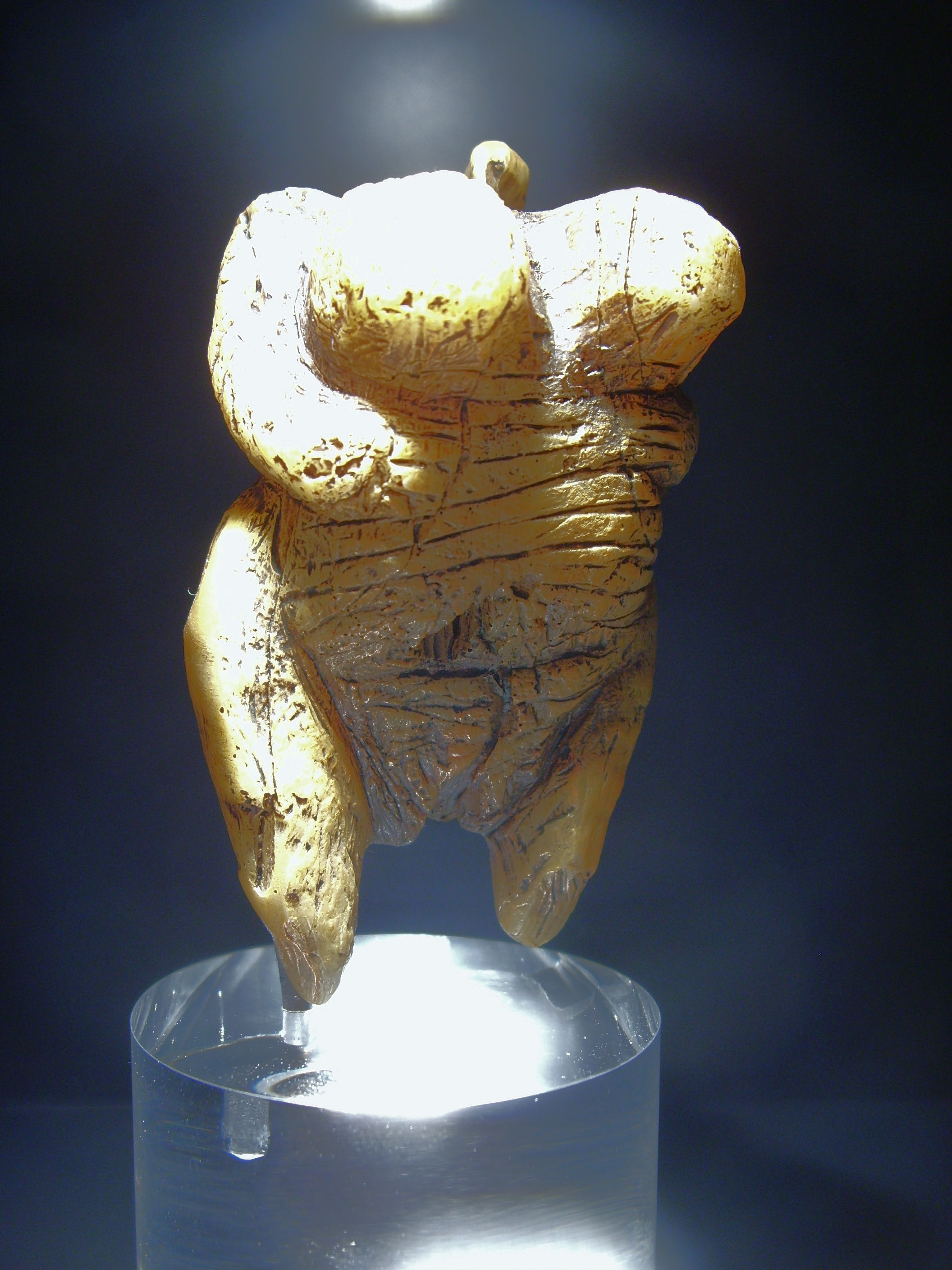
Wenus z Hohle Fels

Na terenie Niemiec często znajduje się dzieła sztuki prehistorycznej, np. Wenus z Hohle Fels. Jest ona prawdopodobnie najstarszą figurką, mającą ludzkie kształty. Ma około 35 000 lat i została znaleziona w 2008 roku. W okresie Imperium Rzymskiego, prowincje germańskie produkowały wyroby ceramiczne, które sprowadzano do wielu zakątków imperium.
Rozkwit sztuki średniowiecznej na terenie Niemiec rozpoczął się w okresie Imperium Karolińskiego Karola Wielkiego. Nie przetrwało wiele rzeźb z tamtego okresu, wiadomo jednak, iż Karol Wielki zlecił wykonanie figury Jezusa na krzyżu do kaplicy pałacowej w Akwizgranie. Sztuka karolińska miała przywrócić świetność stylu klasycznego, a także konkurować z bizantyńską. W czasie rządów Ludolfingów, sztukę tworzono zazwyczaj w wielkich klasztorach, na przykład na wyspie Reichenau, która w II połowie XX wieku była czołowym ośrodkiem sztuki w Zachodniej Europie. Styl Reichenau używał uproszczonych, wzorzystych kształtów w celu osiągnięcia bardzo ekspresywnych obrazów, dalece odbiegających od klasycznych aspiracji stylu karolińskiego. Z okresu tego pochodzi na przykład drewniany krucyfiks Gerona, datowany na lata 965–997, będący najstarszym średniowiecznym krzyżem o wielkości zbliżonej do naturalnej. Okres sztuki ottońskiej to silny progres rzemiosła, głównie metaloplastyki. Na krótko przed rokiem 1000 wykonano krzyż Lotara, cenny przykład crux gemmata który upowszechnił się w Rzeszy, czego przykładem są cztery krzyże procesyjne w dawnym opactwie w Essen. W Hildesheim na okres urzędu św. Bernwarda wykonano z brązu drzwi i kolumnę.

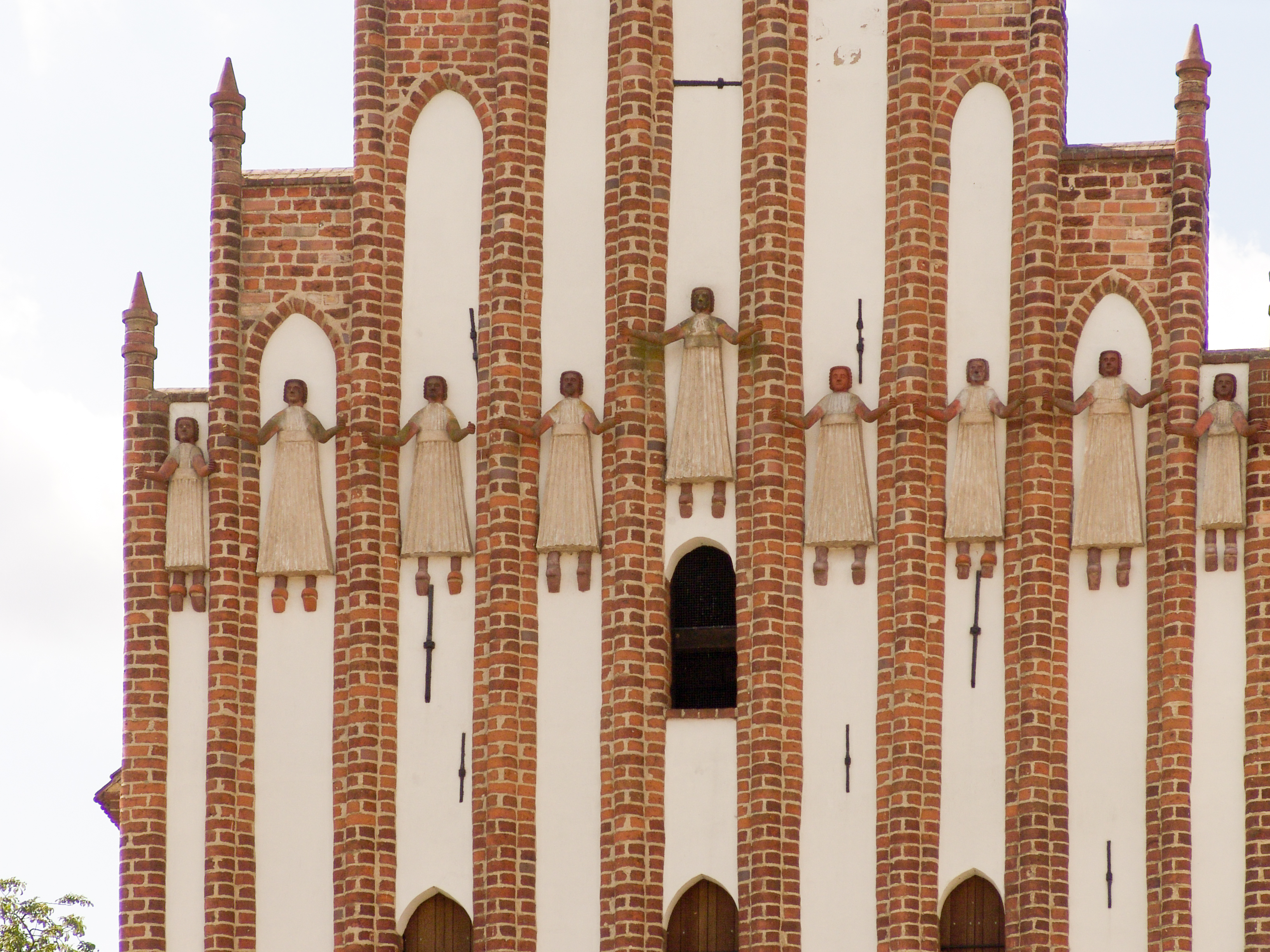
Gotyk ceglany adoranti, Neubrandenburg, Meklemburgia

Sztuka romańska była pierwszą, która stała się powszechna w całej Zachodniej Europie. Niemcy były centrum prądu, jednak niemiecki romanizm używał mniejszej liczby rzeźb, niż francuski. Następnie, po stworzeniu sztuki gotyckiej, Niemcy zaczęli ją powoli przejmować od Francuzów (m.in. katedry w Kolonii, Fryburgu, Magdeburgu czy w Naumburgu, które otrzymały bogaty wystrój i dekoracje rzeźbiarskie), jednak zachowali ją znacznie dłużej, niż inne państwa europejskie. Na okres gotyku przypada progres rzeźby, zarówno kamiennej, jak drewnianej, ukształtowała się tu długoletnia tradycja ołtarza szafiastego. Na północy Niemiec tworzyli wtedy liczni malarze, tacy jak Konrad von Soest w Westfalii, Mistrz Bertram w Hamburgu oraz Stefan Lochner w Kolonii. W późniejszym okresie działali także Brat Francke, Hans Bornemann, Hinrik Funhof i Wilm Dedeke, którzy przetrwali do epoki renesansu. Ówcześni twórcy malowali głównie na zlecenie miast w Skandynawii i nadbałtyckich państw. W Europie znany był natomiast Bernt Notke, działający w Lubece.

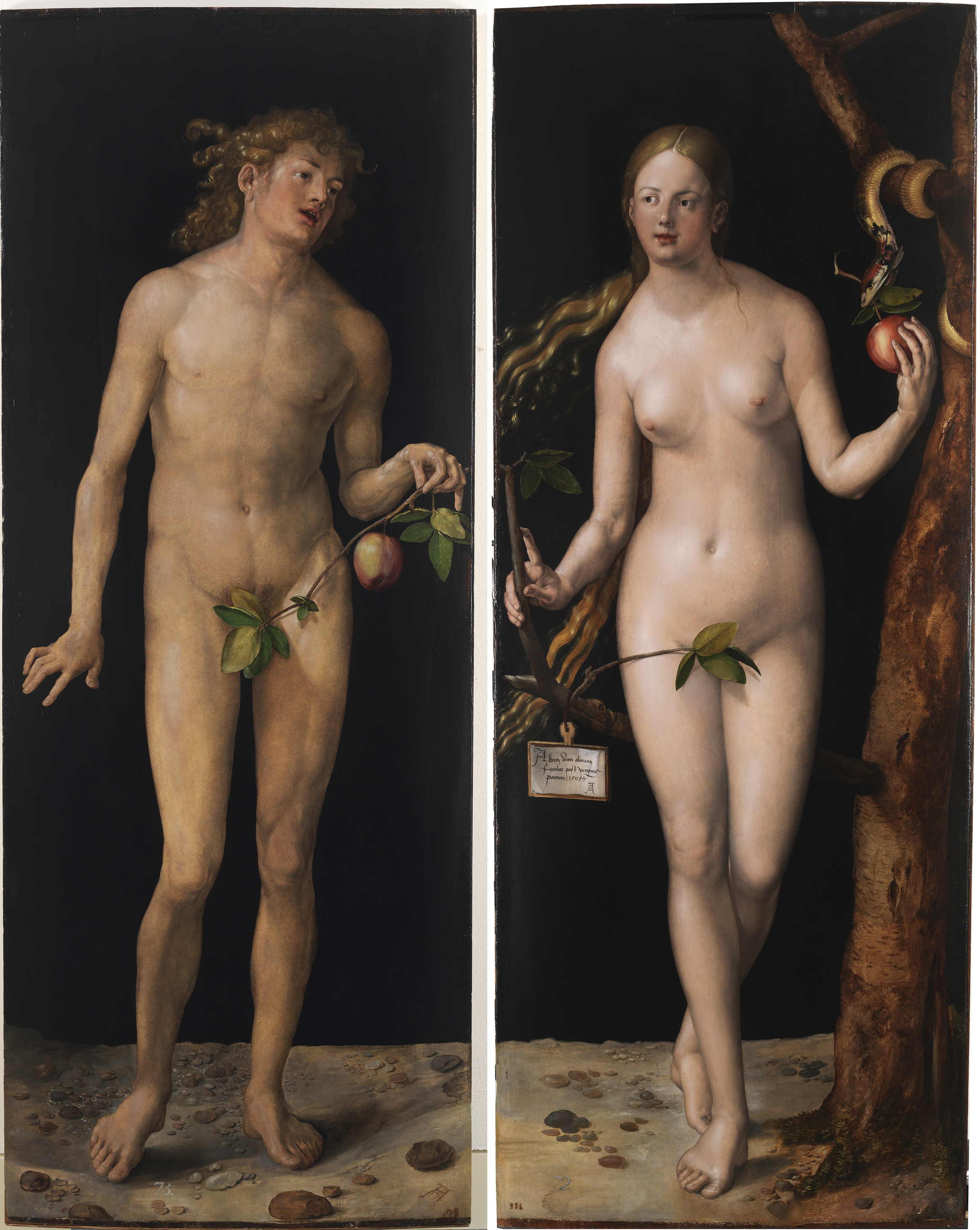
Adam i Ewa autorstwa Albrechta Dürera

Renesans w Niemczech używał wyszukanych, gotyckich zdobień aż do XVI wieku, również w pracach traktujących o człowieku i aspektach jego życia. Na większości terytorium Niemiec nie zostały przyjęte zdobienia klasyczne, choć w innych przypadkach Niemcy szybko podążały za rozwojem, co uwidacznia się na przykład poprzez wprowadzenie ruchomej czcionki w drukarstwie. Czołowym niemieckim artystą renesansu był Albrecht Dürer, tworzący znane w całej Europie drzeworyty. W późniejszych latach większość niemieckich artystów zostało Protestantami, co pozbawiło ich możliwości malowania obrazów religijnych, dawniej podstawy twórczości malarza. W późniejszym okresie wrogość Luteran wobec tworzenia dzieł religijnych nieco osłabła. Z okresu tego pochodzą np. nastawy ołtarzowa Lucasa Cranacha starszego, przedstawiające zazwyczaj Ostatnią Wieczerzę, niektóre ukazujące najważniejszych przedstawicieli Protestantyzmu jako Dwunastu Apostołów. Matthias Grünewald pozostawił natomiast bardzo małą liczbę dzieł, jednak jego ołtarz z Isenheim został uznany za największe dzieło niemieckiego renesansu.
Szkoła naddunajska to nazwa grupy malarzy, tworzących na początku XVI wieku w Bawarii i Austrii. Należeli do niej m.in.: Albrecht Altdorfer, Wolf Huber oraz Augustin Hirschvogel. Stworzyli oni pierwsze pejzaże w sztuce zachodu (1000 lat wcześniej powstały pejzaże w Chinach). Druki wykonywali natomiast uczniowie Dürera, Hans Burgkmair starszy i Hans Baldung Grien. Hans Holbein Starszy oraz jego brat, Sigismund Holbein, malowali obrazy religijne w stylu późnogotyckim, natomiast Hans Holbein Młodszy, tworzący głównie w Anglii i Szwajcarii, miał w swoim dorobku liczne portrety. Czołowymi niemieckimi rzeźbiarzami byli w tamtym okresie: Wit Stwosz, Tilman Riemenschneider oraz Peter Vischer starszy.
W okresie baroku i rokoko niemiecka sztuka była zbliżona do twórczości artystów z innych części świata, choć na terenie państwa działało wielu artystów z różnych pokoleń. Wielu zagranicznych malarzy przebywało wtedy w Niemczech, na dworach książąt, m.in.: Bernardo Bellotto w Dreźnie oraz Giovanni Battista Tiepolo, który trzy lata spędził na malowaniu Rezydencji w Würzburgu. Niemieccy artyści często pracowali natomiast za granicą, a wśród nich: Johann Liss w Wenecji, a także Joachim von Sandrart i Ludolf Backhuysen w Holandii.

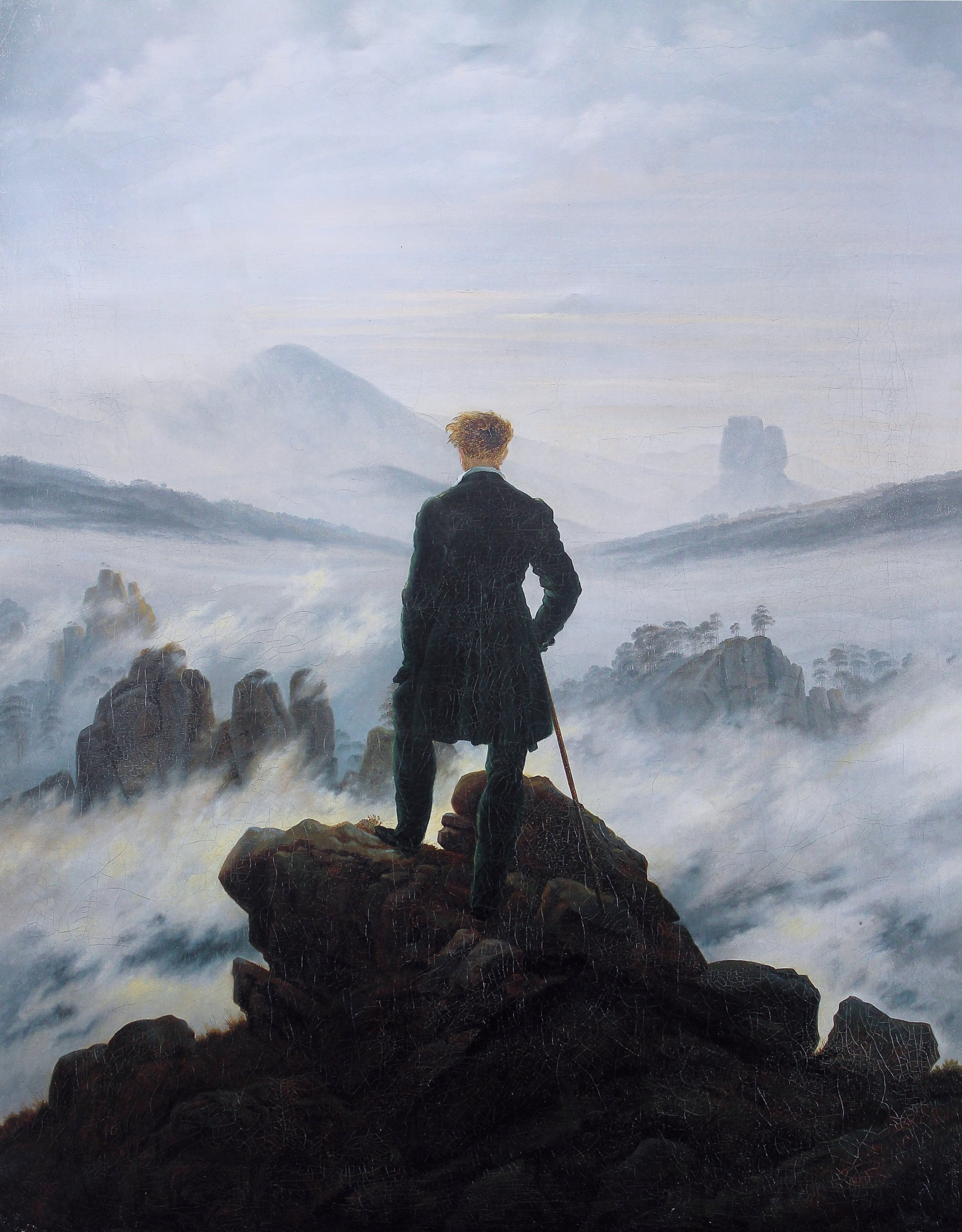
Wędrowiec nad morzem mgły Caspara Davida Friedricha

Neoklasycyzm pojawił się w Niemczech wcześniej niż we Francji, a jego głównymi twórcami byli tam Anton Raphael Mengs, holenderski malarz Asmus Jacob Carstens oraz rzeźbiarz Johann Gottfried Schadow. Daniel Chodowiecki, urodzony w Gdańsku, identyfikujący się jako Polak, choć umiący mówić jedynie po niemiecku i francusku, tworzył głównie sceny rodzajowe, a szwajcarskiego pochodzenia Anton Graff zasłynął jako twórca portretów. Rodzina Zick wsławiła się malowaniem barokowych stropów, a Bracia Asam oraz Johann Baptist Zimmermann wraz z bratem, dekorowali wnętrza kościołów i pałaców.
Jednym z najważniejszych twórców niemieckiego romantyzmu był natomiast Caspar David Friedrich, który malował pejzaże z wyraźnym północnym charakterem. Ponadto na jego obrazach postacie są zazwyczaj odwrócone do odbiorcy plecami. W okresie tym tworzyli także np.: Philipp Otto Runge oraz Adrian Ludwig Richter, pamiętany ze względu na swoje portrety. Na przełomie XVIII i XIX wieku wykształciły się także inne nurty w sztuce: ruch Nazareńczyków, do którego należeli m.in.: Friedrich Wilhelm von Schadow oraz Peter von Cornelius, a także szkoła düsseldorfska, do której należeli malarze tworzący pejzaże. W XIX wieku, w stylu biedermeier tworzył Carl Spitzweg, a Adolph Menzel ukazywał na swoich dziełach pruskie sukcesy militarne. Głównym przedstawicielem akademizmu był Carl Theodor von Piloty wraz ze swoimi uczniami: Hansem Makartem, Franzem von Lenbach, Franzem von Defregger, Gabrielem von Max oraz Eduardem von Grützner. Berlińską secesję reprezentował np. Max Liebermann, a symbolizm Franz von Stuck i Max Klinger.
W XX wieku wykształciły się w Niemczech dwie grupy ekspresjonistów: Die Brücke, utworzona w Dreźnie w 1905 r., tworzona przez takich twórców, jak Fritz Bleyl, Erich Heckel, Ernst Ludwig Kirchner i Karl Schmidt-Rottluff, oraz powstała w Monachium w 1911 r. grupa Der Blaue Reiter, złożona np. z Wassiliego Kandinskiego, Franza Marca, Augusta Macke czy Aleksieja Jawlensky’ego. Na początku XX wieku bardzo popularne stało się w malarstwie tworzenie obrazów o charakterze groteskowym. Do najważniejszych niemieckich przedstawicieli tego nurtu można zaliczyć Georga Grosza, Otto Dixa oraz Maxa Beckmanna. W Berlinie rozwijał się dadaizm, którego reprezentowali Kurt Schwitters i Hannah Höch. Max Ernst zasłynął jako surrealista, a Paul Klee i Lyonel Feininger jako kubiści. W realizmie magicznym tworzyli Anton Räderscheidt, Georg Schrimpf, Alexander Kanoldt oraz Carl Grossberg.
W okresie nazizmu w Niemczech sztuka nowoczesna została zakazana jako sztuka wynaturzona. W wyniku konfliktów z rządem, wielu artystów wyemigrowało z kraju, głównie do Stanów Zjednoczonych, ale także np. do Szwajcarii.
Po wojnie w Niemczech rozwinął się neoekspresjonizm, którego reprezentowali: Georg Baselitz, Anselm Kiefer, Jörg Immendorff, A.R. Penck, Markus Lüpertz i Rainer Fetting. Twórcami sztuki konceptualnej byli: Bernd i Hilla Becher, Hanne Darboven, Hans-Peter Feldmann, Hans Haacke oraz Charlotte Posenenske. Najwybitniejszym przedstawicielem performance’u był Joseph Beuys, a Wolf Vostell jest znany ze swoich instalacji.

### Film
Niemieckie kino powstało w pierwszych latach istnienia filmu i odegrało dużą rolę w jego rozwoju. Na przykład bracia Max i Emil Skladanowsky wynaleźli bioskop, rodzaj projektora, zaprezentowany 1 listopada 1895 r., czyli niemalże dwa miesiące przed pierwszym pokazem francuskich braci Lumière. Na wczesne kino niemieckie duży wpływ mieli ekspresjoniści, tacy jak Robert Wiene czy Friedrich Wilhelm Murnau. Reżyserowany przez Fritza Langa film Metropolis z 1927 r. jest uznawany jako pierwszy film science-fiction. W 1930 r. austriacko-amerykański reżyser Josef von Sternberg wyreżyserował pierwszy istotny niemieckojęzyczny film z dźwiękiem.
W latach 70. i 80. XX wieku twórcy filmowi, tacy jak Volker Schlöndorff, Werner Herzog, Wim Wenders oraz Rainer Werner Fassbinder wynieśli niemieckie kino do poziomu międzynarodowego. Cykliczne ceremonie rozdania Europejskich Nagród Filmowych odbywają się co roku w Berlinie, siedzibie Europejskiej Akademii Filmowej, a Międzynarodowy Festiwal Filmowy w Berlinie, odbywający się każdego roku od 1951, jest jednym z najbardziej prestiżowych światowych festiwali filmowych.
Również w XXI wieku wiele niemieckich filmów osiągnęło sukces międzynarodowy, a wśród nich Nigdzie w Afryce (2001), Eksperyment (2001), Good bye, Lenin! (2003), Głową w mur (2004), Pachnidło (2006), Baader-Meinhof (2008), Biała wstążka (2009), Pandorum (2009), Soul Kitchen (2009), Safari (2010) czy Atlas chmur (2012). Oscar dla najlepszego filmu nieanglojęzycznego produkcje niemieckie zdobyły trzykrotnie. Były to: Blaszany bębenek w 1979 r., Nigdzie w Afryce w 2002 r. oraz Życie na podsłuchu w 2007 r.

### Teatr
Niemcy są państwem mającym największe zagęszczenie teatrów operowych.

### Kuchnia

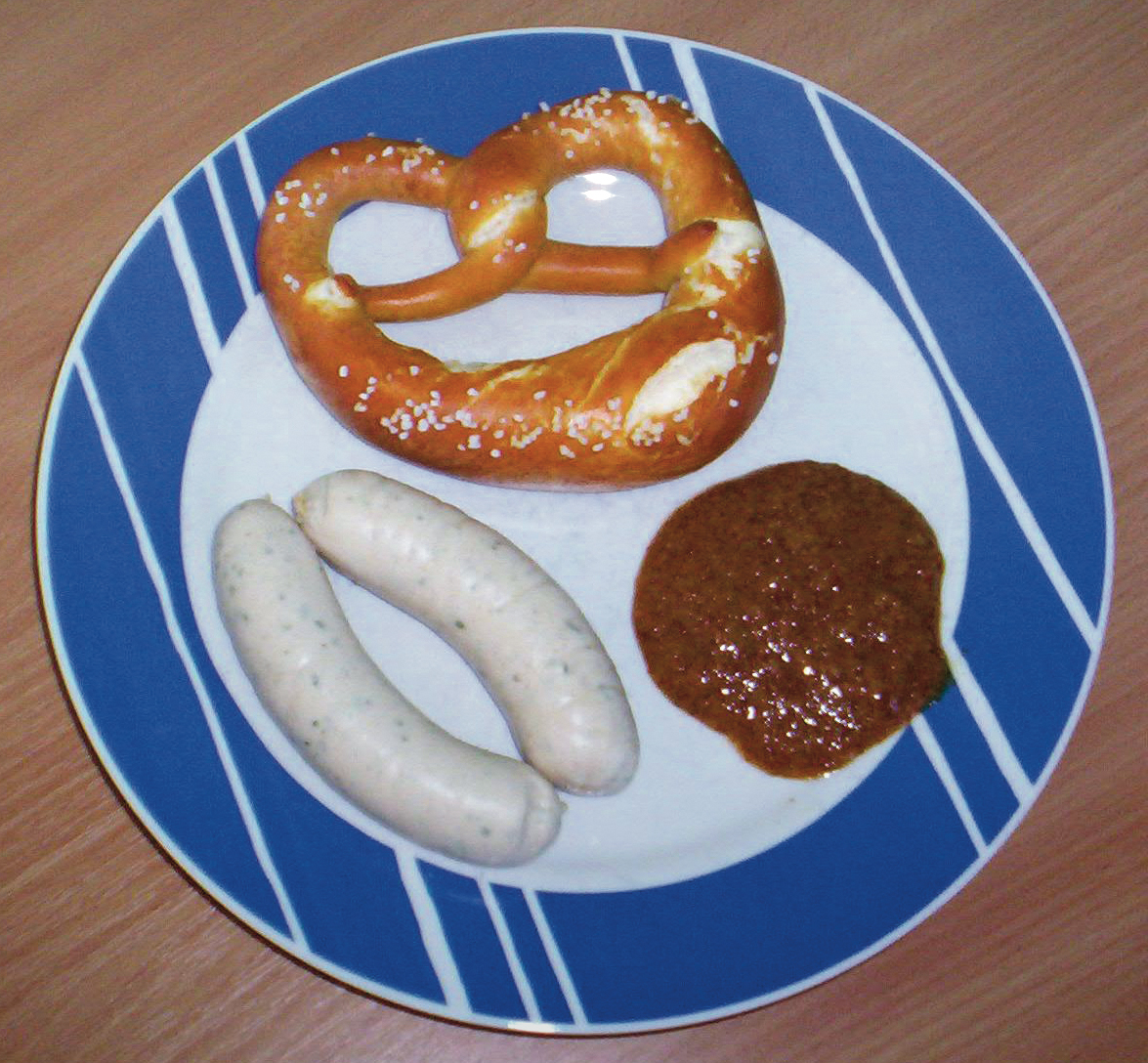
Weißwurst i Brezel

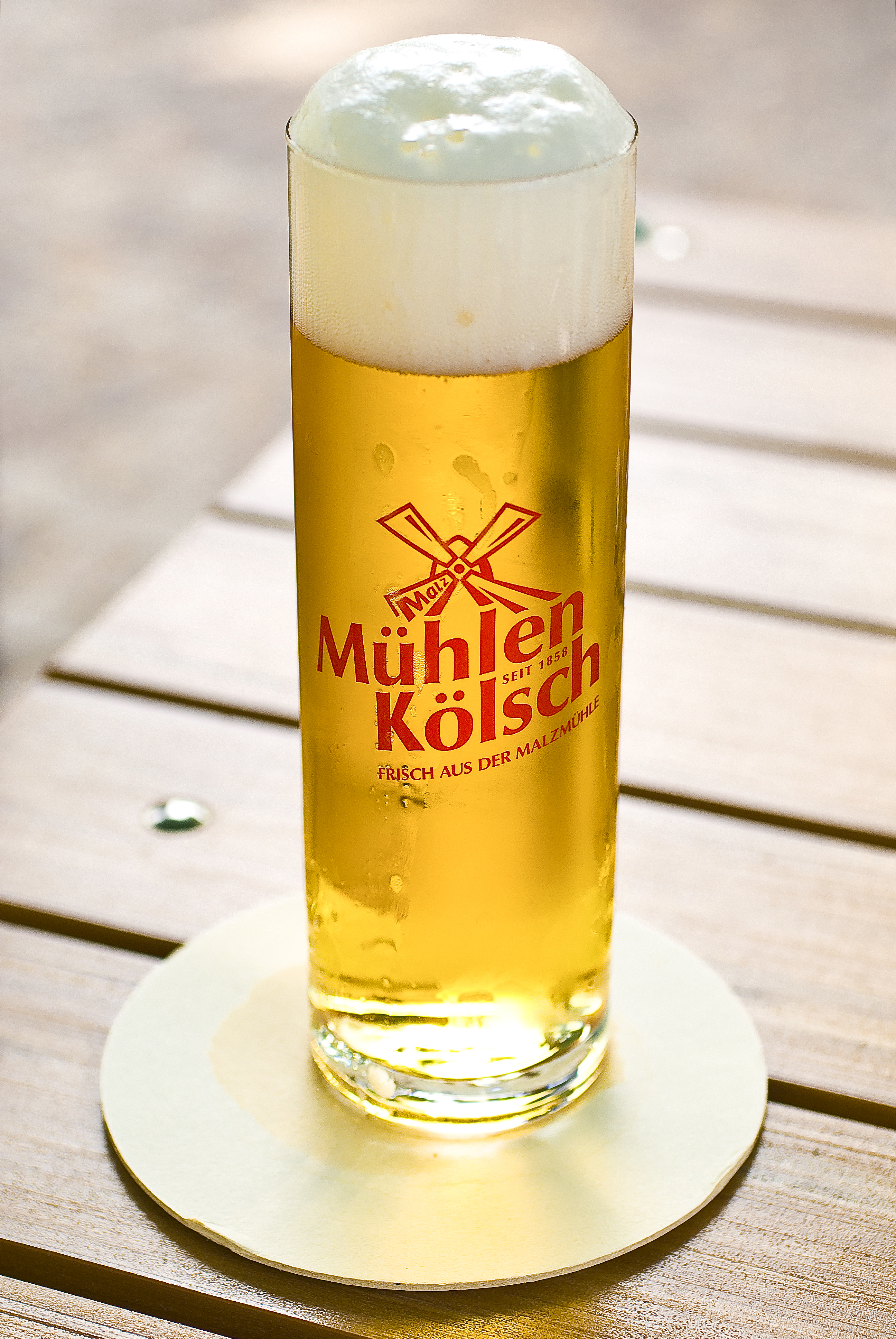
Kufel piwa Kölsch

Typowo niemiecka kuchnia zanika, a rosną wpływy kuchni innych krajów. Jako pierwsza zdobyła niemieckie podniebienia kuchnia włoska, która przybyła tam z początkiem lat 1960. wraz z włoskimi „Gastarbeiterami”. Potrawy takie jak pizza i pasta są dziś bardziej popularne niż dawniej typowy zestaw: ziemniaki, kiszona kapusta, marynowana pieczeń. Popularna jest również kuchnia grecka, kuchnia chińska i kuchnia turecka, ta ostatnia reprezentowana jest przez tysiące małych barów „fast food” zwanych w Niemczech Imbiss i potrawy jak np. Döner, oprócz tego można w niemieckich miastach znaleźć prawie wszystkie egzotyczne restauracje włącznie z rosyjskimi, tajskimi, polskimi i japońskimi, w tym barami sushi. Najmocniejszą pozycję tradycyjna niemiecka kuchnia zachowała w małych miastach i osadach.
W odżywianiu Niemców dużą rolę pełni chleb. Uważa się, że Niemcy są państwem, w którym istnieje najwięcej różnych gatunków chleba. Kuchnia niemiecka jest bardzo pożywna, królują w niej ziemniaki i wieprzowina. Mięsa wieprzowego używa się do wyrobu kiełbasy (Wurst), która jest nie tylko popularną przekąską, ale i podstawowym elementem kuchni. W Bawarii są, np. specjalne Wurstküchen (kuchnie kiełbasowe).
Mięso w kuchni niemieckiej proponuje się w bardzo różnorodnej postaci – peklowana i wędzona pieczeń wieprzowa (Kassler), pieczeń (Schweinebraten). Dodatkiem do mięsa są najczęściej ziemniaki smażone, gotowane lub np. w postaci sałatki ziemniaczanej (Kartoffelsalat).
W północnych Niemczech w menu można znaleźć bogaty wybór świeżych ryb, wśród których najbardziej popularny jest dorsz. Kapusta to kolejny popularny składnik – odmianę zieloną kisi się jako Sauerkraut, natomiast czerwoną gotuje się z jabłkami, co daje Apfelrotkohl.
Kluski zwane Spätzle i Maultaschen są typowymi składnikami kuchni Szwabii.

Golonka (Schweinehaxe) to także niemiecki przysmak, szczególnie nie może jej zabraknąć na bawarskim święcie piwa, bo piwo to narodowy napój Niemców oraz dodatek do wielu potraw. Popularne są także niemieckie wina reńskie i mozelskie. Zupy niemieckie są ciężkie i zawiesiste (Eintopf), najczęściej z dodatkiem fasoli lub grochu.
W Niemczech istnieje ponad 300 gatunków chleba i ponad 6 tysięcy marek piwa. Podczas Oktoberfest padają „rekordy piwne” – w Europie jedynie Czesi piją więcej piwa w przeliczeniu na jednego mieszkańca. Kawa w Niemczech cieszy się znacznie większym uznaniem niż herbata.

### Sport

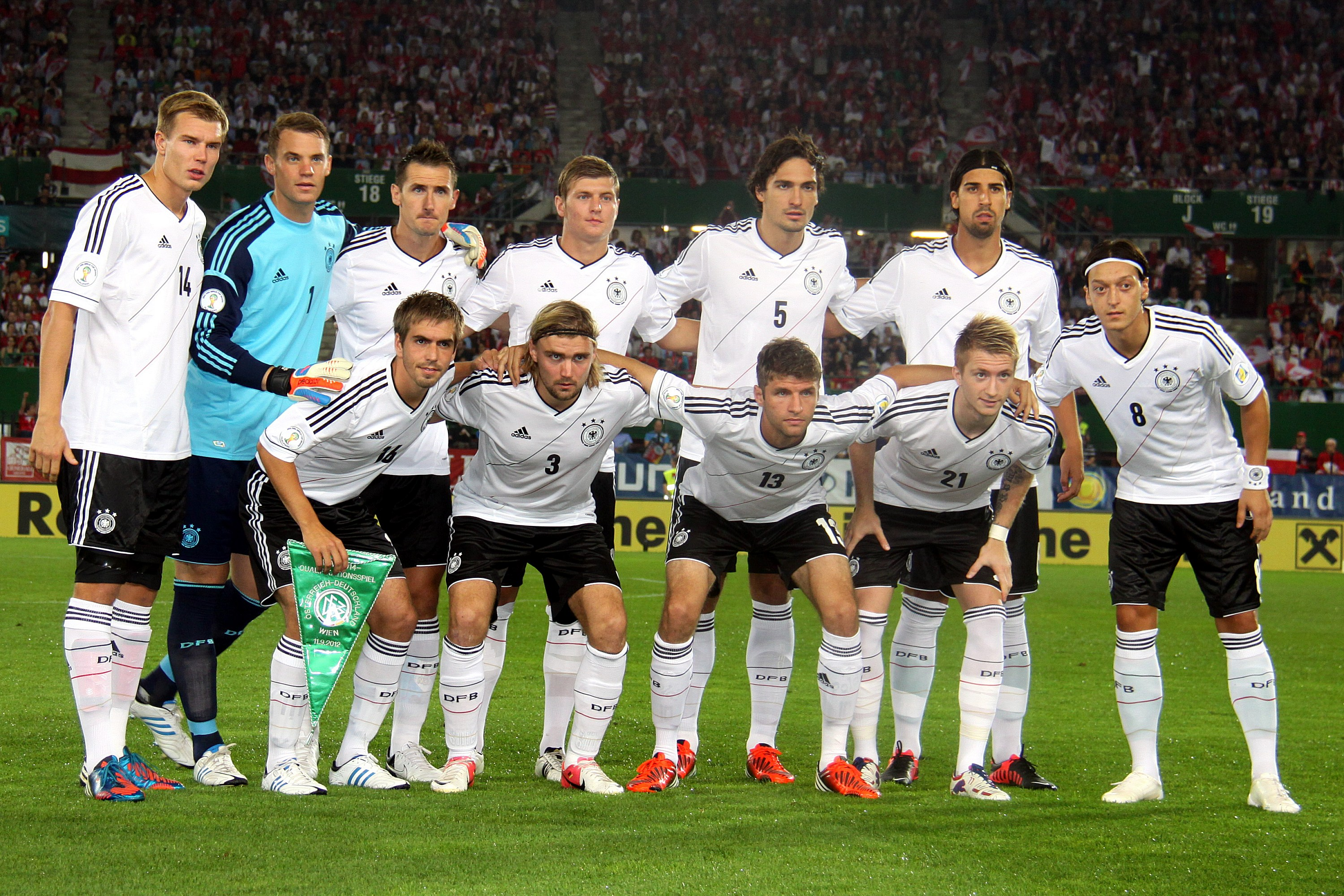
Reprezentacja Niemiec w piłce nożnej

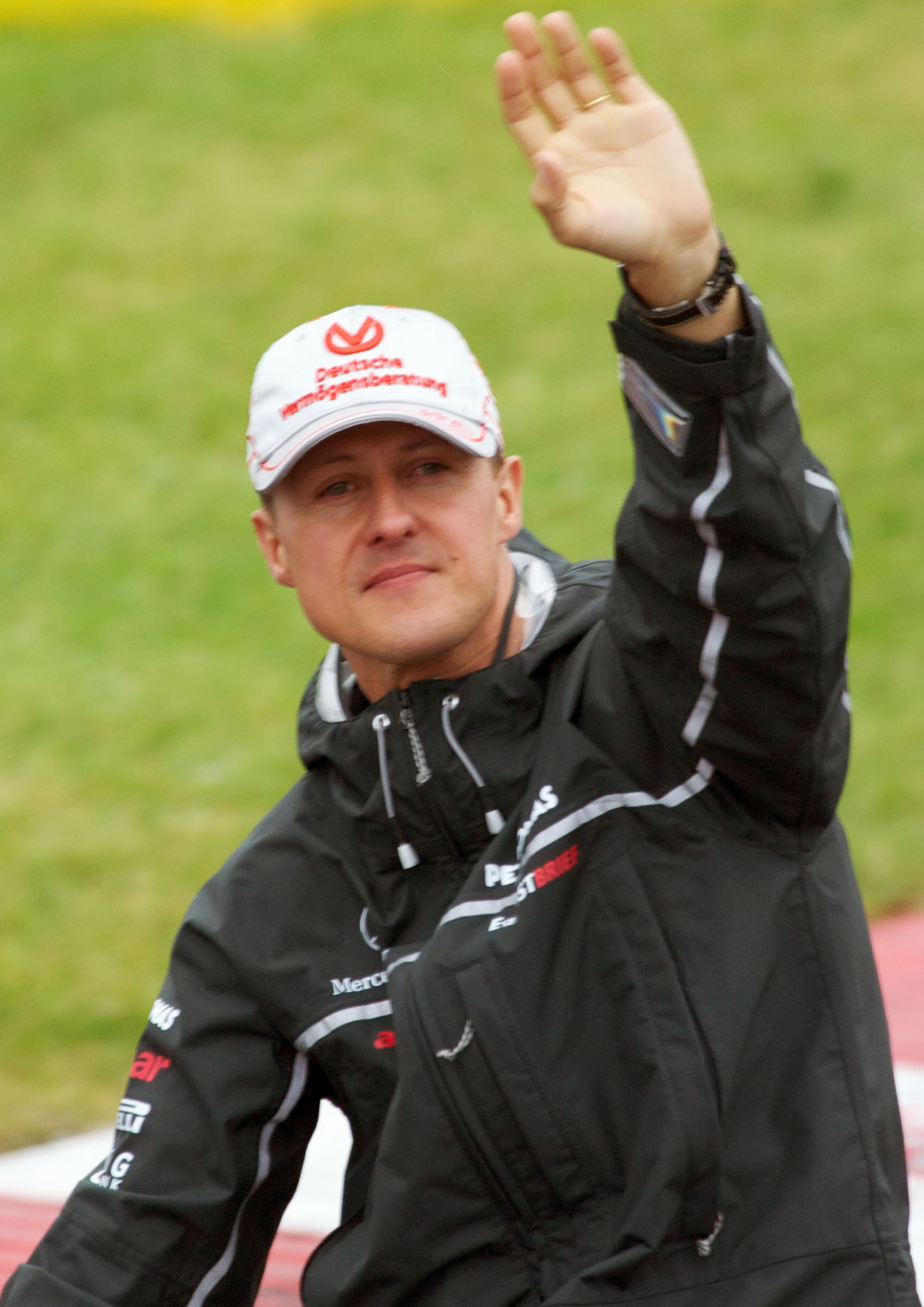
Michael Schumacher

27 milionów Niemców jest członkami klubów sportowych, a dodatkowe dwanaście milionów uprawia sport indywidualnie. Piłka nożna jest najpopularniejszą dyscypliną sportu. Z ponad 6,3 milionem oficjalnych członków, Niemiecki Związek Piłki Nożnej (Deutscher Fußball-Bund) jest największą tego typu organizacją na świecie. Bundesliga, najwyższy poziom rozgrywek w niemieckiej piłce nożnej, jest najpopularniejszą ligą sportową w kraju i odnotowuje drugą na świecie frekwencję podczas meczów jakichkolwiek lig sportowych na świecie.
Niemcy słyną z bycia krajem o największych sukcesach w piłce nożnej na świecie (równać się mogą z nimi pod tym względem jedynie Brazylijczycy). Męska reprezentacja Niemiec w piłce nożnej czterokrotnie zdobyła puchar mistrzostw świata (1954, 1974, 1990, 2014) i trzykrotnie puchar mistrzostw Europy (1972, 1980, 1996). Niemcy były organizatorem mistrzostw świata w 1974 i 2006 i mistrzostw Europy w 1988. Najbardziej znanymi piłkarzami pochodzącymi z Niemiec są Franz Beckenbauer, Gerd Müller, Jürgen Klinsmann, Lothar Matthäus oraz Oliver Kahn. Poza tym, w Niemczech popularne są także piłka ręczna, siatkówka, koszykówka, hokej na lodzie oraz tenis.
Niemcy są także jednym z czołowych państw w sportach motorowych. Konstruktorzy, tacy jak BMW i Mercedes są istotnymi producentami samochodów używanych podczas wyścigów samochodowych. Ponadto firma Porsche wygrała wyścig 24h Le Mans, trwający dobę wyścig we Francji, szesnaście razy, natomiast Audi zwyciężyło 11 razy. Kierowca prestiżowego cyklu Formuły 1 Michael Schumacher ustanowił podczas swojej kariery wiele rekordów w sportach motorowych, wygrywając najwięcej wyścigów i Pucharów Świata w historii. Jest także jednym z najbogatszych sportowców.
Niemieccy sportowcy regularnie osiągają bardzo wysokie wyniki podczas Igrzysk olimpijskich. Są sklasyfikowani na trzecim miejscu w klasyfikacji medalowej wszech czasów, łącząc wyniki Niemiec Wschodnich i Niemiec Zachodnich. Podczas Letnich Igrzysk Olimpijskich w 2012 roku, Niemcy zakończyli rywalizację na szóstej pozycji w klasyfikacji medalowej, podczas gdy na Zimowych Igrzyskach Olimpijskich w 2010 roku zajęli w niej drugie miejsce. Niemcy organizowały letnie igrzyska olimpijskie dwukrotnie, w Berlinie w 1936 roku oraz w Monachium w 1972 r. Ponadto Garmisch-Partenkirchen gościło zimowe igrzyska w 1936 r.